# Chevrolet Bel Air
Pour les articles homonymes, voir Bel Air.
La Chevrolet Bel Air est une voiture du constructeur automobile américain General Motors sous la marque Chevrolet.
Elle fut produite de 1950 à 1981 durant sept générations différentes. Le dernier modèle fut vendu uniquement au Canada. Initialement, de 1950 à 1952, seuls les modèles Hardtops deux portes dans la gamme Chevrolet étaient désignés par le nom Bel Air, à la différence des modèles StyleLine et FleetLine pour le reste de la gamme. À partir de 1953, le nom désigna aussi d'autres carrosseries. La Bel Air a continué avec diverses autres désignations de niveau de finition jusqu'à ce que la production aux États-Unis cesse en 1975. La terminologie Bel Air continua d'être utilisée au Canada pour son marché intérieur jusqu'en 1981.
Le nom de Bel Air vient d'un quartier huppé de la ville de Los Angeles.
Un concept car de la marque reprenant le nom Bel Air, fut présenté lors du Salon international de l'automobile d'Amérique du Nord de 2002 mais ne fut jamais commercialisé.

## Historique

### Styleline Bel Air (1950 - 1952)
De 1950 à 1952, le nom Bel Air Sport Coupe était utilisé uniquement pour les coupés hardtop à deux portes de la gamme des modèles Chevrolet Styleline. General Motors avait introduit les hardtops en 1949 dans ses marques de luxe (Cadillac série 62, Buick Riviera et Oldsmobile 98 Holiday) avant de faire de même en 1950 pour les Chevrolet et Pontiac ainsi que les modèles plus petits de ses marques de prestige. Ces nouvelles versions luxueuses et largement vitrées avaient au départ été conçues pour créer une alternative aux coupés classiques (à montants fixes à l'arrière des portières), aux berlines fastback Chevrolet Fleetline et pallier le relatif insuccès des cabriolets, moins confortables en hiver. Ces premières Bel Air étaient réservées au niveau de finition supérieur Styleline DeLuxe.
Les premiers Bel Air de cette époque partageaient seulement la tôlerie de la face avant avec le reste de la gamme. Le pare-brise, les portes, les vitres latérales, et la caisse étaient communs avec la Styleline DeLuxe cabriolet, mais le toit, les parties arrière et la lunette arrière panoramique étaient spécifiques aux Bel Air. Le châssis et la mécanique étaient communs avec le reste de la gamme de voitures de tourisme, et l'apparence générale était le même que le reste de la gamme, sauf que la ligne de toit était plus basse et la lunette arrière en trois parties pour lui donner un aspect plus long et plus équilibré. La première année sera déjà un succès avec 76 662 exemplaires construits. La voiture coûtait 1 741 $ et pesait 3 225 livres.
En dehors du changement habituel de calandre et de garnitures, les modèles Bel Air 1951-52 différaient des modèles précédents par des pare-chocs arrière plus hauts et plus carrés que l'on retrouvait sur toute la gamme. Au nombre de 103 356 en 1951 et 74 634 en 1952, elles relégueront au second plan les coupés cabriolets ainsi que les Fastback « Fleetline », lesquels disparaîtront en 1953.

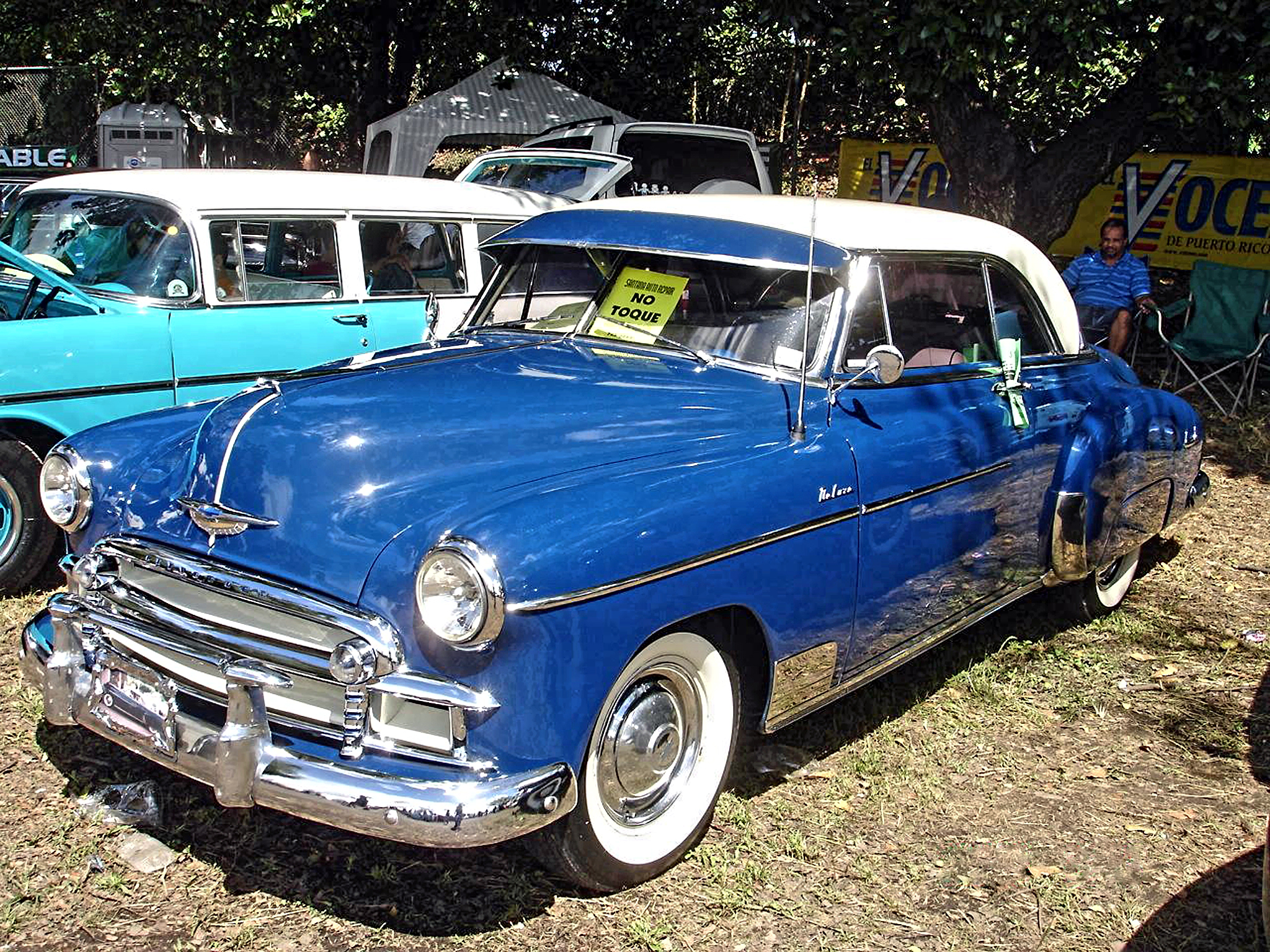
Modèle 1950.
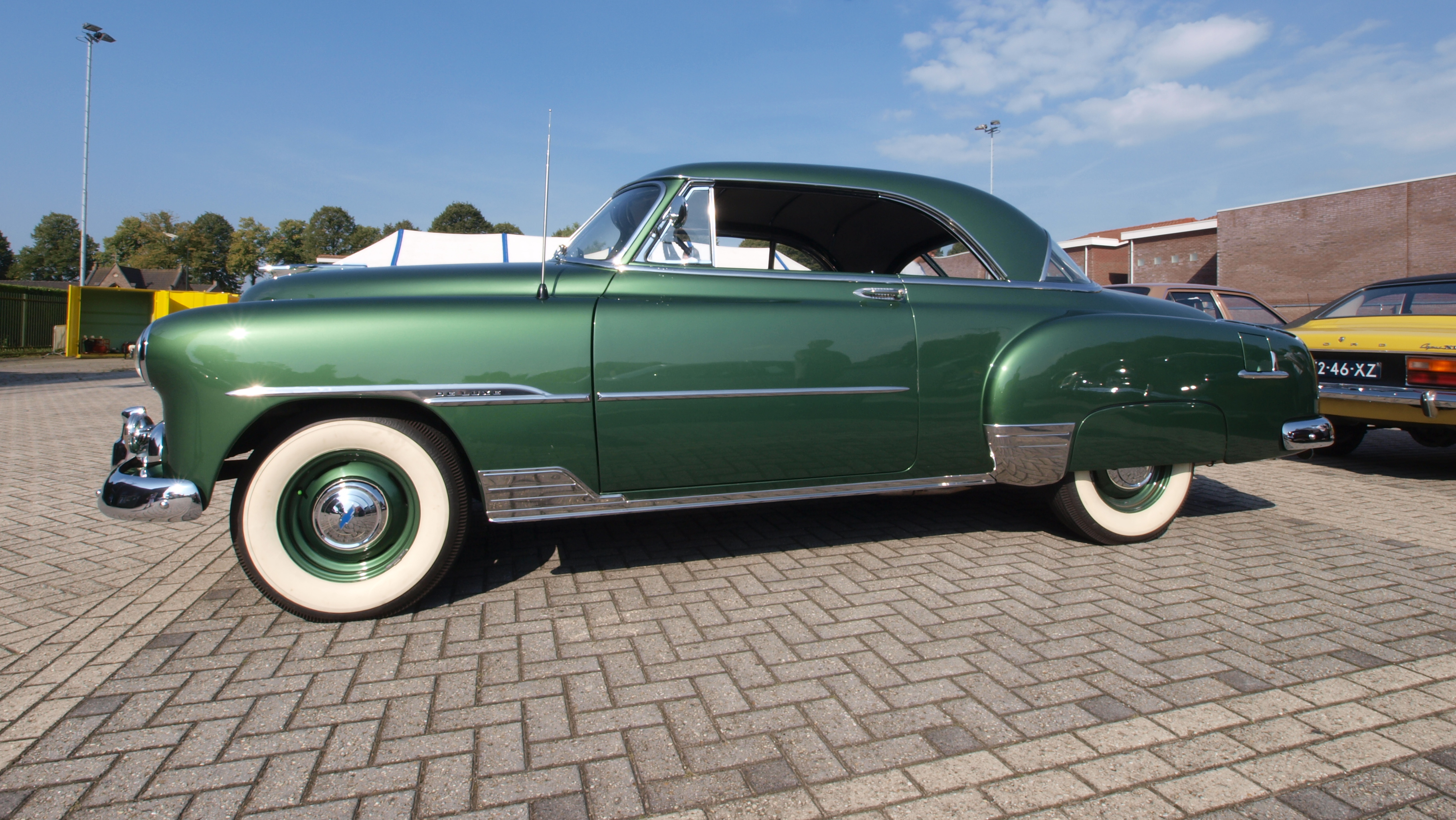
Bel Air 1951.
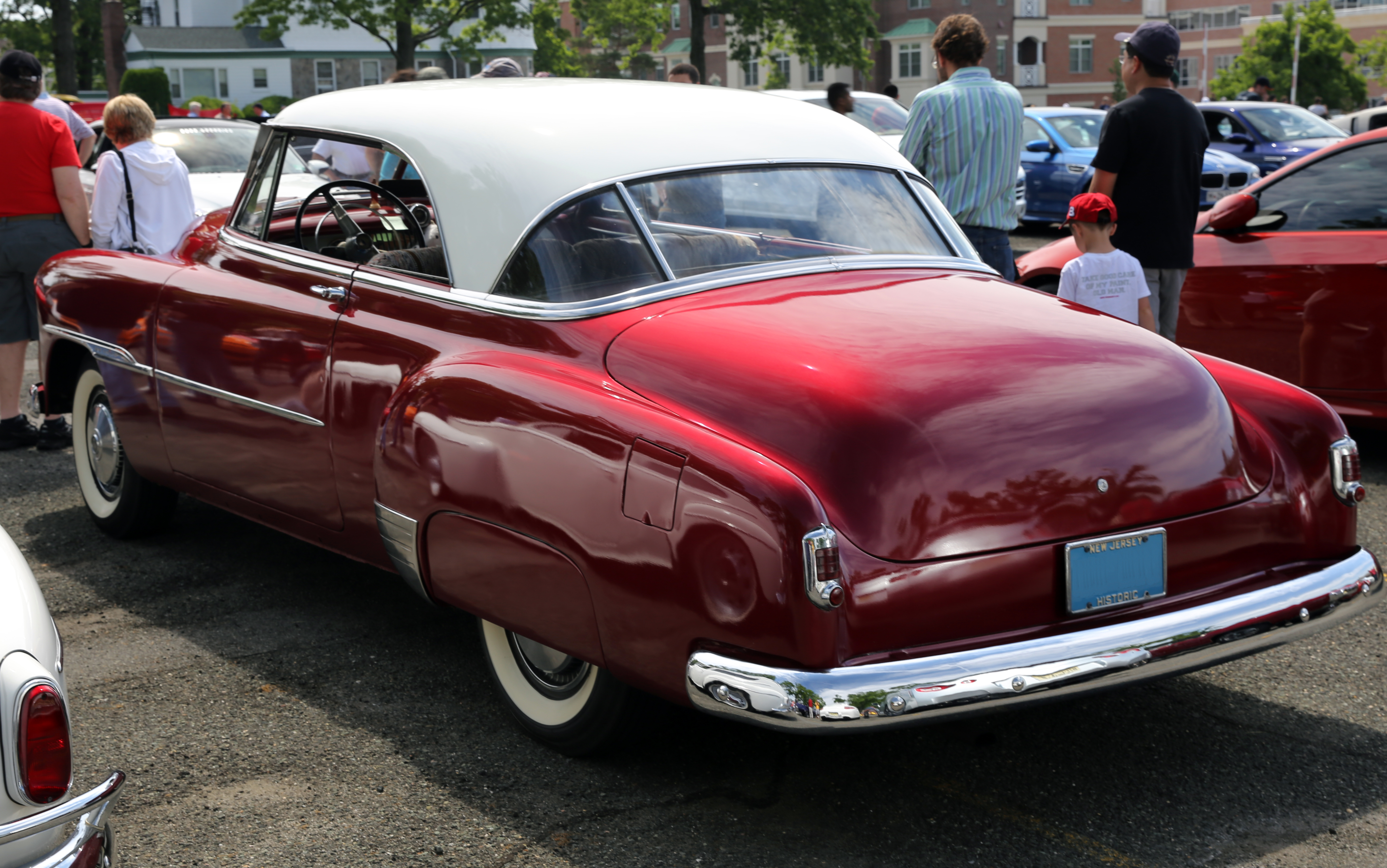
Vitrage arrière.
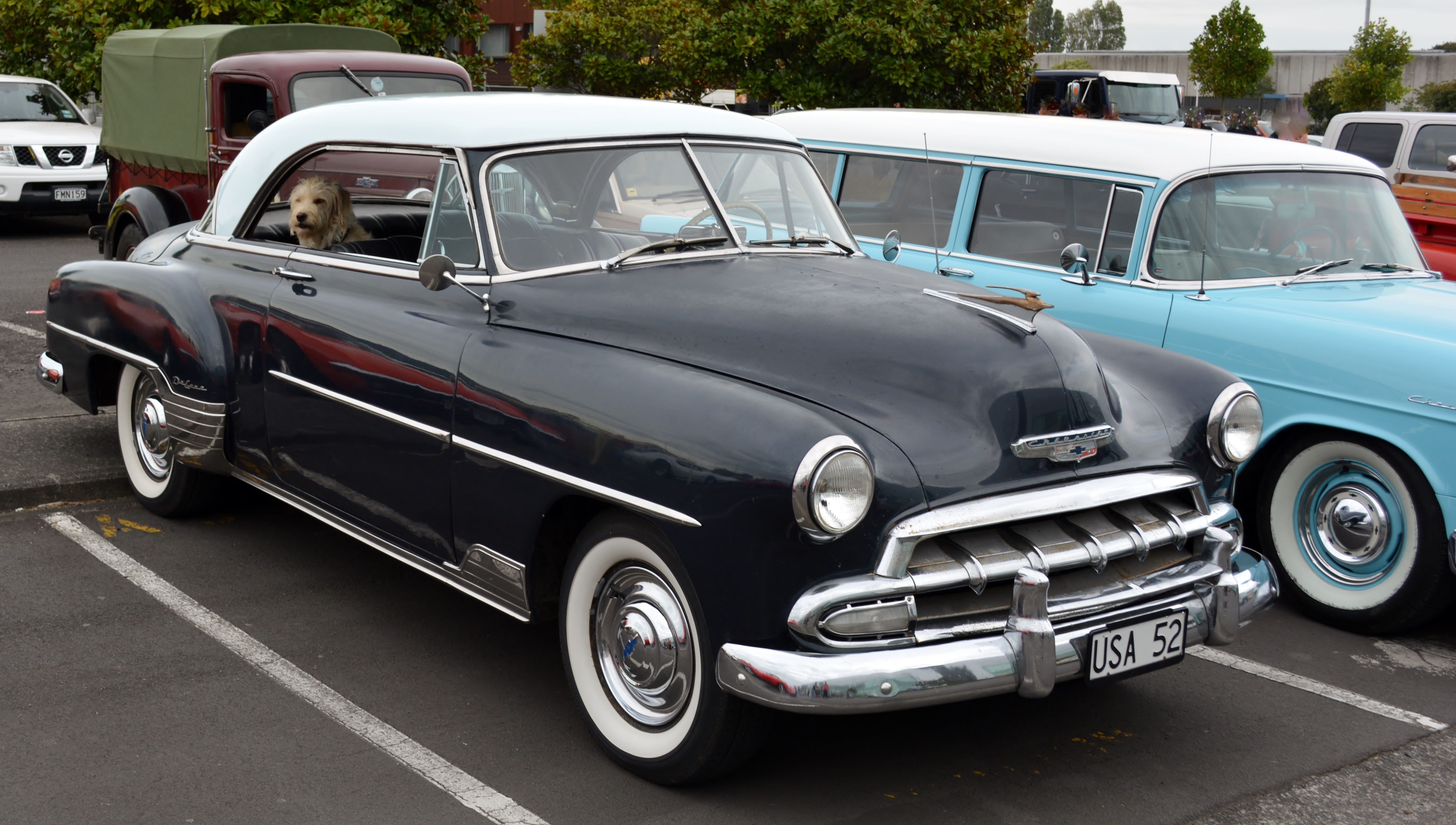
Version 1952.

### Première génération (1953 - 1954)

#### 1953
En 1953, Chevrolet renouvelle ses modèles et le nom de Bel Air fut utilisé pour la gamme des modèles luxueux, comprenant aussi des berlines et décapotables. La gamme inférieure, renommée, donna naissance aux 150 et 210, succédant aux Special et Deluxe.
La Chevrolet Bel Air de 1953 fut annoncée comme « entièrement nouvelle d'un bout à l'autre », en raison des panneaux de carrosserie avant et arrière redessinés et de l'emploi d'une caisse plus solide (et plus lourde). Cependant, cette voiture avait un châssis identique aux voitures de 1949-52 et une mécanique encore fort proche. Les éléments d'avant-guerre tels que le tube de transmission de couple, l'alimentation du six cylindres, les suspensions, le pare-brise en deux parties à montant central furent supprimés et les bases de la première Chevrolet moderne d'après-guerre furent finalisées.
De toutes les variantes disponibles de la gamme Bel Air, la version hardtop à deux portes et le cabriolet restent l'aboutissement en termes de style et de standing. La série Bel Air possédait une large bande chromée à l'arrière, courant de l'aile au pare-chocs. L'intérieur de cette bande était peint d'une couleur coordonnée avec la couleur de la carrosserie, et l'inscription « Bel Air » étaient ajoutée à l'intérieur de cette bande. Les berlines avaient, quant à elles, un montant arrière entièrement chromé (partiellement sur les 210 et sans chrome sur les 150). Ces modèles moins luxueux n'arboraient pas de désignation spécifique, mais seulement le sigle Chevrolet sur le capot et le coffre.
Dans le numéro de juillet 1953 de « Popular Mechanics », une Bel Air de 1953 testée est passée de 0 à 97 km/h en 19,6 secondes.
L'intérieur des Bel Air pouvait recevoir en option du chrome dans la partie inférieure de la planche de bord (la plupart furent peintes), avec un volant luxe Bel Air et un cerceau de klaxon chromé. La moquette et les enjoliveurs de roues complétaient l'équipement standard des Bel Air.

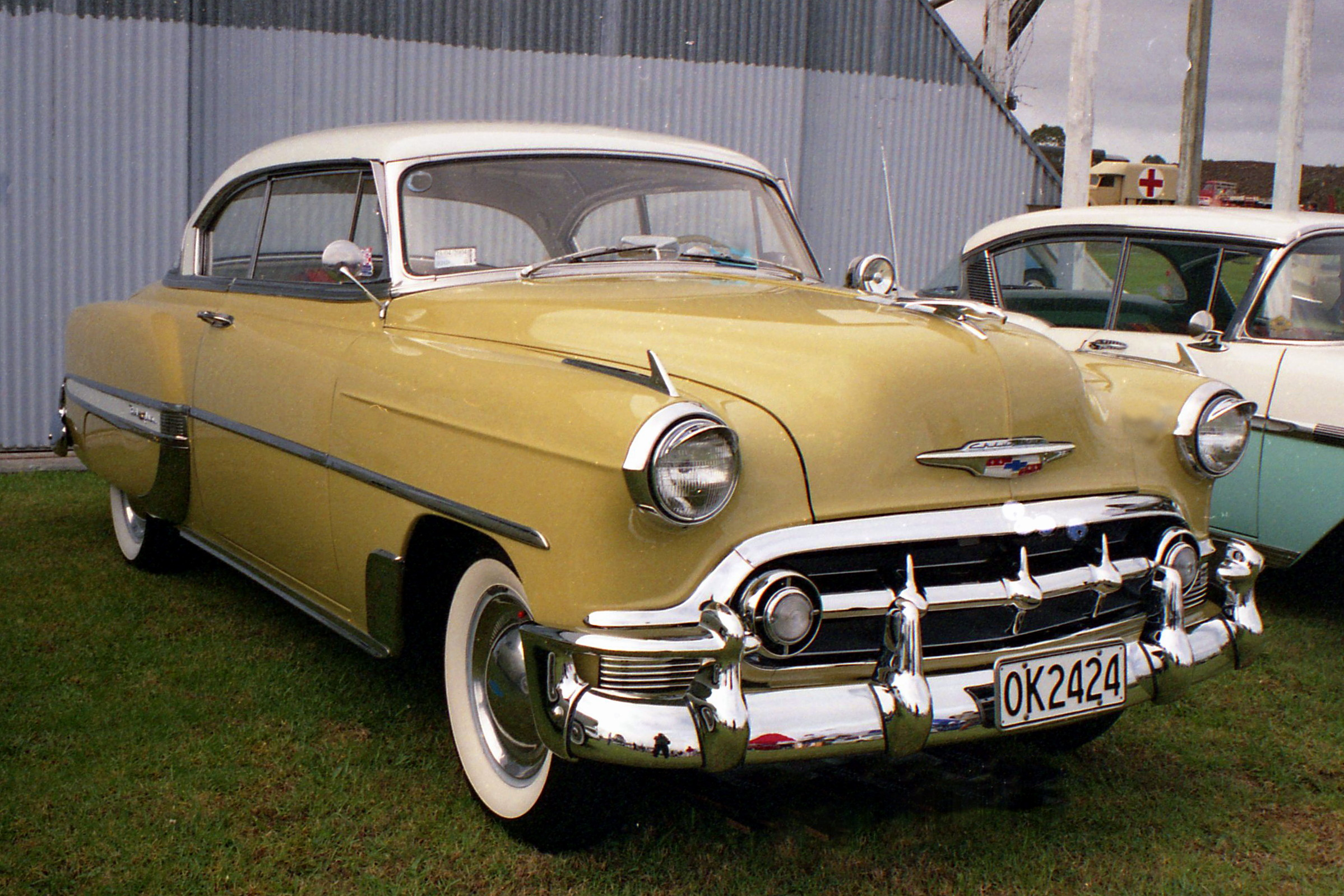
Bel Air coupé hardtop.
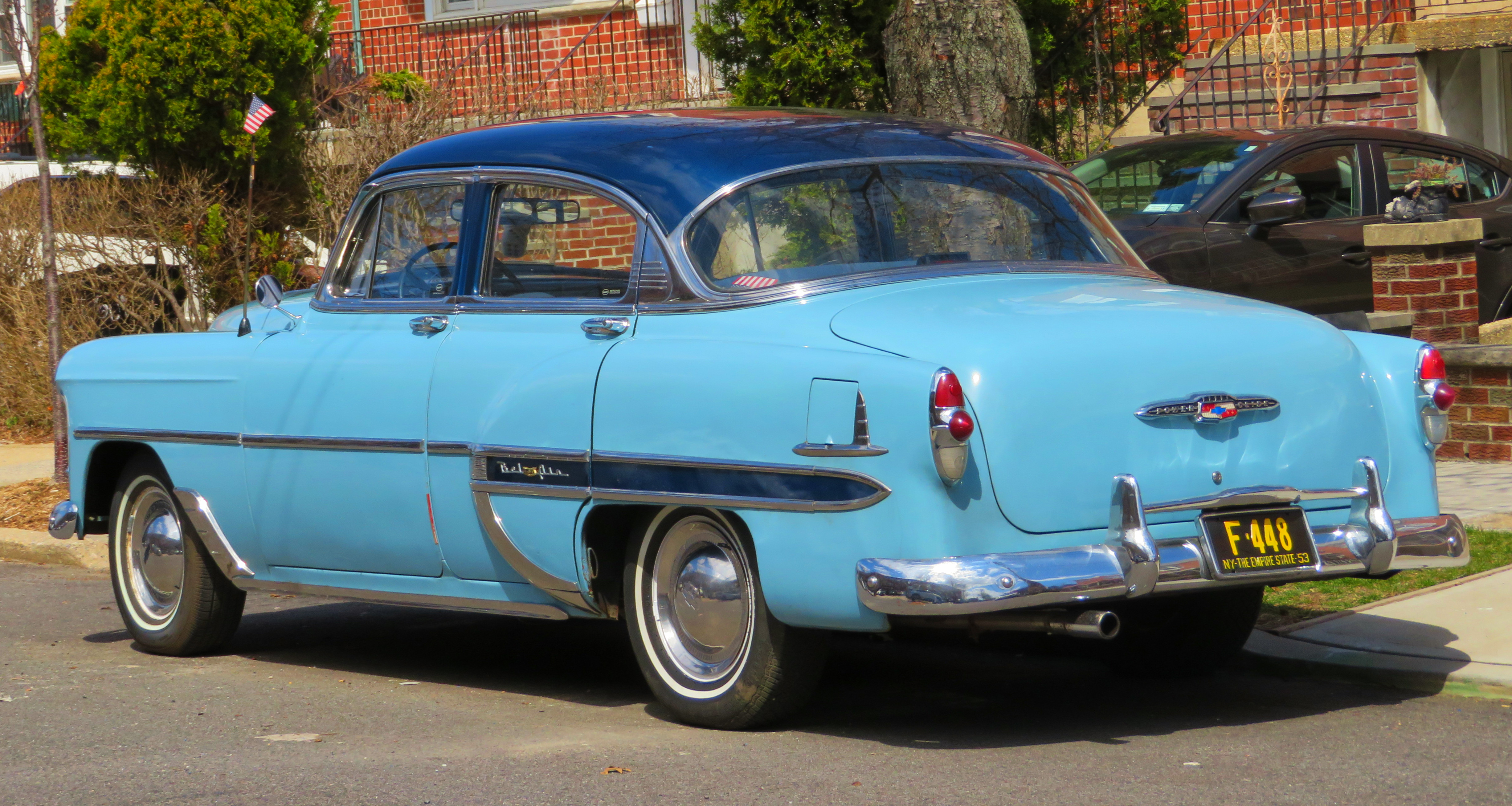
Berline quatre portes.
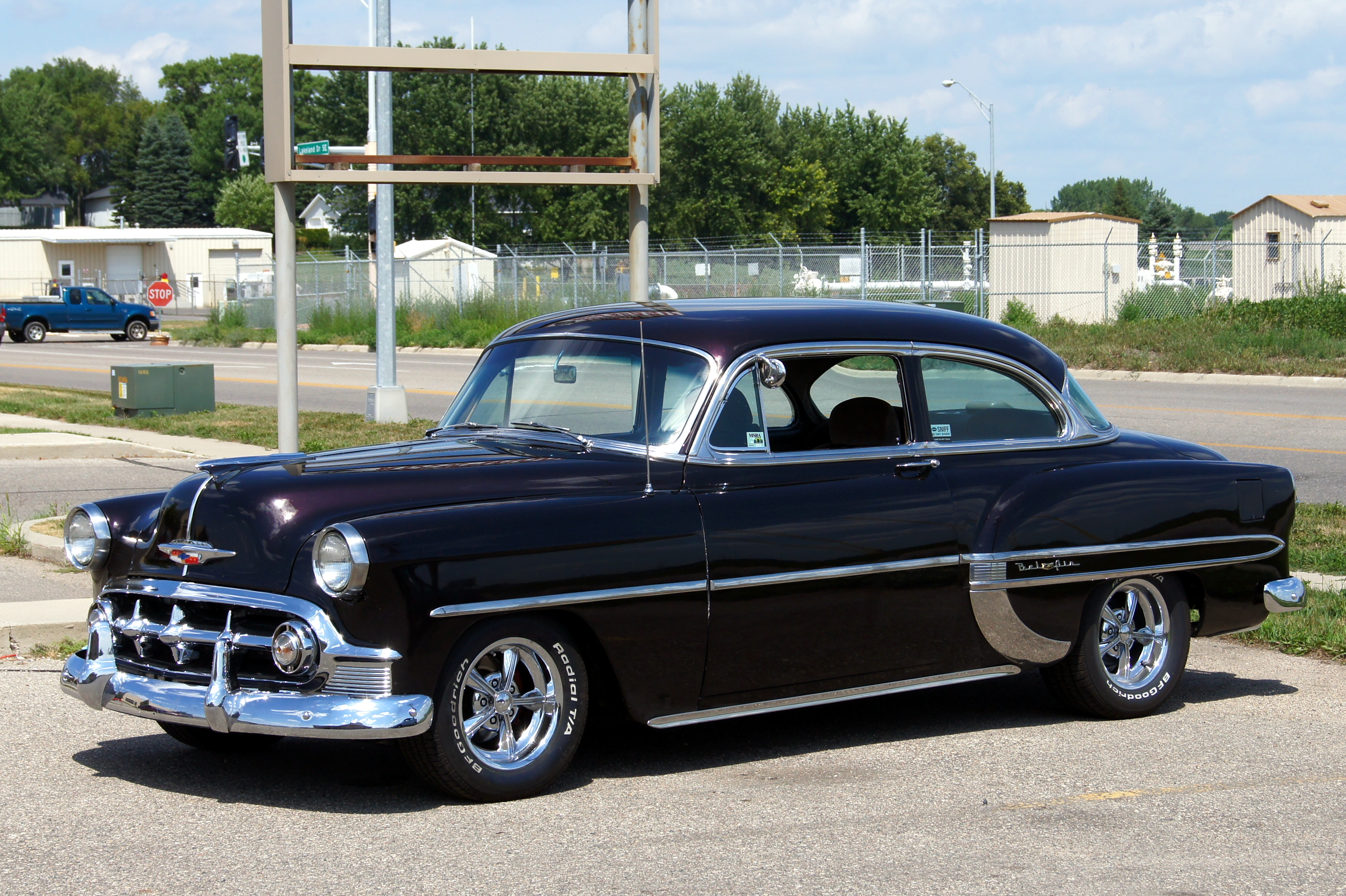
Deux portes.
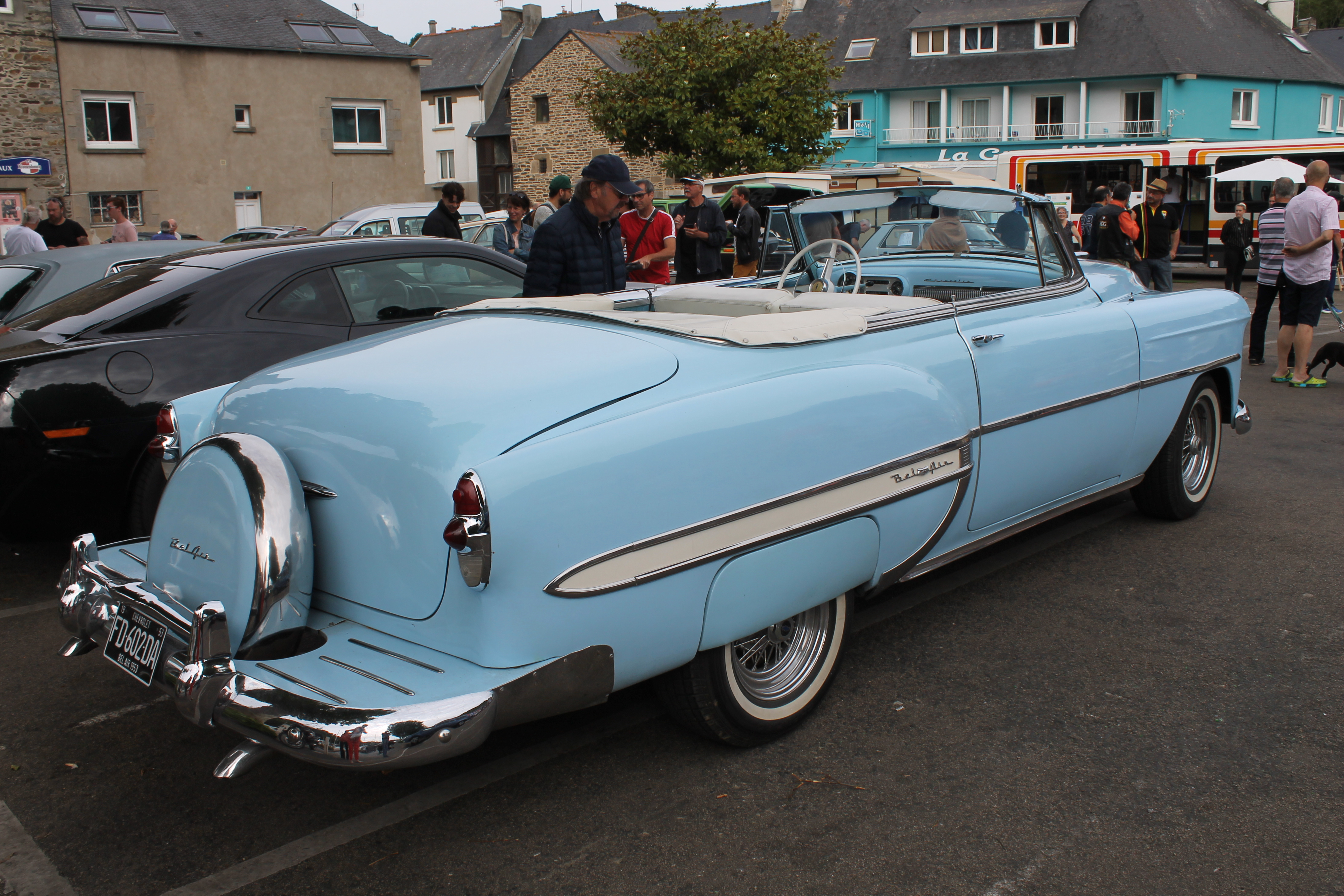
Cabriolet doté d'un pare-chocs allongé et d'une roue Continental.

#### 1954
Pour 1954, la Bel Air était quasiment identique à l'année précédente, sauf pour la calandre et les feux arrière, mais avec un moteur revu, équipé des paliers rapportés et avec une pression d'huile plus élevée nécessaire au bon fonctionnement du système de filtration qui n'était pas disponible avant 1954. Avant cette année, les moteurs six cylindres 3,7 et 3,5 L utilisaient des paliers antifriction et des écopes afin de créer une pression d'huile au bas de chaque poussoir avec une pression d'huile standard de 1-2 bars.
Durant ces années, il y avait le choix entre trois moteurs, en fonction de la transmission :
- Les deux moteurs de 3,9 L étaient des six cylindres en ligne « Blue Flame » à soupapes en tête, poussoirs hydrauliques (en 1953 avec les transmissions automatiques) et pistons en aluminium.
- Le moteur 3,9 L de 107 ch (79 kW) était standard sur les modèles manuels "Stickshift". Il possédait des poussoirs pleins, une lubrification par projection, ainsi que des paliers antifriction
- Les versions à transmission Powerglide (en) de 117 ch (86 kW) possédaient des poussoirs hydrauliques ainsi qu'une lubrification sous pression.

En 1953 et 1954, une Bel Air pouvait être commandée en Sedan (berline) deux et quatre portes, Convertible (cabriolet), Coupé Hard Top et, pour 1954, en break Beauville équipé de garnitures en simili-bois autour des vitres latérales. Autre changement majeur en 1954, les Chevrolet 210 ne proposent plus de coupé hardtop et de cabriolets, ces deux versions étant désormais réservées aux Bel Air.
Beaucoup des options disponibles uniquement pour les voitures en finition DeLuxe, les plus chères, furent offertes à partir de 1953, y compris la direction assistée et le variateur de phare Guidematic. En 1954 s'y ajoutèrent des freins plus puissants ainsi que des sièges et des vitres avant électriques. Tous les modèles 1954 équipés de la transmission standard étaient équipés du moteur Powerglide de 1953. La majorité des modèles vendus étaient des coupés deux portes. 1954 est le dernier millésime de cette génération et c'est aussi la dernière génération à ne pas comporter de moteur V8 dans sa gamme.

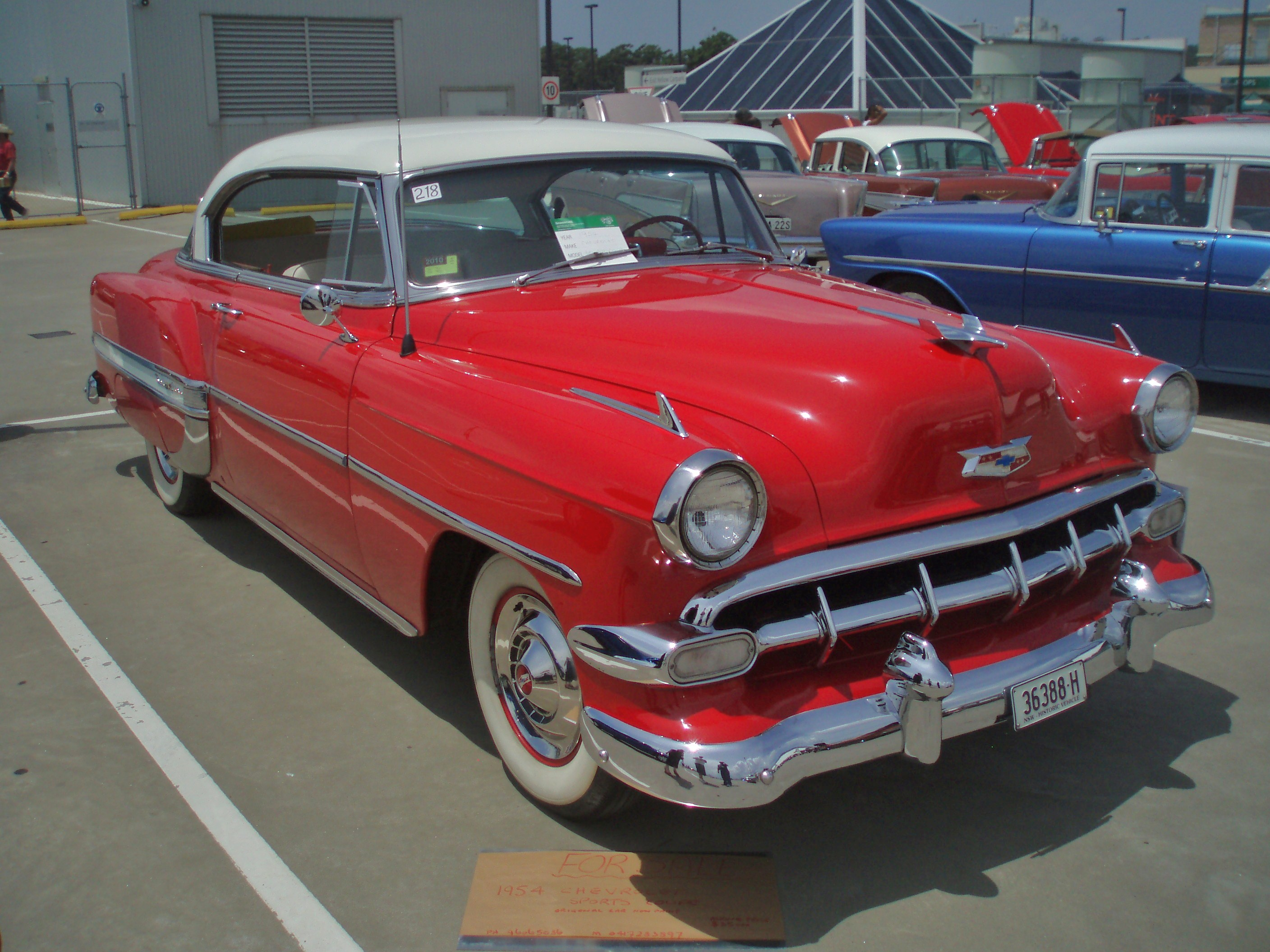
Coupé hardtop.
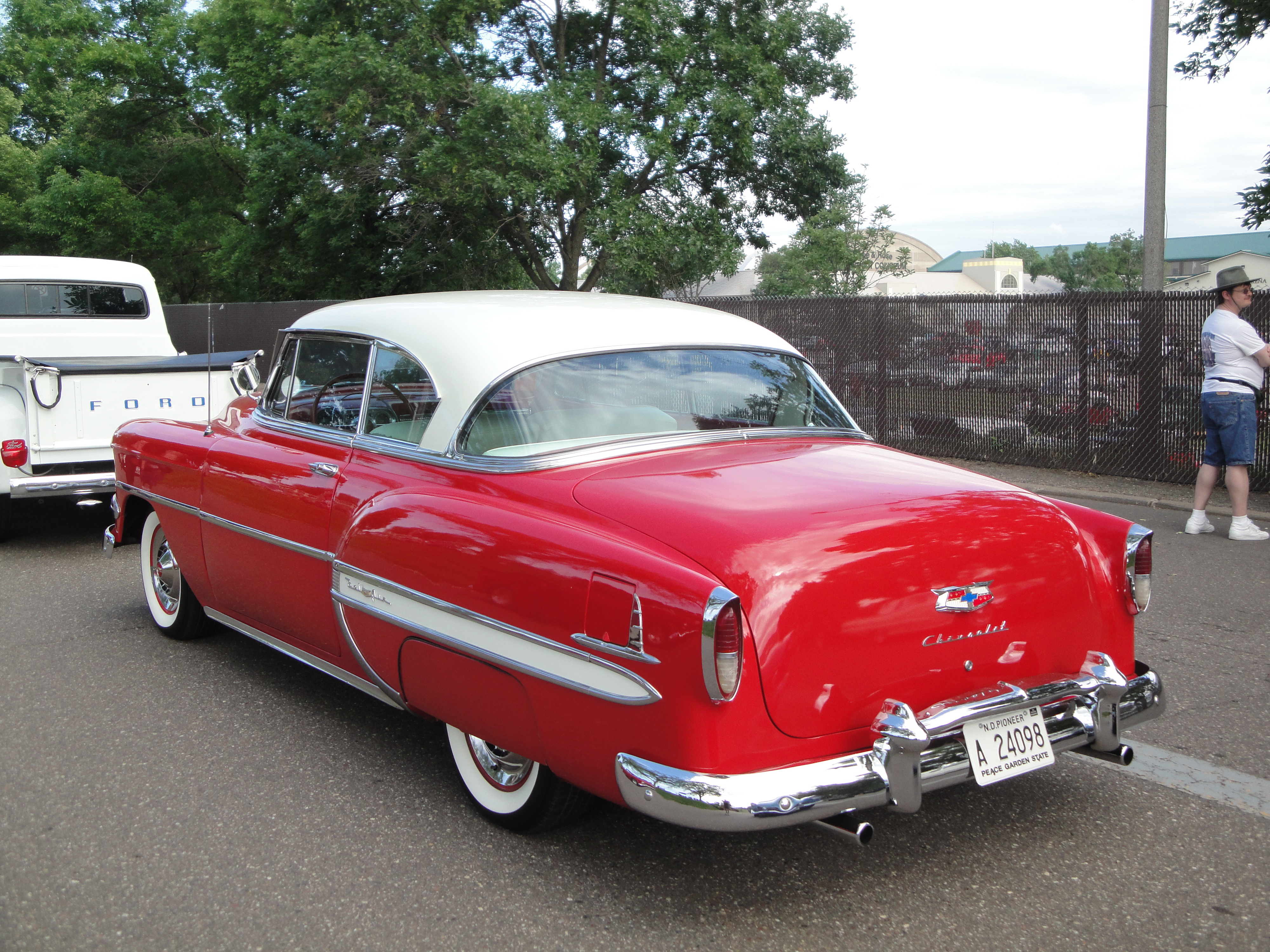
Vue arrière.
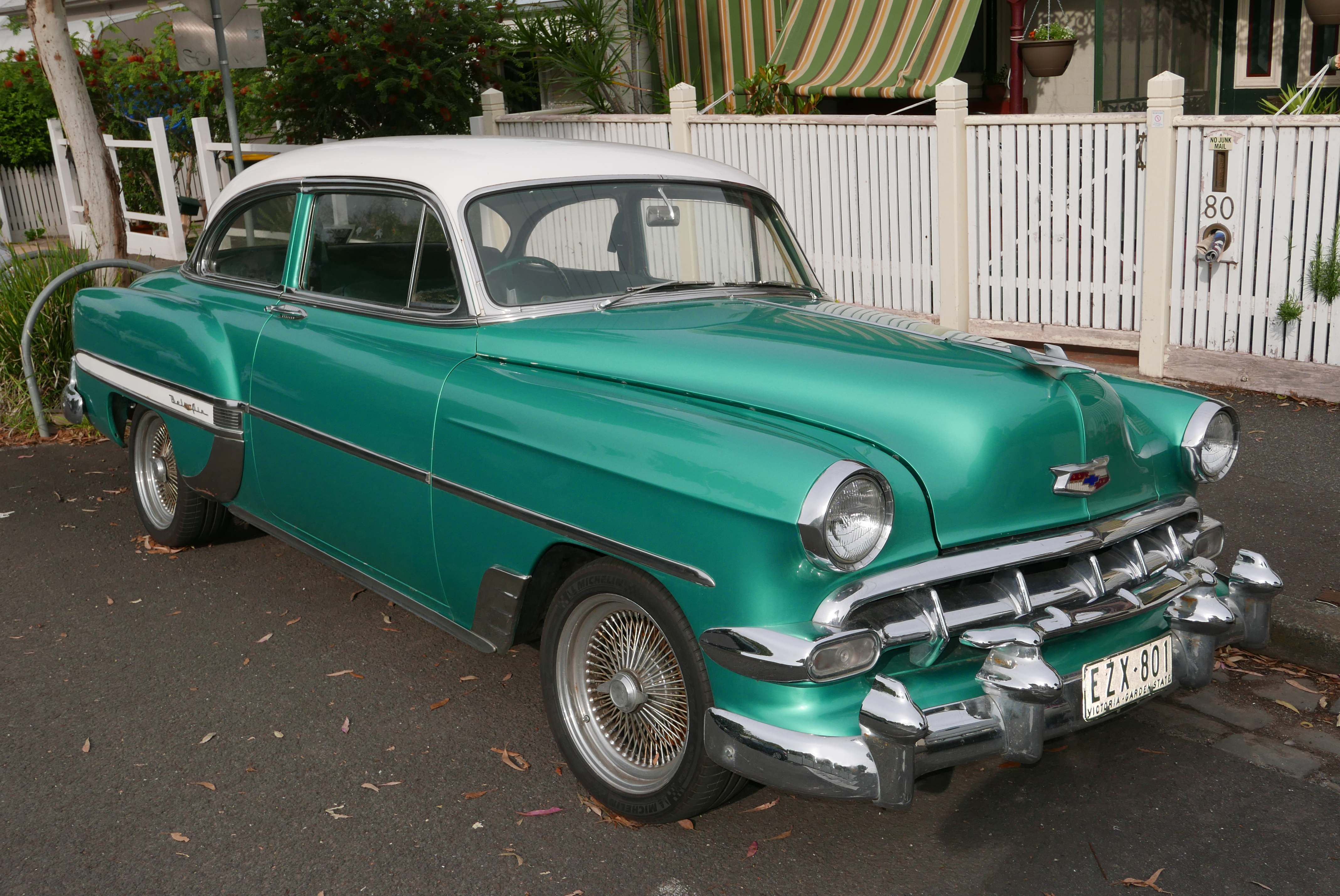
Berline 2 portes.
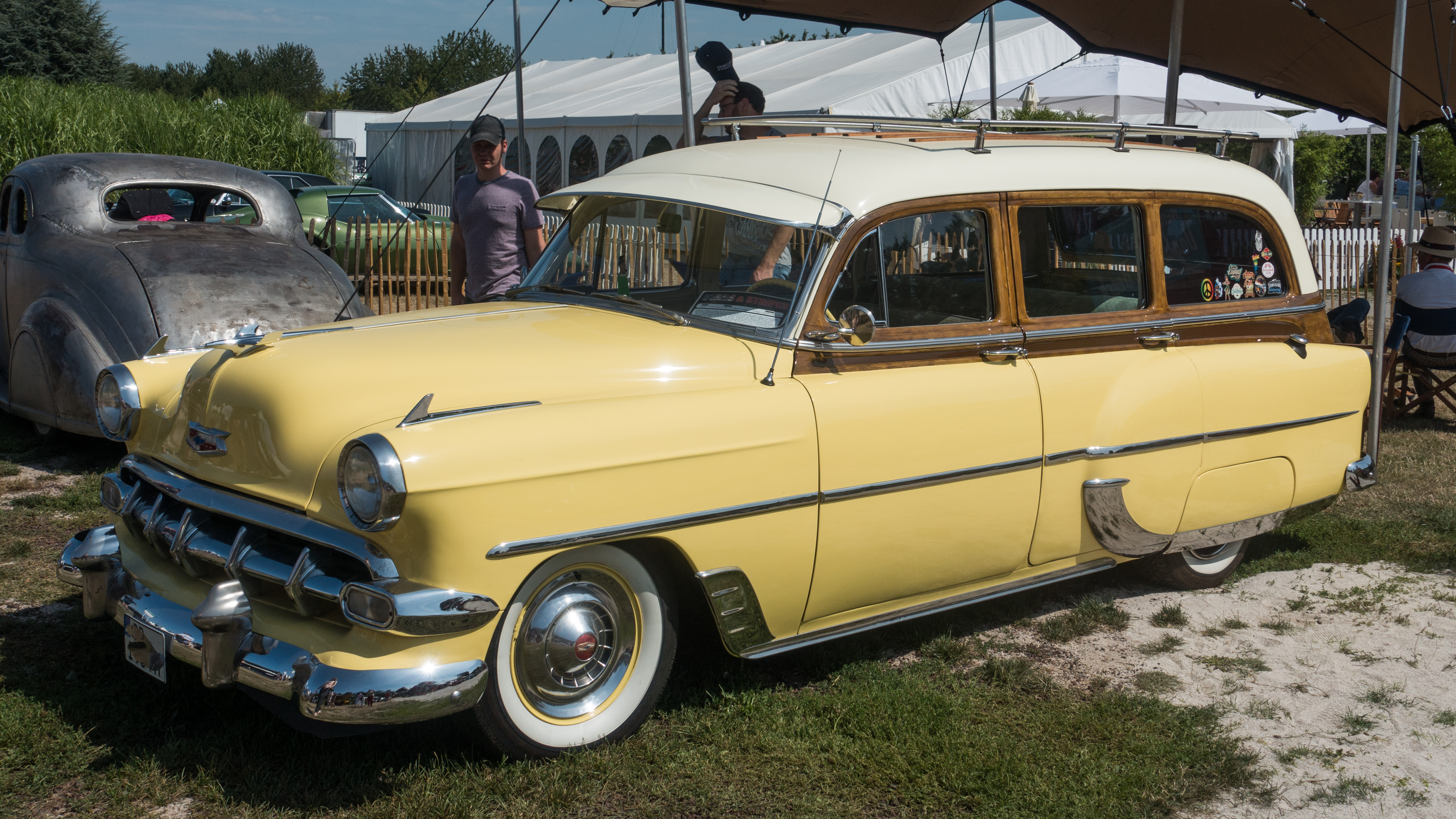
Break en finition Bel Air.
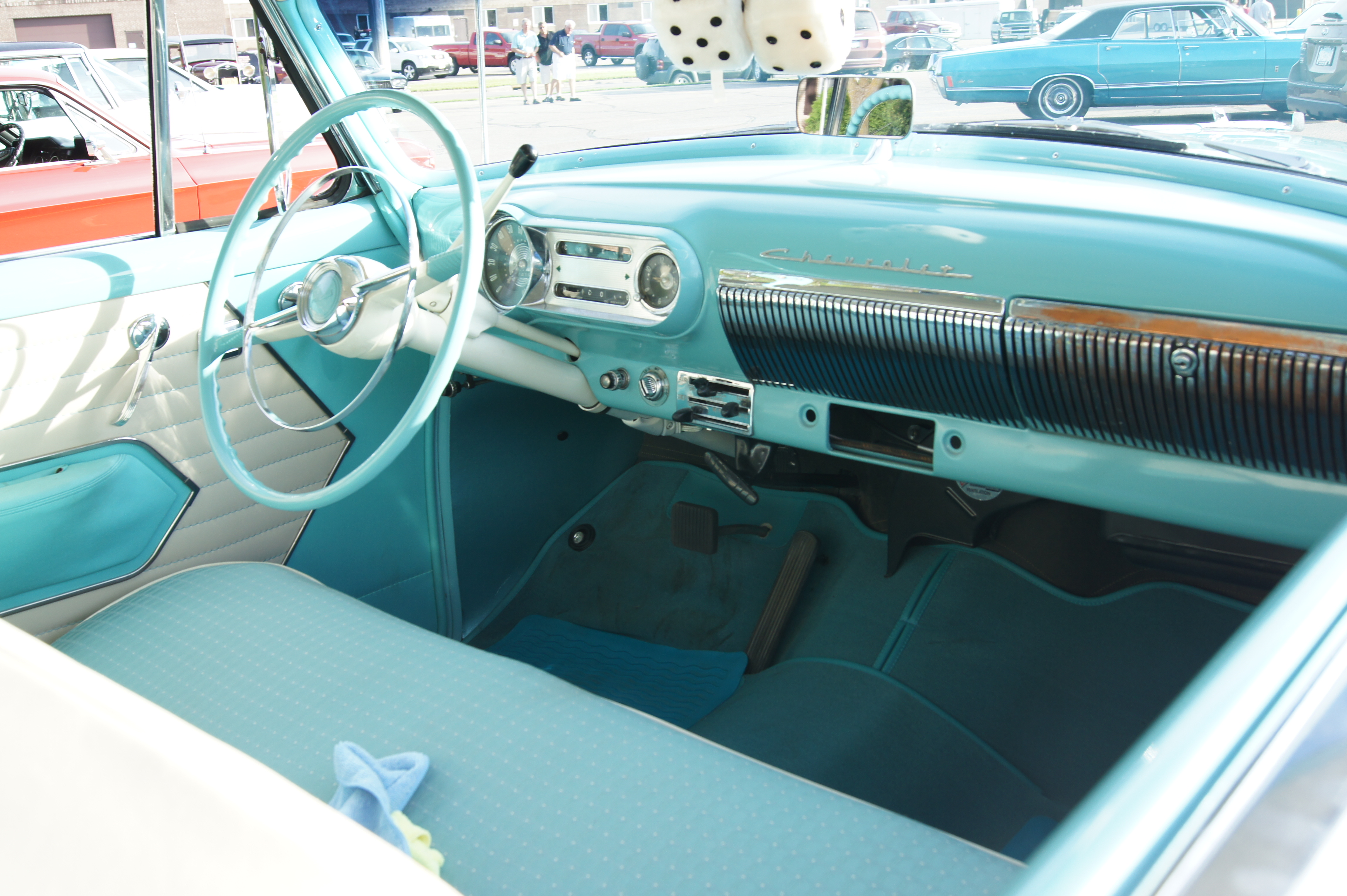
Intérieur

### Deuxième génération (1955 - 1957)

#### 1955
La Bel Air a reçu un nouveau style repensé pour l'année modèle 1955. La Bel Air pesait 1 567 kg avec une longueur de 4,572 m. Elle fut longtemps appelée la « Hot One » dans les campagnes de publicité de GM. La Bel Air '55 était livrée avec des fonctionnalités disponibles sur les voitures dans les gammes des modèles inférieurs, ainsi que des tapis de sol, des bandes de toit chromées sur le HardTop, des lances chromées sur les ailes avant, des moulures de fenêtres en acier inoxydable, des enjoliveurs complets de roue et une calandre inspirée de Ferrari. Plus tard dans l'année 1955, ces modèles furent également identifiables par le lettrage Bel Air en lettres d'or. Pour 1955, Chevrolet rajouta en option un moteur V8 ainsi que la boite automatique 2 vitesses Powerglide, ou une transmission manuelle standard à trois vitesses Synchro-Mesh avec l'option overdrive. Le nouveau moteur V8 4,3 L équipé de modernes soupapes en tête haute compression et d'une course courte était tellement bon qu'il sera produit durant de nombreuses décennies. Le V8 de base avait un double carburateur et une puissance évaluée à 164 ch (121 kW). L'option « Power Pack » rajoutait un carburateur quatre corps et d'autres améliorations qui permettaient de produire 182 ch (134 kW). Plus tard dans l'année, une option « Super Power Pack » fut proposée avec un taux de compression augmenté et 15 ch supplémentaires (11 kW). De simples voyants remplaçaient les jauges de pression d'huile et du générateur. Même si elle reste la plus connue, elle ne fut pas la première Chevrolet équipée d'un moteur V8. La première Chevrolet V8 fut introduite en 1917 (série D) et elle fut construite pendant deux ans avant que Chevrolet ne soit intégré à General Motors.
La Bel Air de 1955 a été très bien accueillie. Motor Trend Magazine donna les meilleures notes à la Bel Air pour sa maintenance. Popular Mechanics rapporta une accélération de 0–97 km/h en 12,9 secondes pour le V8 avec boite Powerglide, le tout associé à une conduite confortable et une bonne visibilité. Avec cependant quelques points noirs comme l'anneau de klaxon qui bloquait une partie de l'indicateur de vitesse, l'essence ordinaire qui créait des à-coups dans le moteur ou la consommation d'huile trop importante sur les premiers V8 de série. L'espace pour les jambes avant était de 1,10 m. Les tambours de freins mesuraient 279 mm. Une nouvelle option pour les modèles V8 de 1955 était la climatisation, avec des sorties de chaque côté de la planche de bord des modèles 1955 et 56 (un générateur à haut rendement était installé sur les voitures équipées de cette option), la climatisation pouvait être installée sur les voitures avec la transmission normale à trois vitesses manuelle (overdrive ou Powerglide) mais à partir de 1957 une transmission automatique (ou au minimum la boite 4 vitesses manuelle) était un prérequis nécessaire pour cette option.
En 1955, un total de 773 238 Bel Air ont été commercialisées (en incluant les breaks Nomad et Beauville). Le modèle 210 dépasse, mais de peu, ces totaux de production. Chevrolet ne propose pas moins de 17 couleurs de peinture extérieure, et l'option bi-colore recoupe un total de 21 combinaisons. L'intérieur des Bel Air de 1955 recoupe 25 options de sellerie dont un certain nombre spécifiques aux décapotables et breaks.

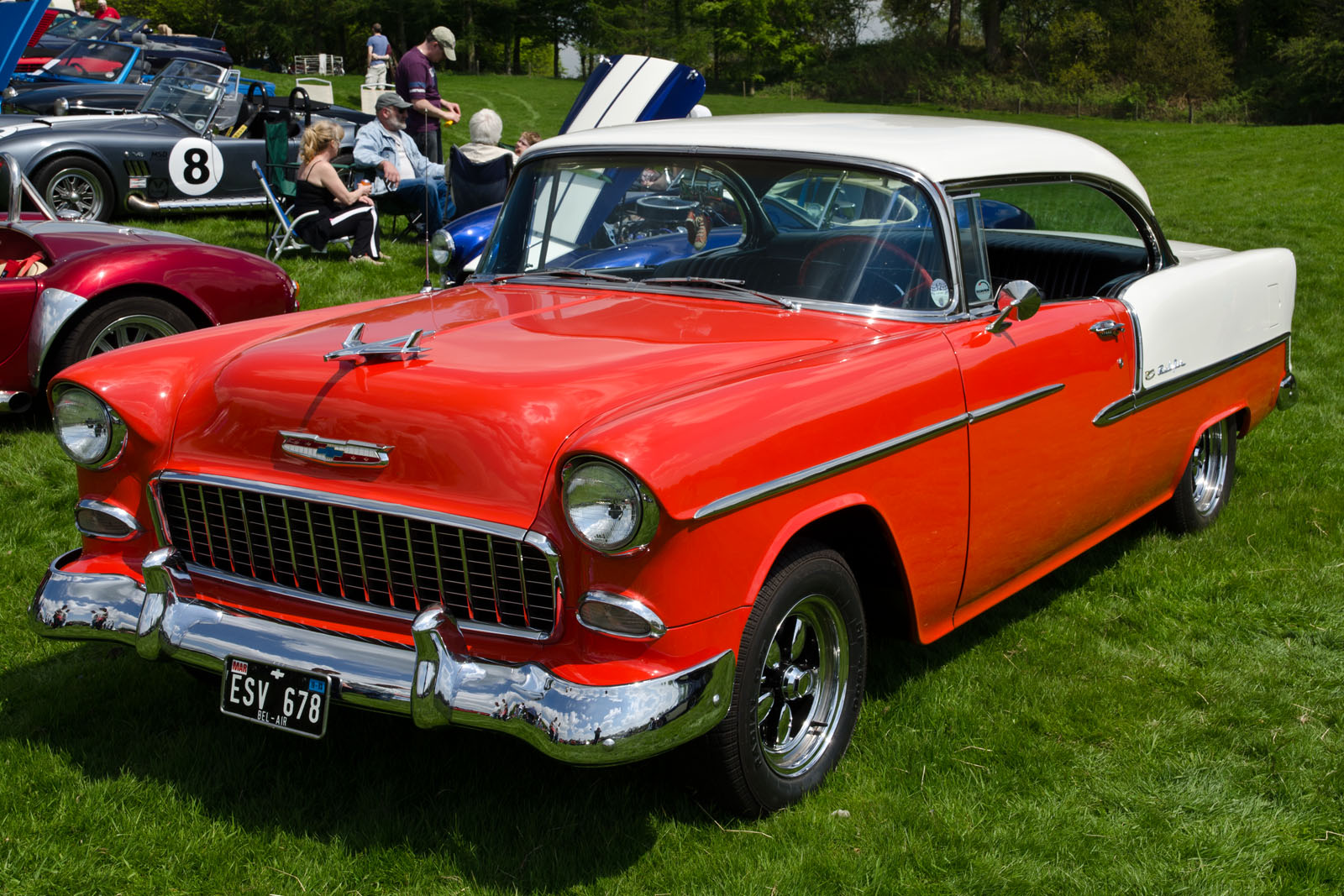
Bel Air 1955.
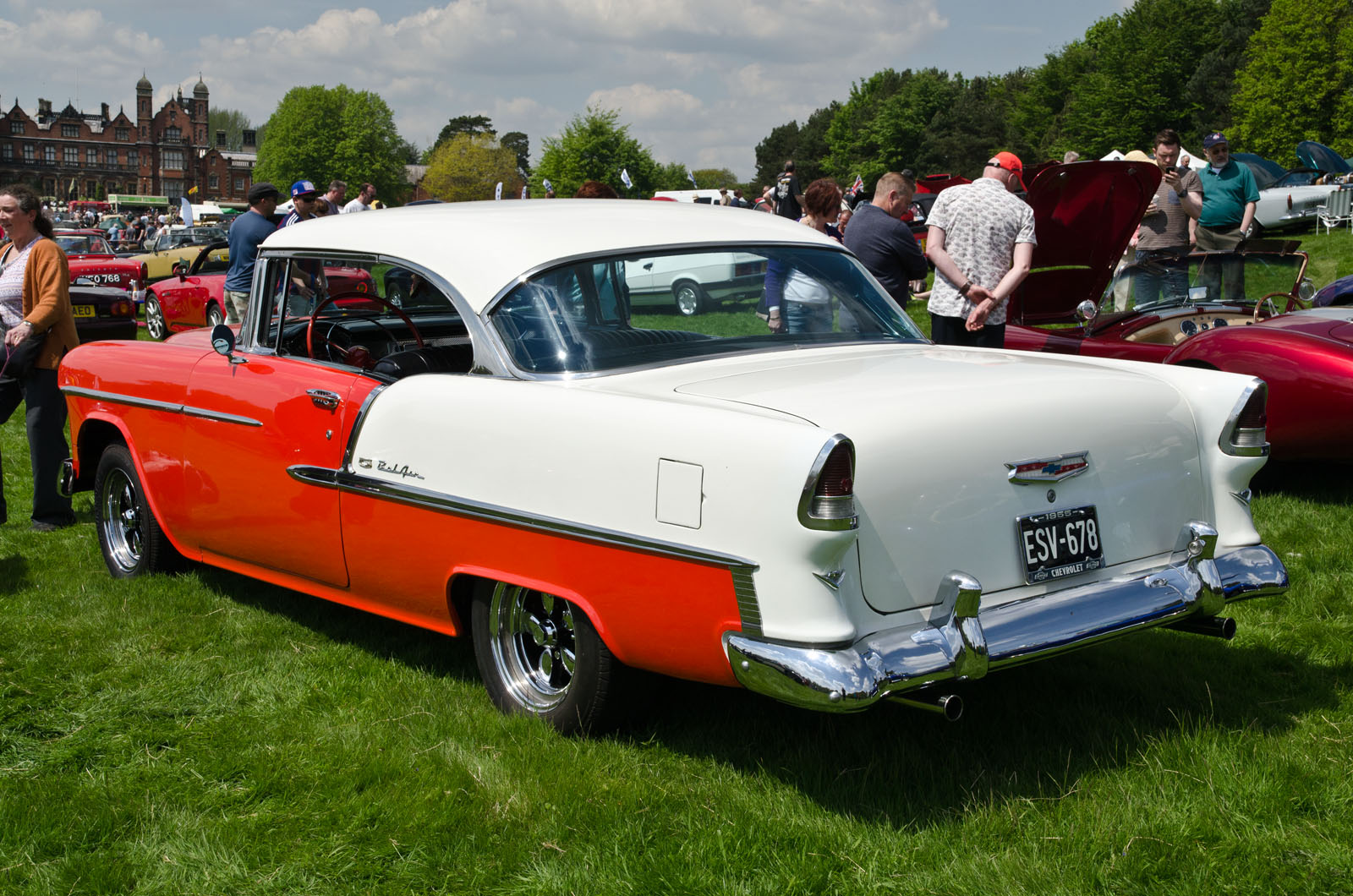
Bel Air 1955 Coupe.
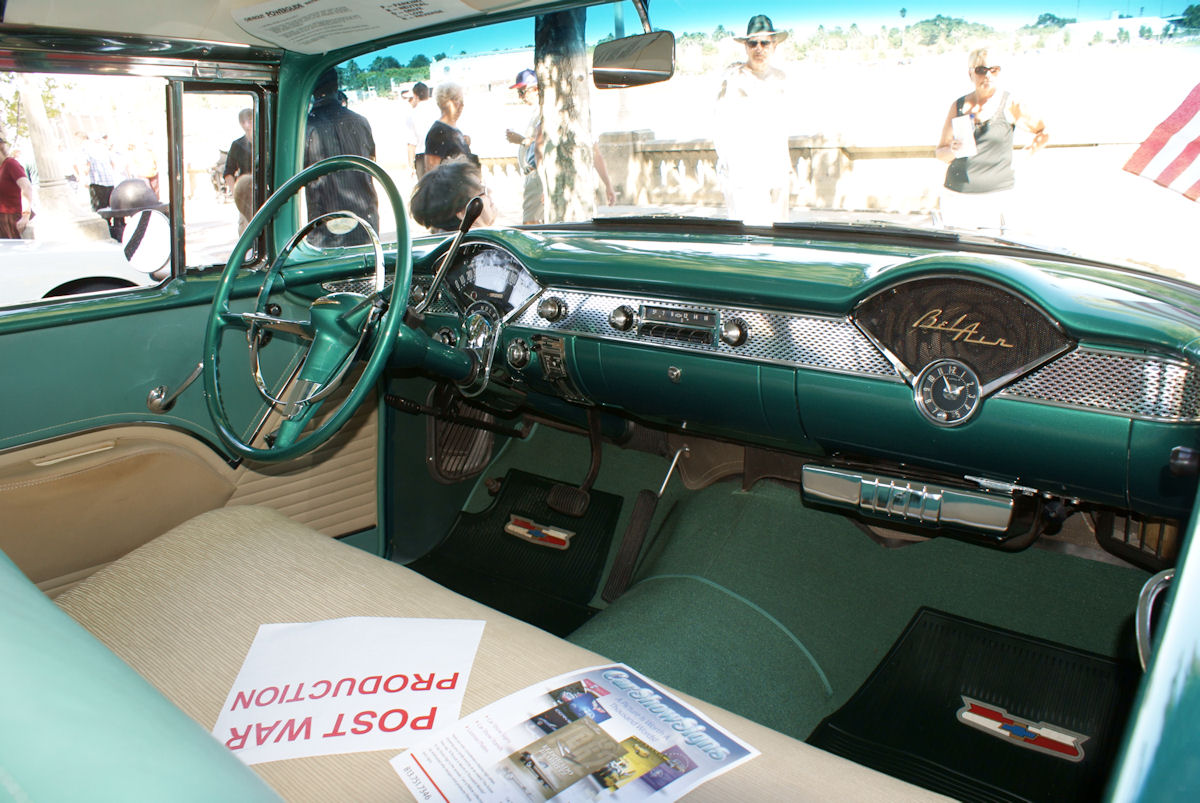
Habitacle avant d'une Chevrolet Bel Air 1955.
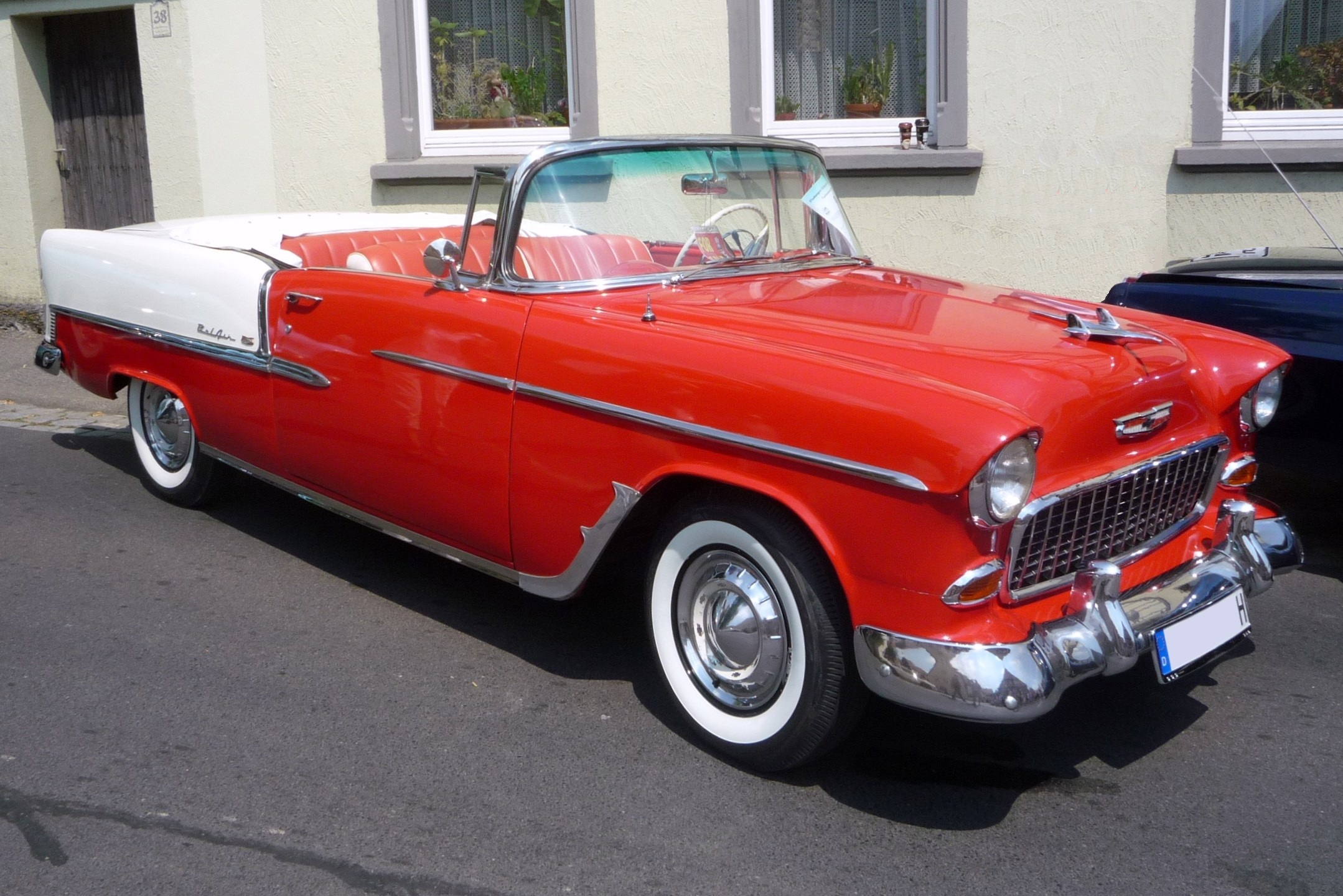
Bel Air 1955 Convertible.
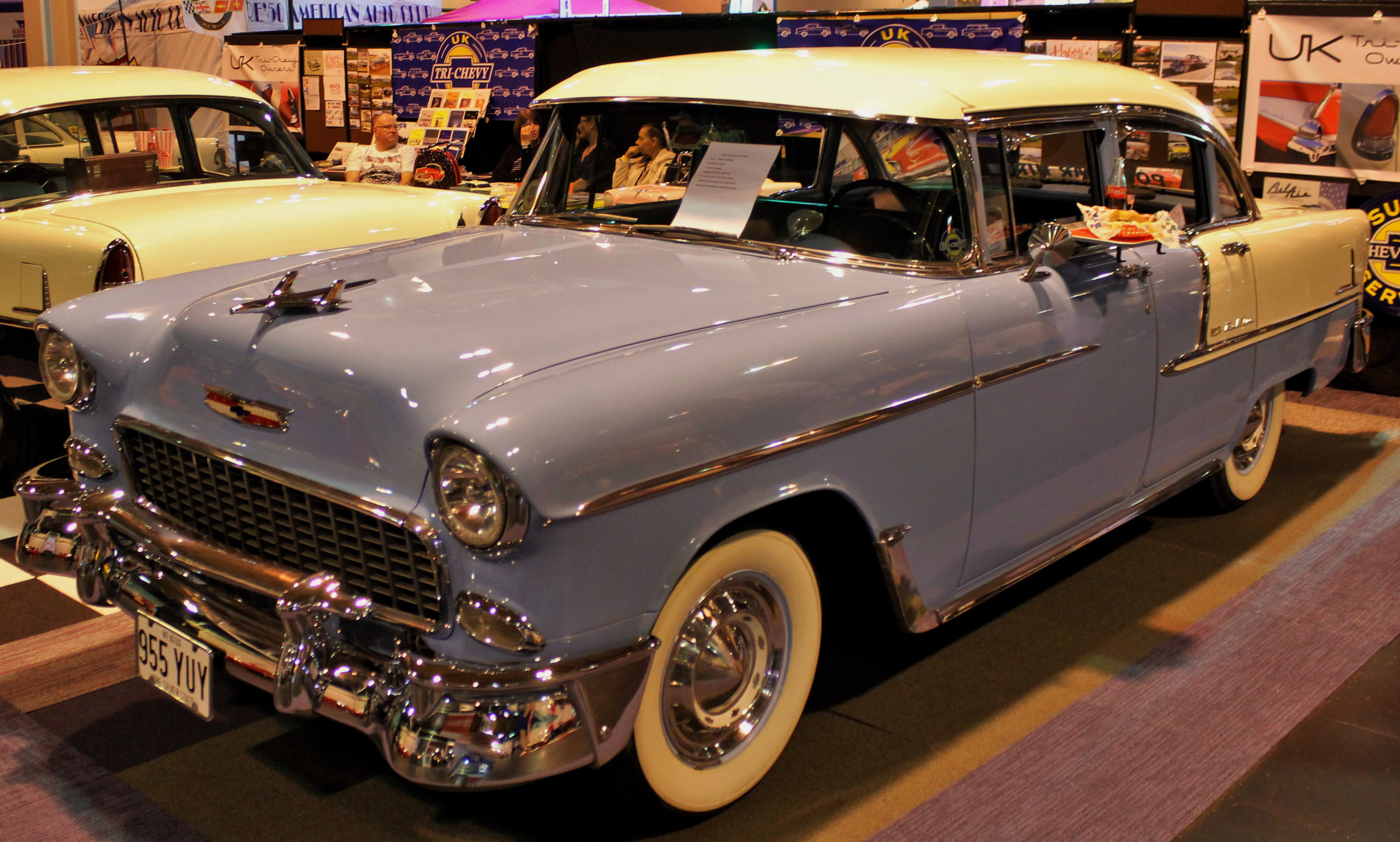
Bel Air 1955 Berline 4 portes.
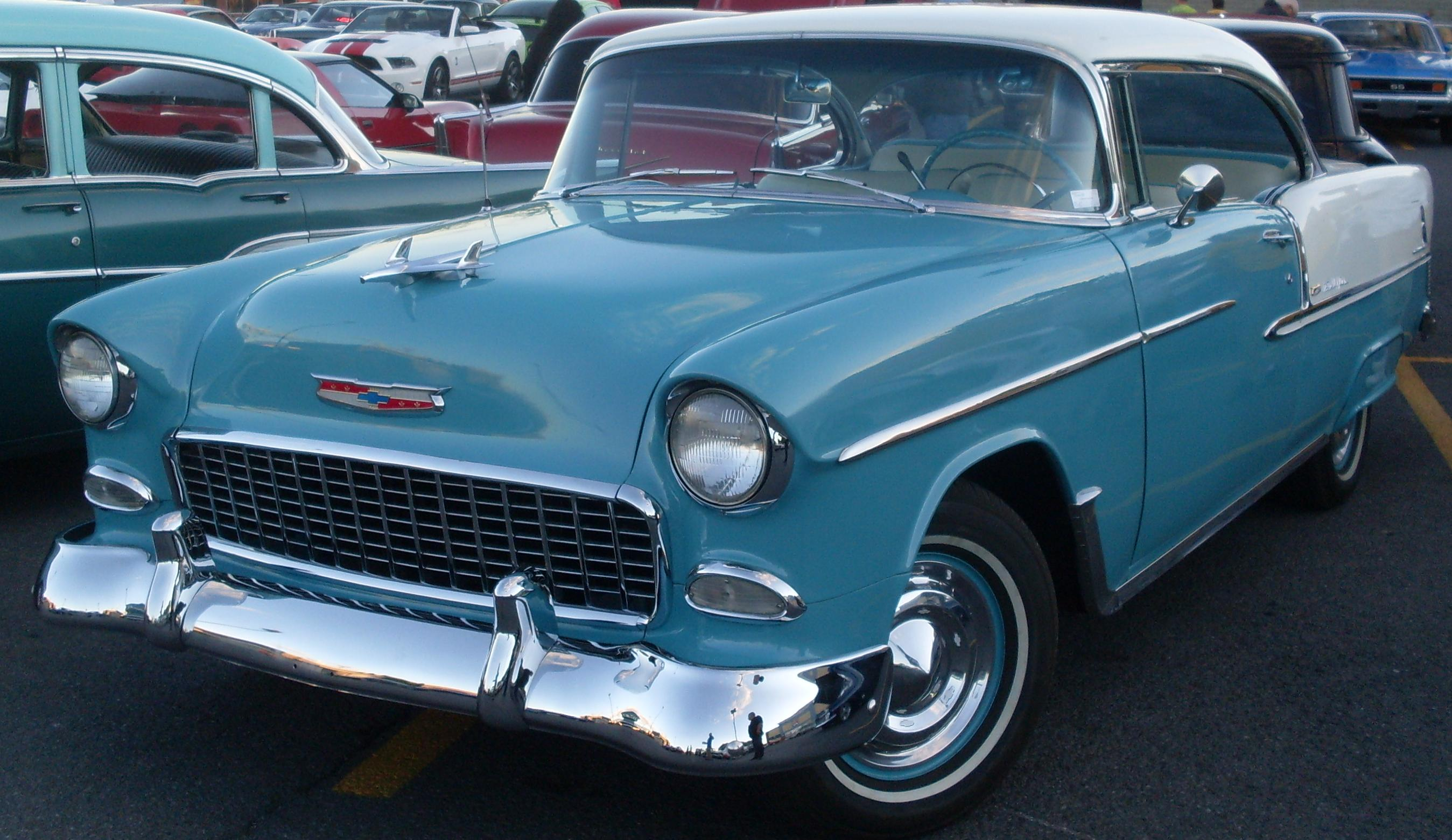
Chevrolet Bel Air 1955.

#### 1956
En 1956, la Bel Air reçut un lifting avec une grille de calandre plus large et plus conventionnelle, afin de plaire aux clients qui n'appréciaient pas l’inspiration Ferrari du modèle de 1955. Un traitement de la caisse en deux tons et des passages de roues avant et arrière complétaient le « Speedline restyling ». De simples blocs lumineux à l’arrière incorporaient feux de position, feux rouges et feux de recul, et celui de gauche permettait le remplissage du réservoir d'essence, une idée reprise des Cadillac. Parmi les sept modèles Bel Air, on trouvait la nouvelle Sport Sedan : une quatre portes sans montant à toit rigide qui avait une superbe allure toutes fenêtres ouvertes et permettait une entrée facilitée vers les places arrière. La production de la Sport Sedan dépassa les 103 000 exemplaires, comparativement aux 128 000 exemplaires de la version Hardtop deux portes. Le voluptueux break deux portes Nomad couronnait le tableau des prix à 2 608 $, mais désormais dépourvu des finitions du modèle original il présentait le même intérieur et les mêmes roues arrière que les autres Bel Air. Seulement 7 886 Nomad furent produits. La moins chère des Bel Air était la Two Doors Sedan à 2 025 $. Les ceintures de sécurité (Popular Mechanics rapporta que seulement 7,4 % des propriétaires commandèrent des ceintures de sécurité) et un tableau de bord rembourré étaient disponibles. Cette grosse voiture pouvait même recevoir le bouillant moteur 225 ch de la Corvette. En 1956, la documentation commerciale proposait une capote automatique avec capteur de pluie en option, la même qui avait été installée pour la première fois sur le concept-car Le Sabre 1951. Cependant, on pense qu'elle ne fut vraisemblablement jamais installée sur une voiture de série.
Le nombre de Bel Air, Nomad et Beauville produites en 1956 est de 669 164. Un total de 10 coloris étaient proposés, avec 14 combinaisons de peinture deux tons. Le textile des sièges est à nouveau fort varié et dépend du type de carrosserie avec 24 possibilités soit de série soit en option.

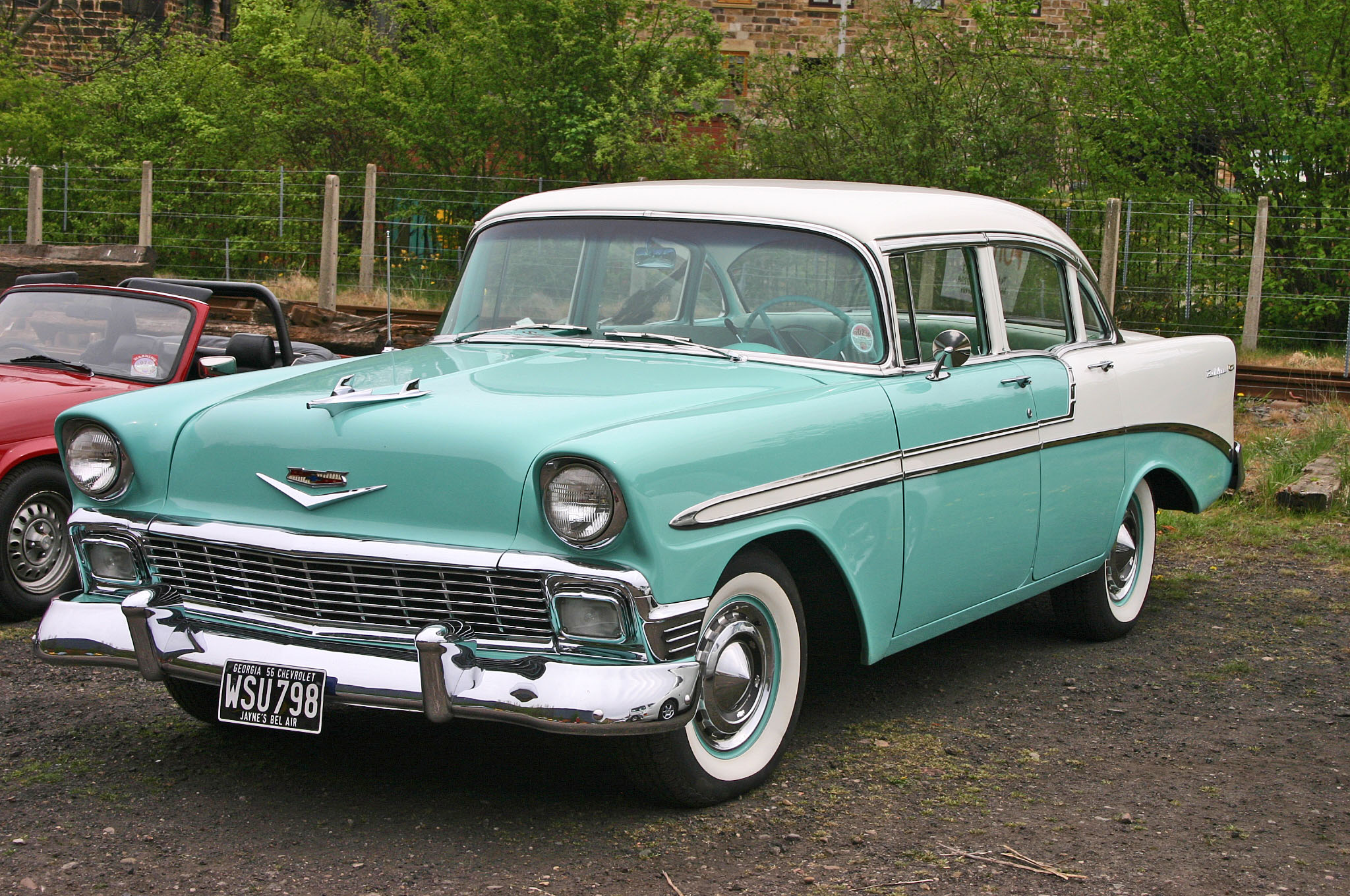
Bel Air 1956.
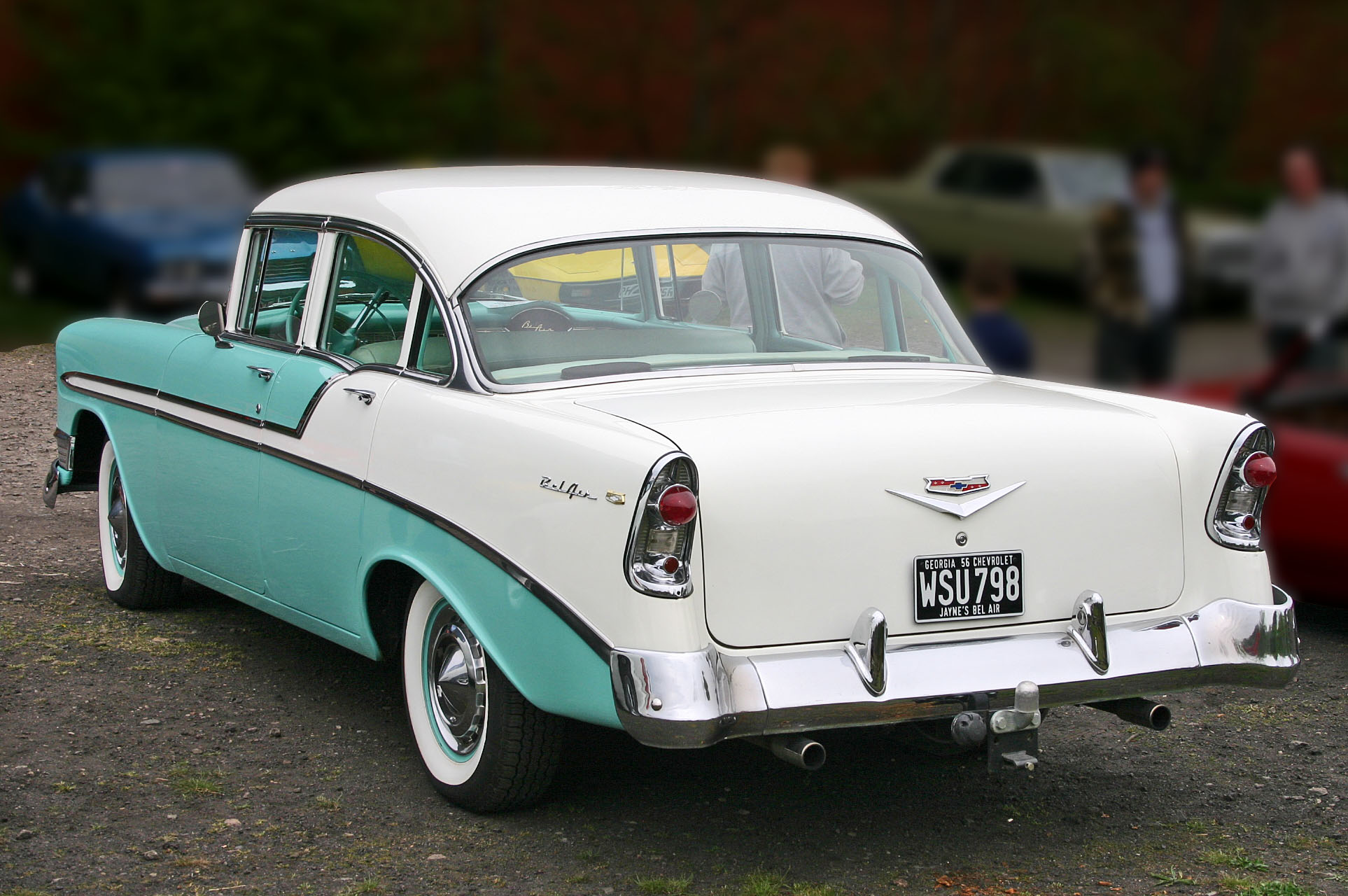
Bel Air 1956 Sedan.
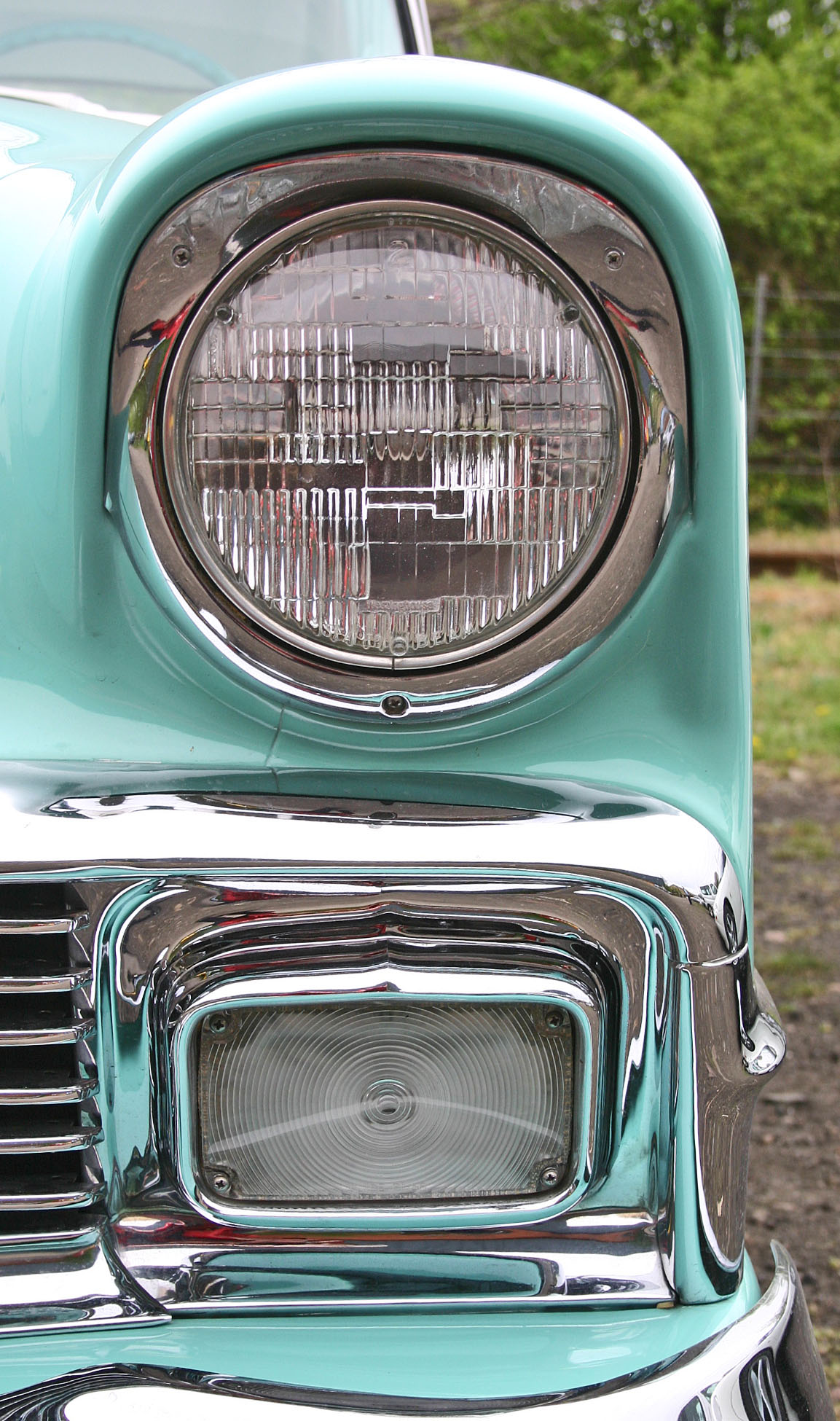
Détail phare avant.
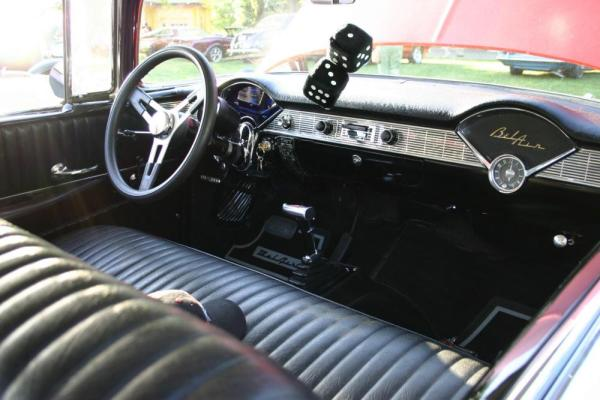
Intérieur Bel Air 1956.
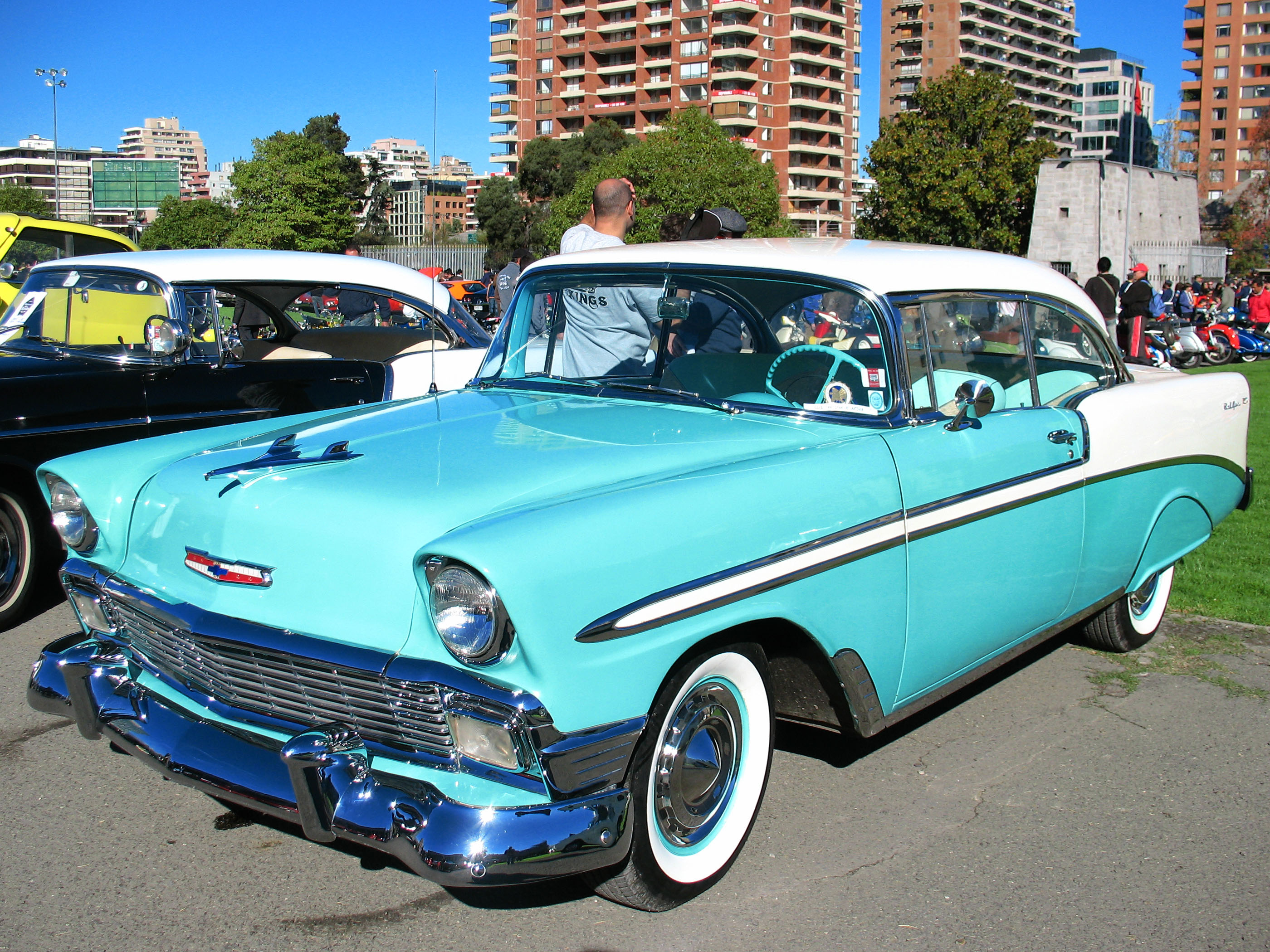
Bel Air 1956 Coupe.
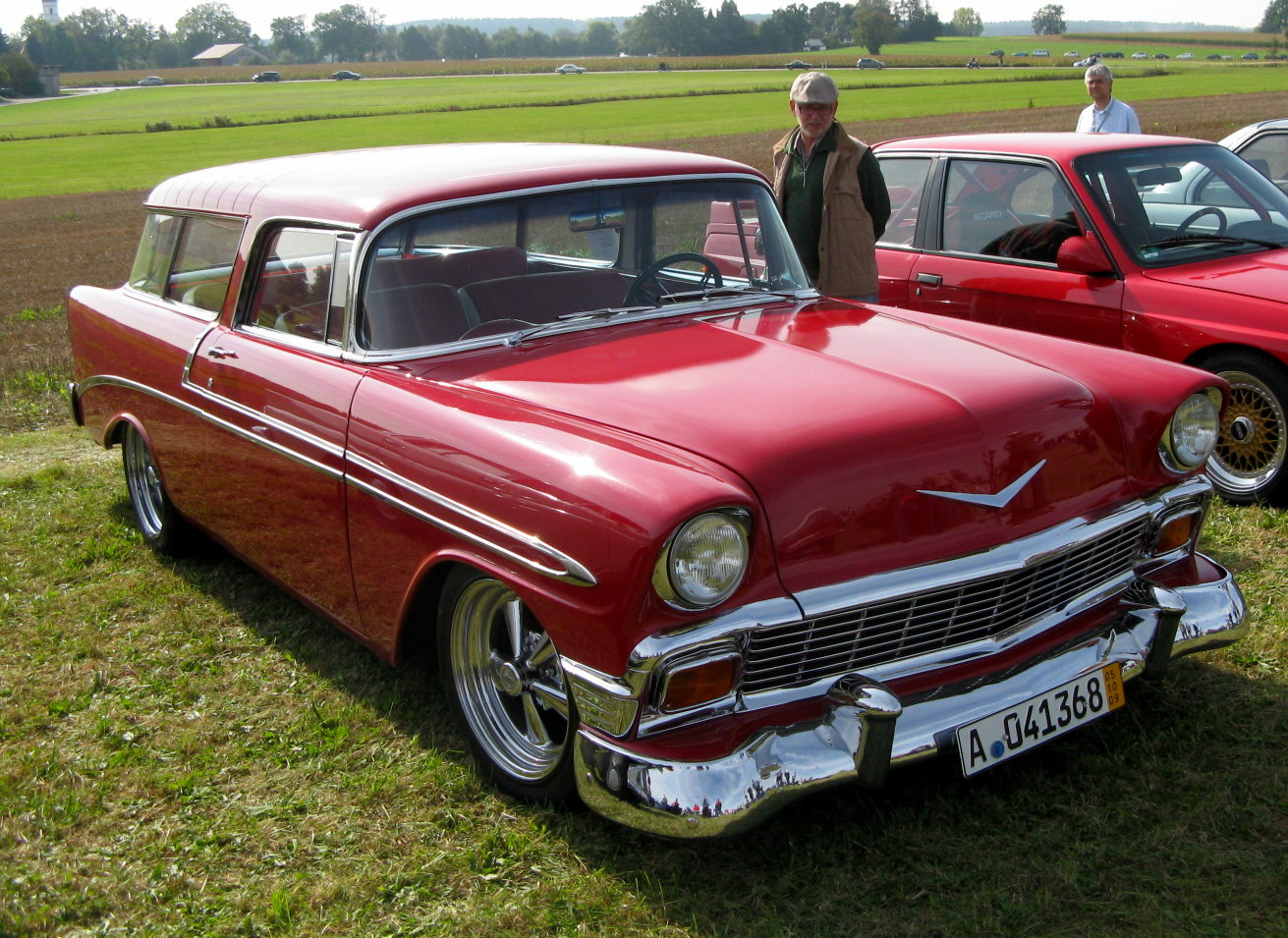
Bal Air 1956 Nomad.
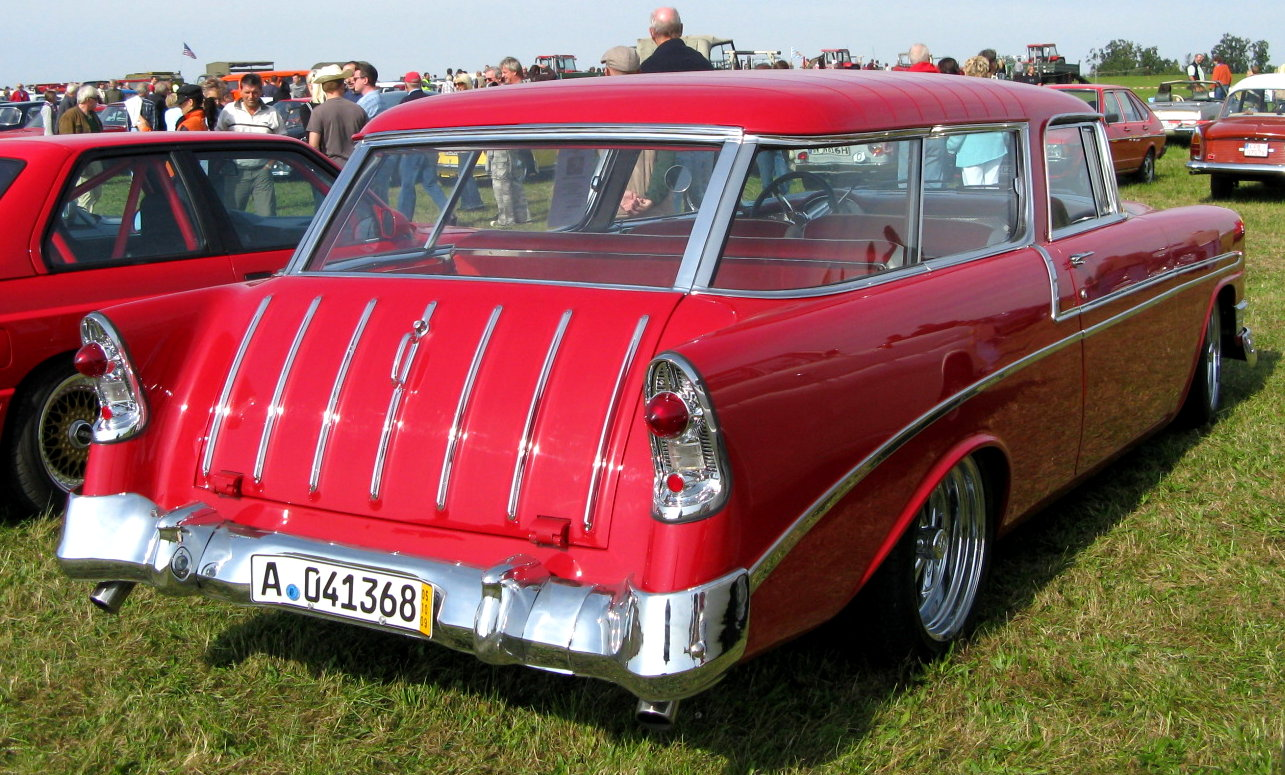
Bel Air 1956 Nomad.
Chevrolet Bel Air 1956 police.

#### 1957
En 1957, la cylindrée du moteur passa de 4,3 à 4,6 L avec l'option « Super Turbo Fire V8 » produisant 287 ch (211 kW) grâce à l'injection mécanique continue (closed loop). Mais ces voitures dites « fuelie » sont assez rares, la plupart des Bel Air ayant été équipées de carburateurs. La Bel Air 1957 est une des voitures américaines les plus reconnaissables de tous les temps ; les versions sport coupe et convertibles sont très recherchés par les collectionneurs et les amateurs, en particulier si elles ont été bien entretenues. Elles sont spacieuses, sobres et de bon goût, surtout pour cette période typique des ailerons et des chromes. Une deuxième boîte de vitesses automatique, la Turboglide, était optionnelle. Alors que la boite Powerglide à deux vitesses d'origine restait inchangée, la boite Turboglide fournissait un rapport de démultiplication variable en continu qui permettait un changement de rapport imperceptible. Le cadran du sélecteur de vitesse sur les voitures Turboglide a suivi la tendance « P R N D Gr ».
En 1957, un total de 702 220 Bel Air, Beauville et Nomad sont produites. Un total de 16 coloris étaient proposés, avec 15 combinaisons de peinture deux tons. 14 options d'intérieur sont disponibles.

#### Épilogue
De 1955 à 1957, la production du break deux portes Nomad fut rattachée à la série Bel Air, bien que sa carrosserie et ses garnitures soient spécifiques au modèle. Avant de devenir un modèle de série, la Nomad apparut d'abord en 1954 comme une étude de style sur base de Corvette. Chevrolet a depuis dévoilé deux autres concept-cars portant le nom de Nomad, le plus récent en 1999. Les Chevrolet 1955-56-57 sont communément appelées Tri-Fives (en).
Les modèles de 1955-1957 exportés vers l'Australie, la Nouvelle-Zélande et l'Afrique du Sud furent fabriqués avec conduite à droite et expédiés depuis l'usine Oshawa Car Assembly (en) à Oshawa, en Ontario. Elles furent ensuite expédiées pour l'assemblage local en Australie (CKD), en Nouvelle-Zélande (SKD), et l'Afrique du Sud. Ces trois modèles avaient une version inversée du tableau de bord conduite à gauche de 1955 et ne furent jamais équipés tableau de bord restylé de 1957 à conduite à gauche.
Au Canada, une marque plus premium comme Pontiac avait besoin de proposer des automobiles moins onéreuses pour ne pas subir la concurrence de ses rivaux. Les Pontiac Chieftain, Star Chief, Safari ou Bonneville commercialisées aux États-Unis empruntent de nombreux éléments aux Chevrolets tri-five de 1955 à 1957 ; leur empattement différent ne se répercute pas sur les dimensions de l'habitacle mais sur celles du capot et du coffre. En plus de ces modèles, également écoulés au Canada dans les concessions Pontiac, l'usine d'Oshawa assemble des modèles reprenant la carrosserie, le châssis et la motorisation des Chevrolet avec des éléments de décoration principalement issus du design de Pontiac, ce qui permet au passage de réduire les coûts de production. Ces "Cheviac" comprenaient trois modèles suivant la hiérarchie de Chevrolet avec la Pathfinder (basée sur le modèle 150), la Pathfinder Deluxe (210) et la Pontiac Laurentian qui équivaut à une Bel Air rebadgée.
Une Chevrolet Bel Air noire de 1955 a été présentée dans le film American Graffiti de 1973. Le modèle de '55 dispose d'une grande écope de capot et d'un chapeau de cowboy dans la lunette arrière. Dans le film, elle fait la course contre une Ford Deuce Coupé jaune de 1932 et s'écrase dans un fossé. La Bel Air avait un moteur Chevrolet de 454 pouces cubes, avec des têtes en aluminium, une prise de vérin tunnel et deux carburateurs Holley.

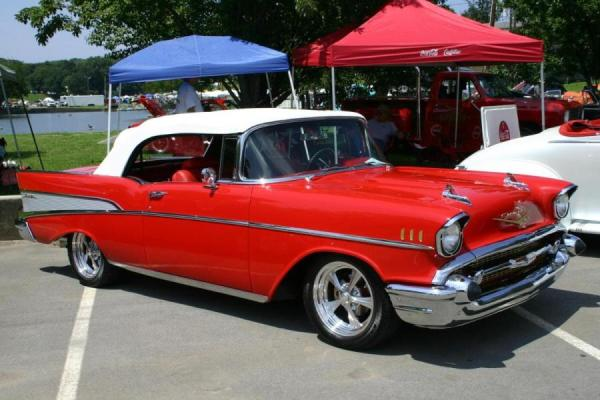
Bel Air 1957.
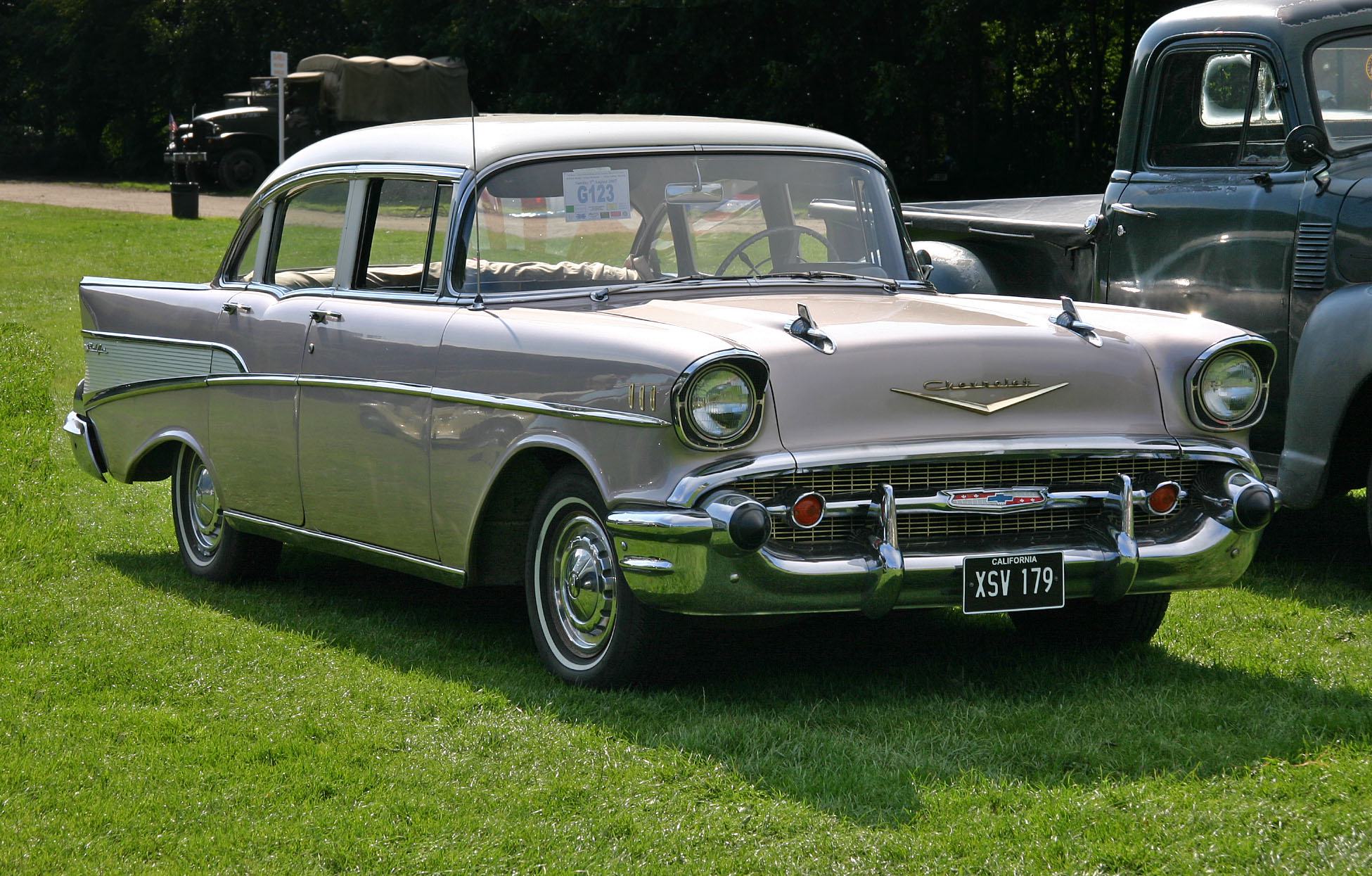
Bel Air 1957 Sedan.
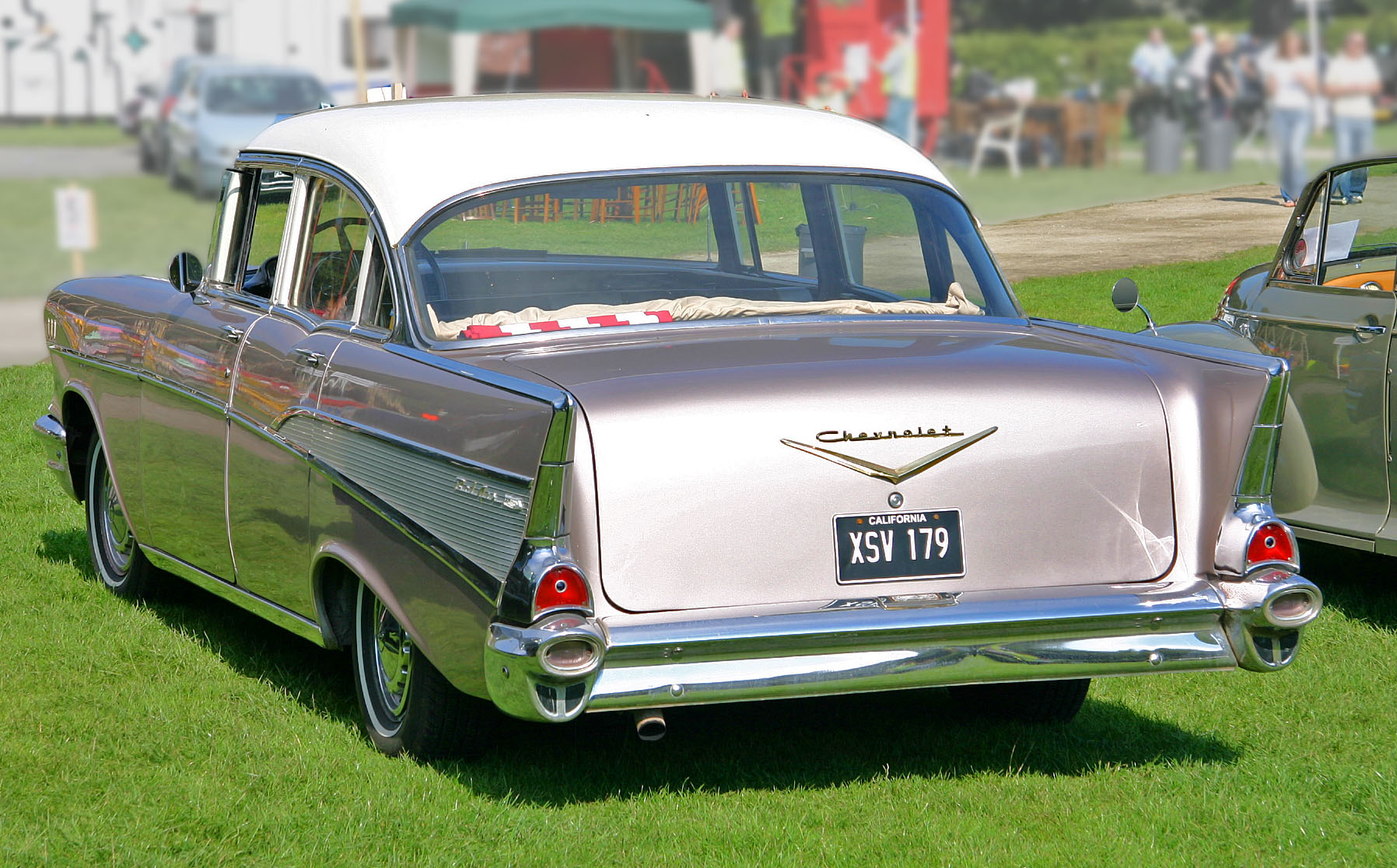
Bel Air 1957 Sedan.
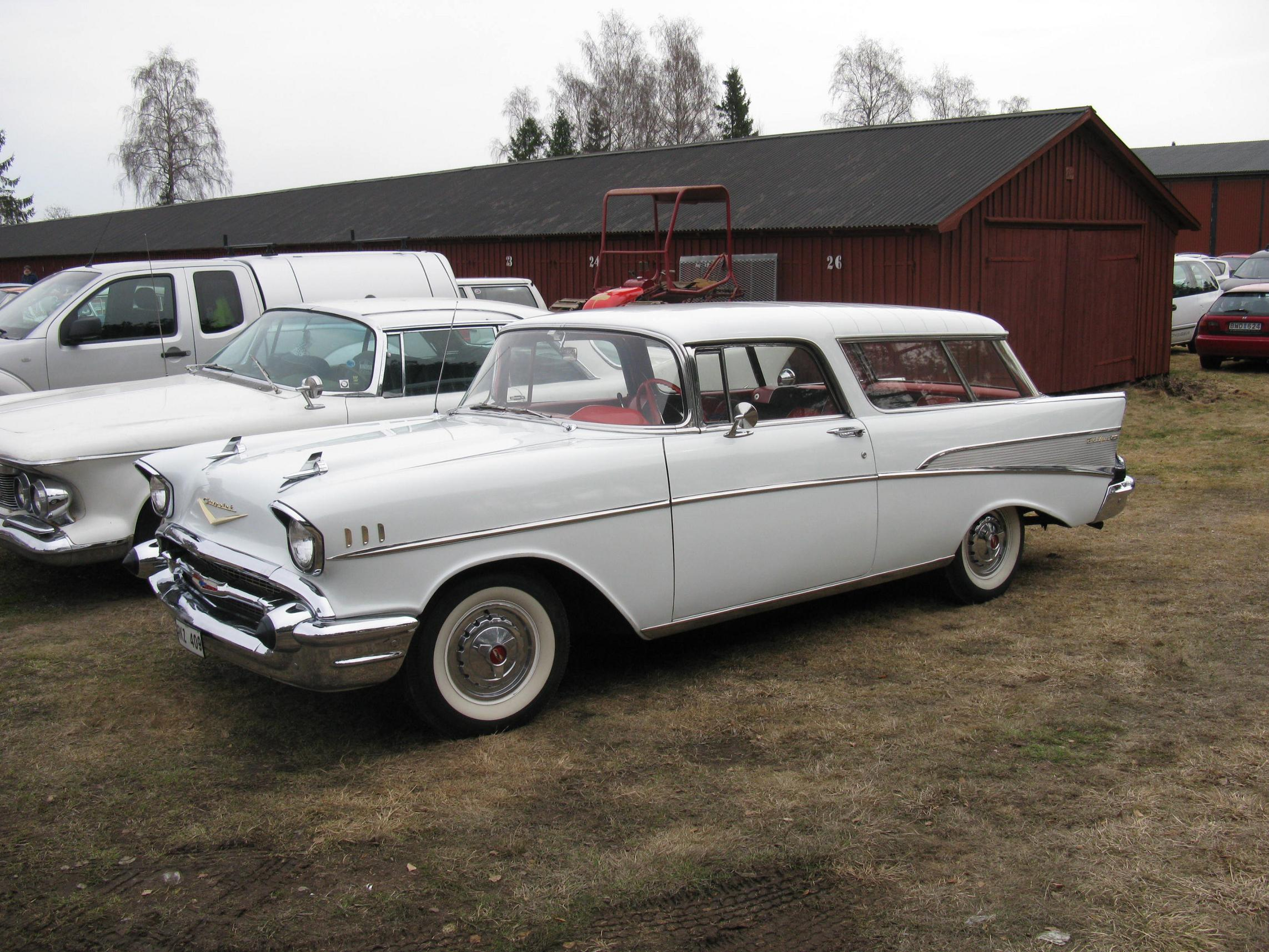
Bel Air 1957 Nomad.
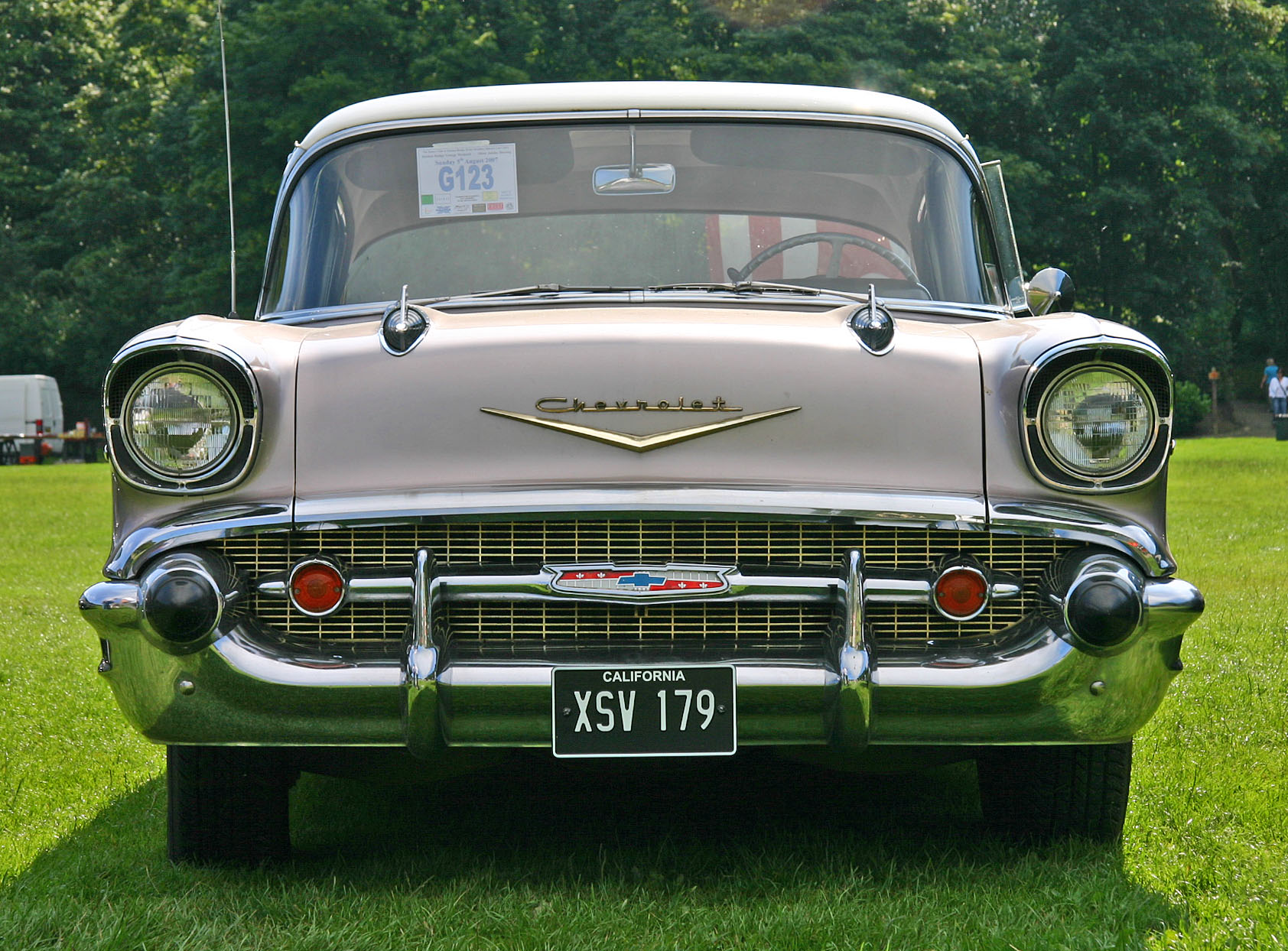
Bel Air 1957.
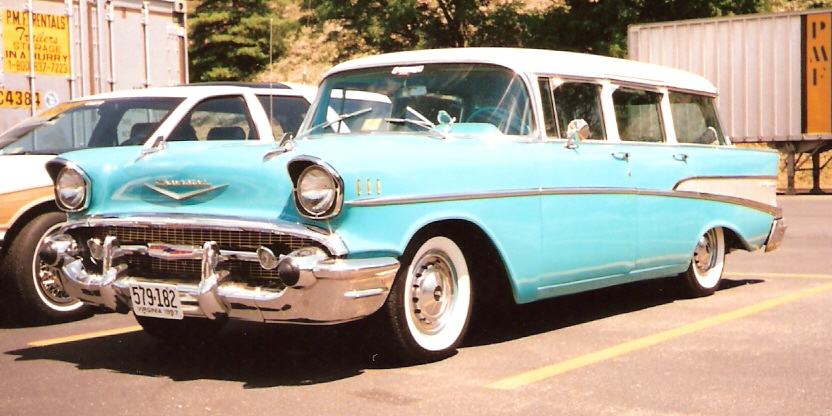
Bel Air 1957 Town.
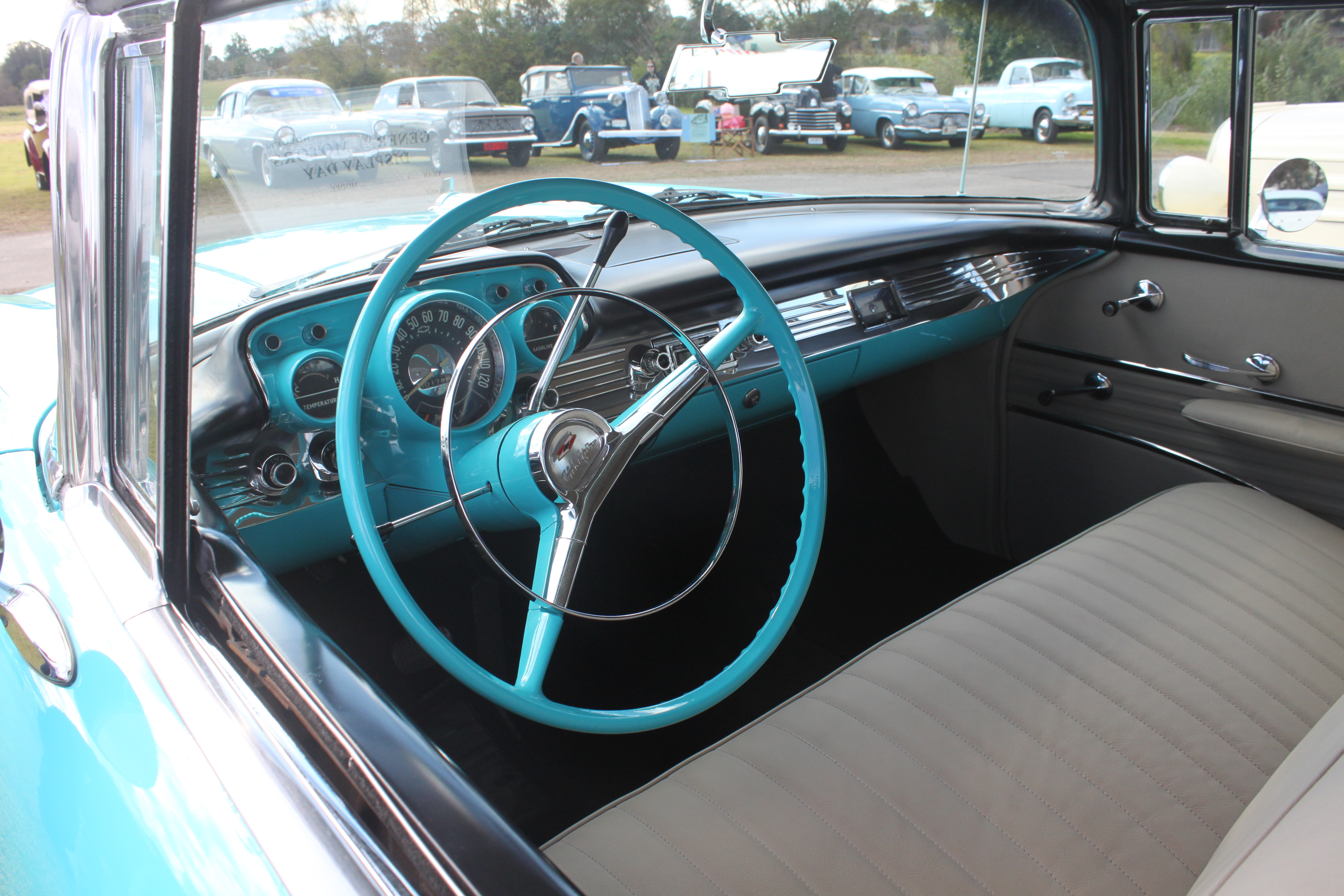
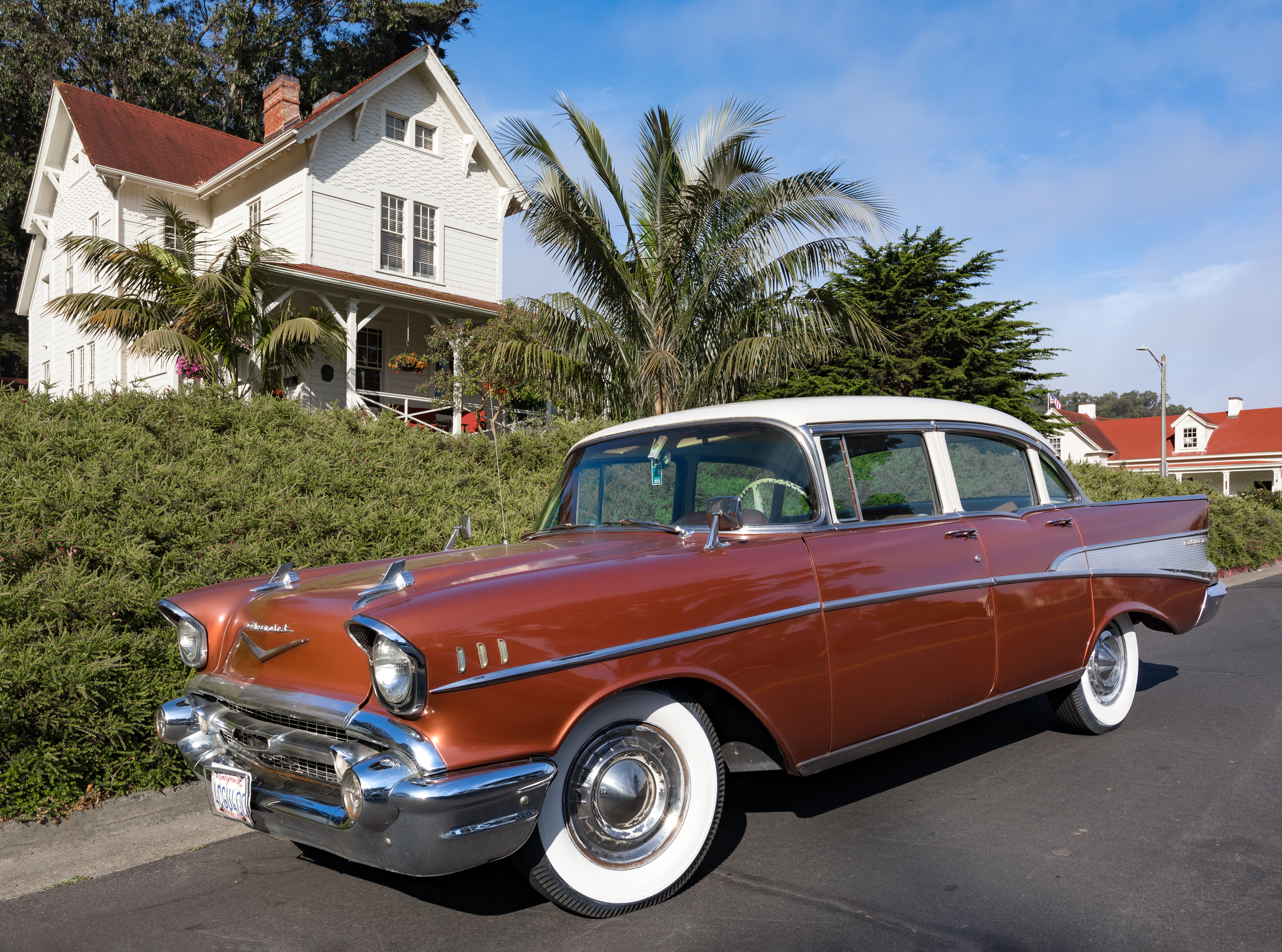
Bel Air 1957 Door Sedan garée à San Francisco.
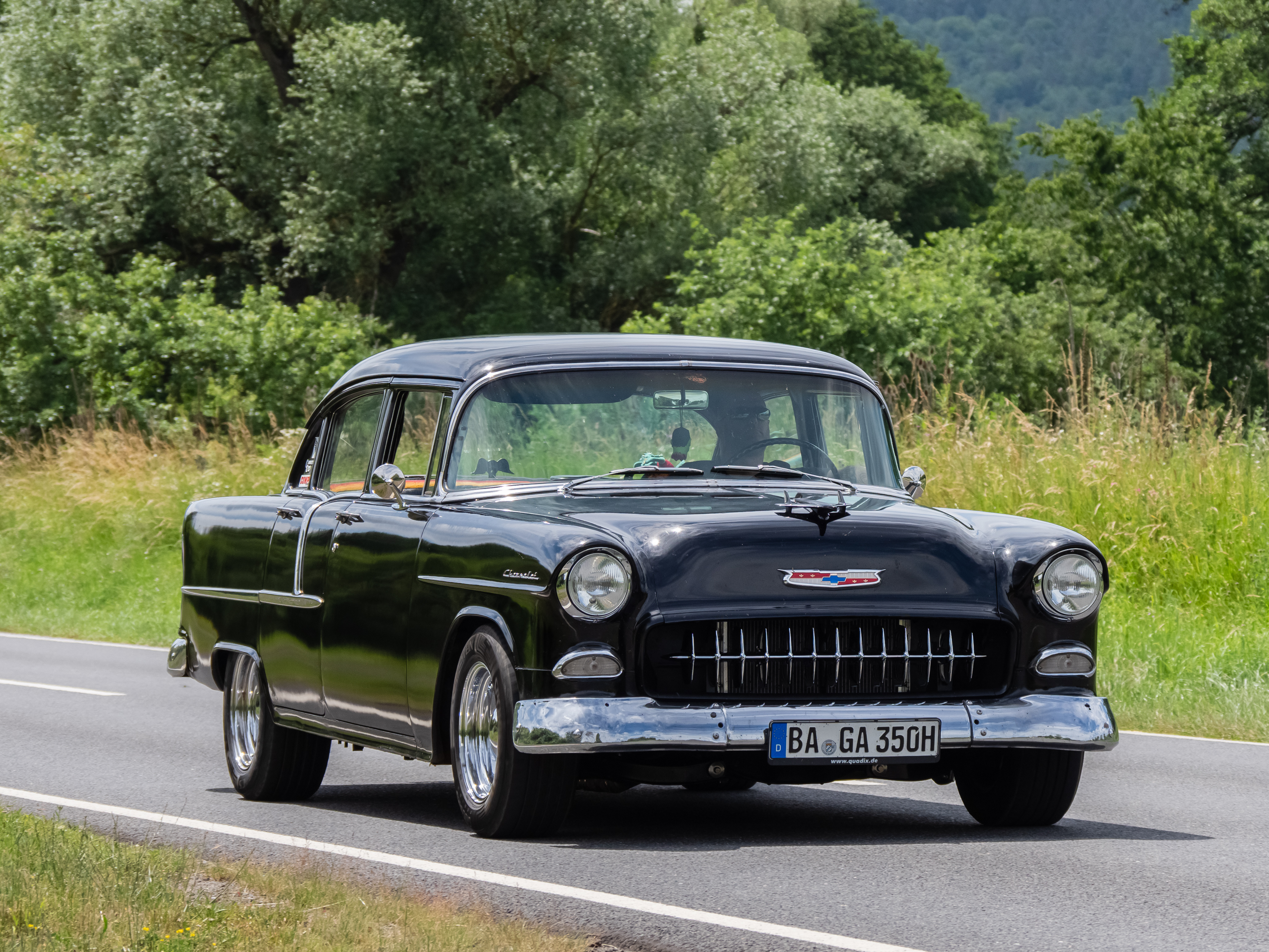
Un sosie de la Bel Air de 1955 d'American Graffiti.

### Troisième génération (1958)
Pour 1958, les modèles Chevrolet reçurent un dessin plus long, plus bas et plus lourd que leurs prédécesseurs de 1957. Le moteur de 5,7 L était maintenant disponible en option. En 1958 la Bel Air fut rejointe par l'Impala, uniquement disponible en Coupé Hard Top et Convertible dans son année d'introduction. Le style de l'Impala suivait les lignes de base des autres modèles Chevrolet, mais avec des éléments de style spécifiques, comme une ligne de toit différente, un évent au-dessus de la lunette arrière, des garnitures latérales spécifiques et des triples feux arrière logés dans des alcôves légèrement plus larges. Deux modèles nettement moins chers, la Biscayne, (anciennement 210) et la Delray (anciennement 150) étaient également disponibles au cours de ce millésime.
Le design de Chevrolet 1958 résistait mieux que les autres marques du groupe GM, et n'avait pas la surabondance de chrome trouvée sur d'autres berlines de l'époque. En plus du design de la face avant typique Chevrolet on trouvait une grille et quatre grands phares; la poupe reçut une alcôve en forme d'éventail sur les deux panneaux latéraux, qui abritait les doubles feux arrière. En dépit d'une année de récession, les consommateurs firent de Chevrolet la marque automobile numéro 1 et la Bel Air restait au cœur de la popularité de Chevrolet. Avec leur grande variété de styles de carrosserie et de modèles, les Bel Air pouvaient recevoir une multitude d'options luxueuses au sein de la ligne de Chevrolet. Le break Nomad réapparut également en 1958 sous la forme d'un Break quatre portes haut de gamme, mais dépourvu du style unique des Nomad 1955-57. La plupart des modèles break Chevrolet reçurent deux feux arrière logés dans des alcôves raccourcies et plus petites afin de recevoir les portes arrière. Un nouveau tableau de bord apparut également.

#### Sécurité
La Bel Air de 1958 utilisait le châssis en croix « Safety-Girder ». Similaire dans sa disposition au châssis adopté pour 1957 par Cadillac, il présentait des rails latéraux en caisson et une traverse avant sous le moteur. L'arrière était relié à l'ensemble par une section transversale. Ces « X-Frames » furent utilisés par Chevrolet et Cadillac de 1958 à 1964. Cette conception fut ensuite critiquée car elle offrait moins de protection en cas de collision latérale. Elle continua malgré tout d'être utilisée jusqu'en 1965.

### Quatrième génération (1959 - 1960)

#### 1959
La Bel Air a reçu une refonte majeure pour l'année modèle 1959. Le changement le plus visible était les ailerons en forme d'ailes plates. La voiture était construite sur un empattement de 3 023 mm et une longueur de 5 359 mm, soit 279 mm plus long que le modèle 57. Cette Chevrolet était la plus grande voiture dans sa gamme de prix, alors que deux ans auparavant elle était encore la plus courte. En outre, la voiture était plus large de 76 mm à l'extérieur et 127 mm à l’intérieur par rapport à la version de 58, ceci grâce à la réduction de l'épaisseur des portières. Le nouveau châssis GM X Trame ne possédait pas de rails latéraux.
La Bel Air, qui avait été le haut de gamme depuis 1953, était maintenant un modèle de milieu de gamme. Les breaks étaient encore classés par eux-mêmes, mais portaient des numéros de série correspondant à la série Bel Air. Les breaks de milieu de gamme Parkwood (6 places) et Kingswood (9 places) portaient des numéro de série Bel Air eux aussi. Sous le capot, peu de changements eurent lieu. Une variété d'options, comme l'injection, des arbres à cames spéciaux et une culasse basse compression, donnaient des puissances nominales jusqu'à 315 chevaux. La production de la Bel Air fut de 447 100 exemplaires pour cette génération. La nouvelle ligne Impala dépassa la production Bel Air de 20 000 unités. Le témoin de frein de stationnement était optionnel.

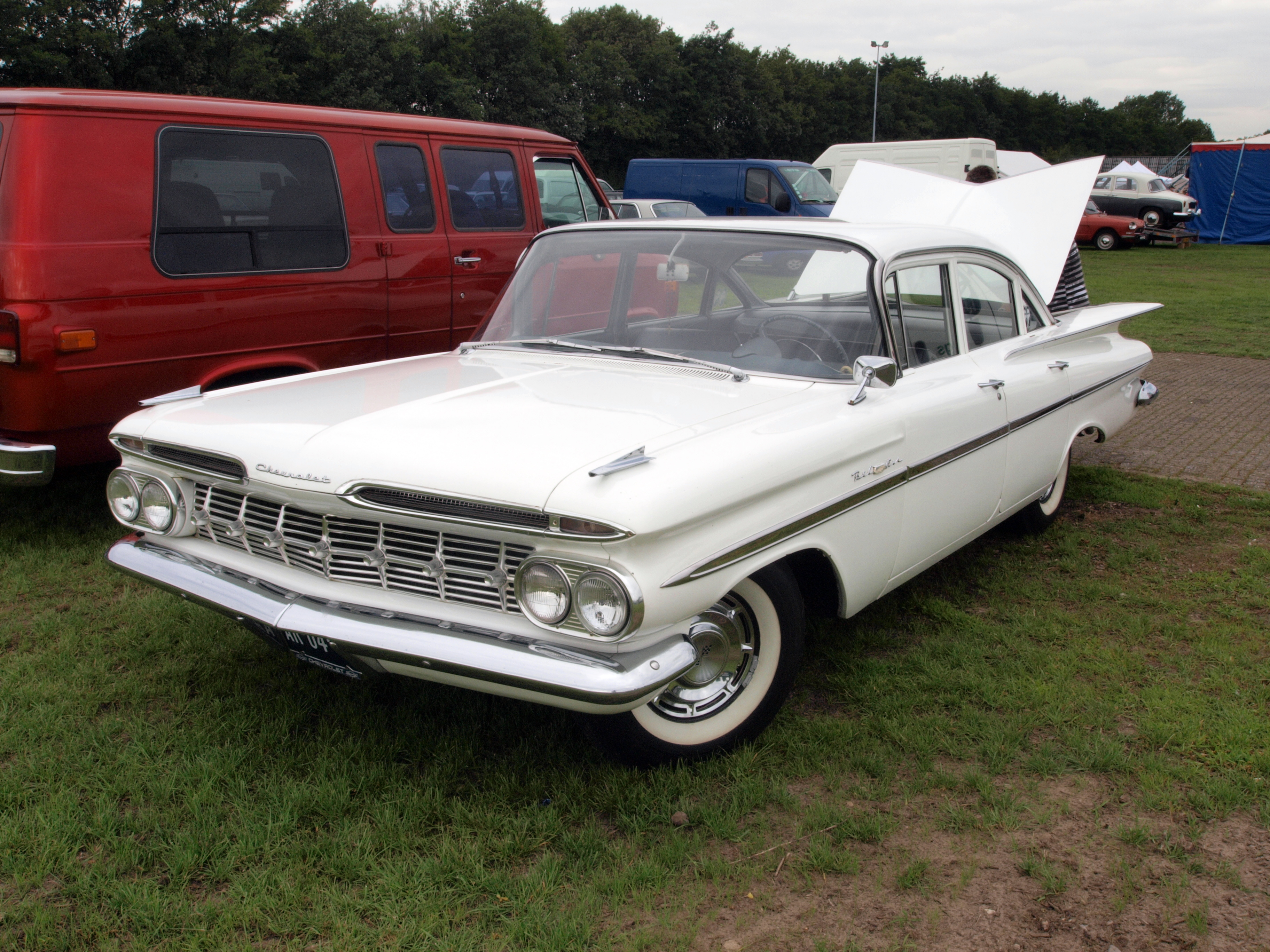
Bel Air 1959.
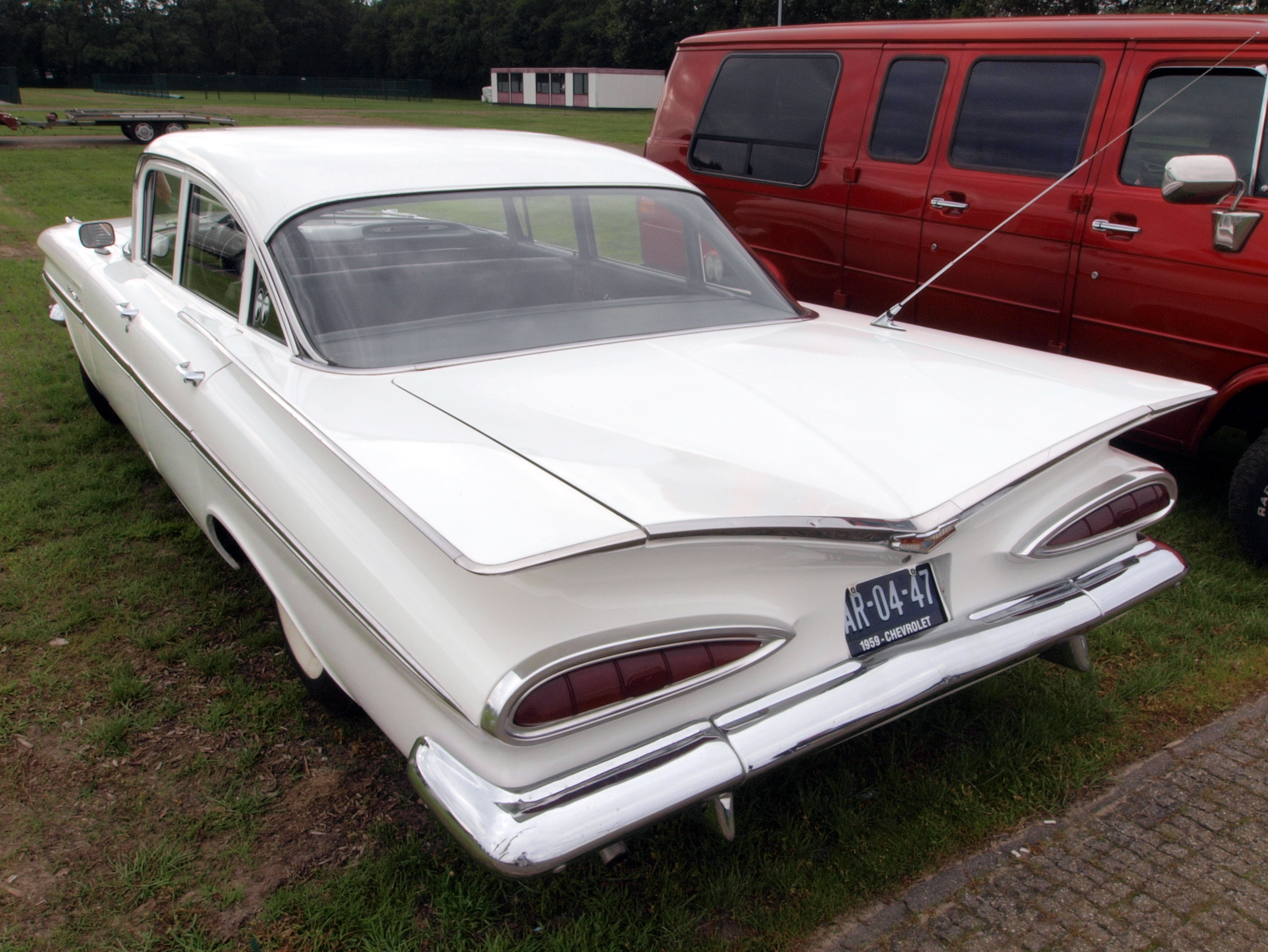
Bel Air 1959.
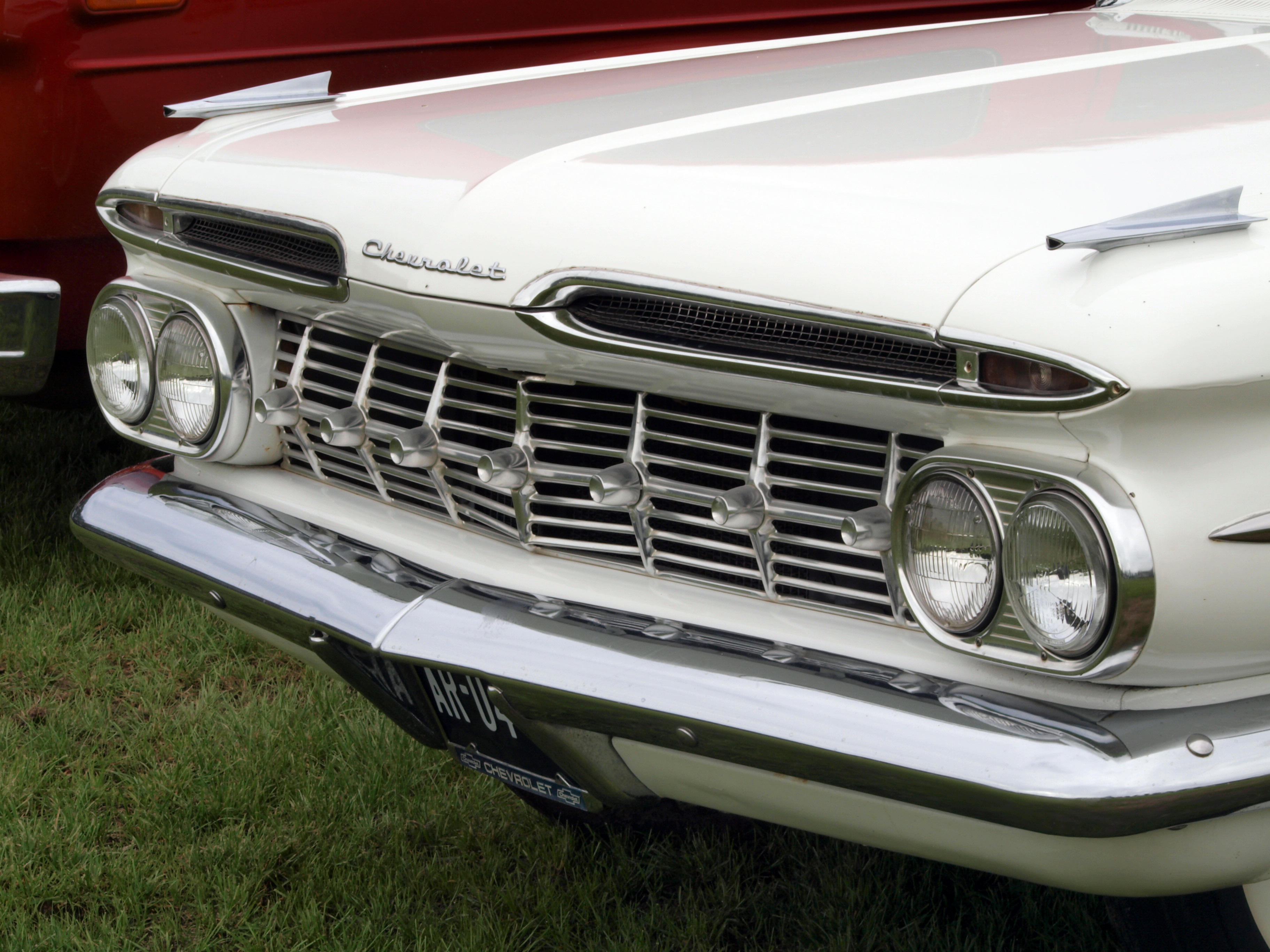
Bel Air 1959.
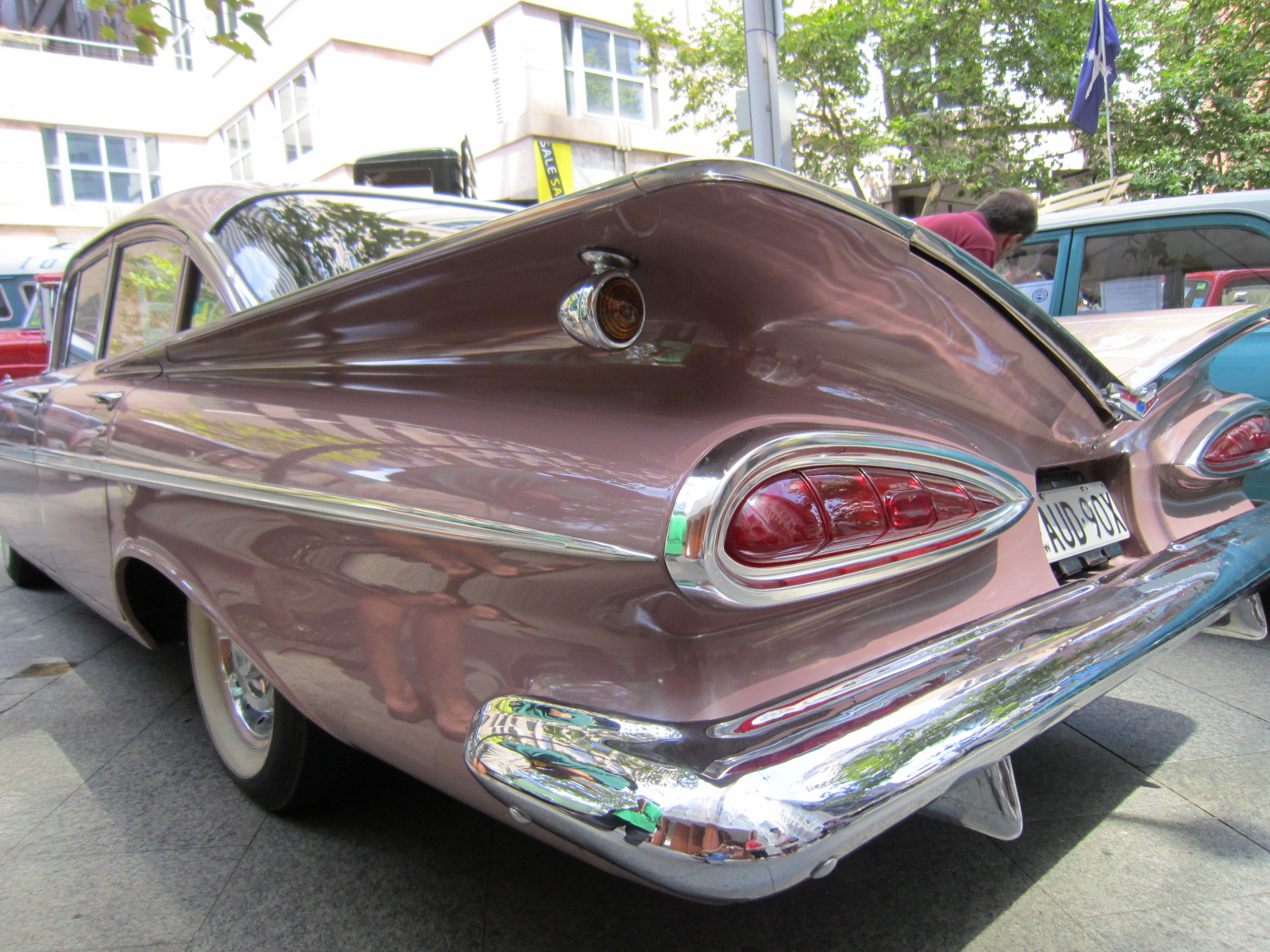
Bel Air 1959.
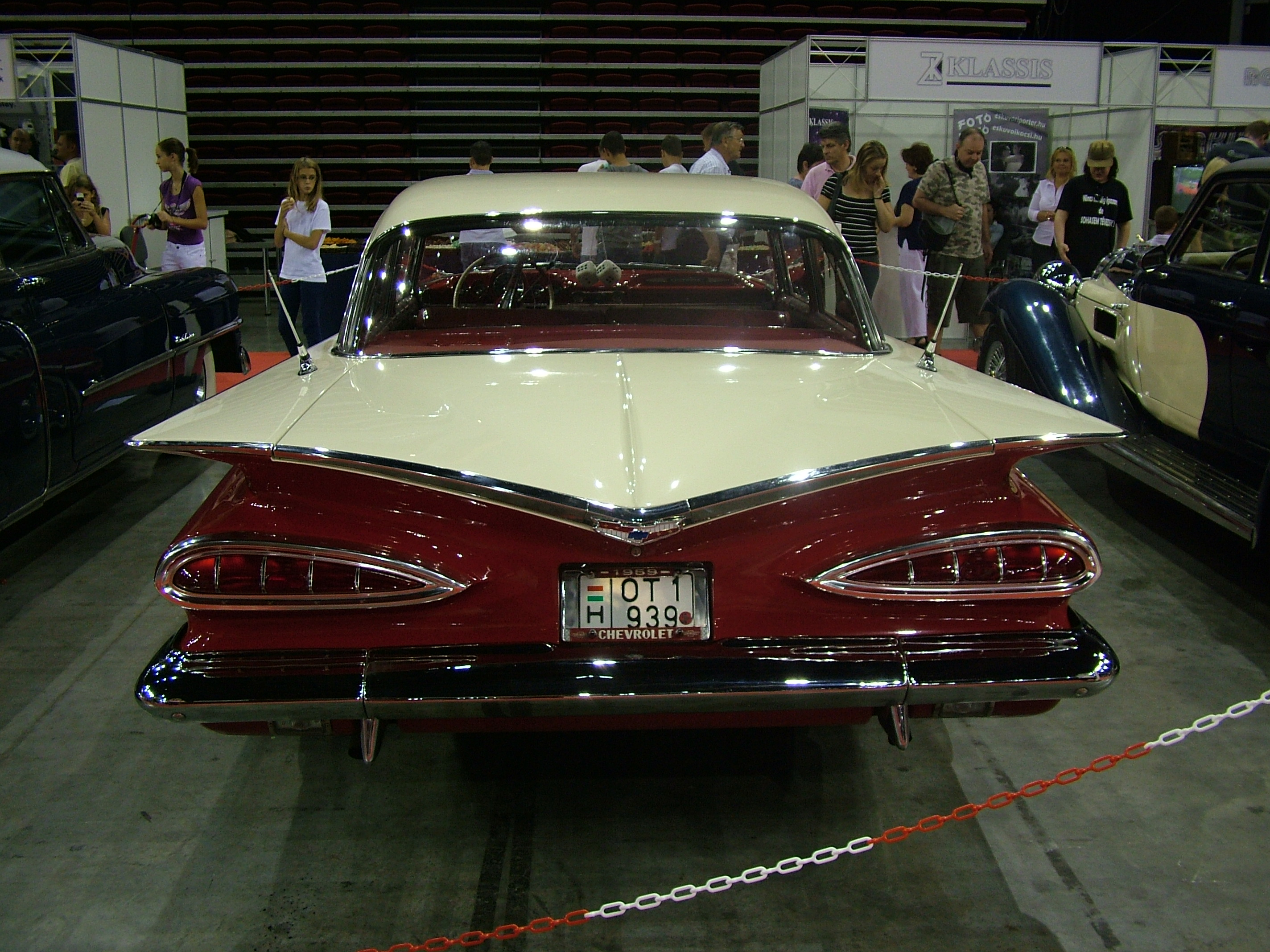
Bel Air 1959.
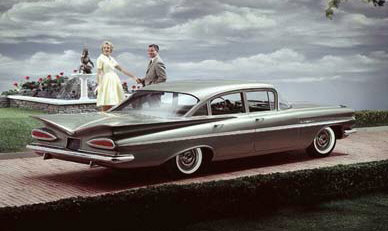
Bel Air 1959.

#### 1960
Pour 1960 peu de changements furent apportés. Les nouveaux modèles reprirent le style des modèles 59 avec une extrémité avant beaucoup plus sobre et le retour du cône de queue avec les doubles feux de 1958 plutôt que les étonnants « yeux de chat » de 1959. Sous le capot, les choses demeuraient identiques. L'option injection était toujours disponible mais seulement avec le moteur 5,7 L une puissance de 335 ch à 5 800 tr/min. Ce moteur était équipé en standard de trois carburateurs double corps et d'un arbre à cames spécial avec un taux de compression de 11,25:1. Le tout était vendu en pack. À la série Bel Air s'ajoutait le Coupé Sport à deux portes avec la carrosserie hard top de l'Impala, mais sans le luxe de celle-ci. La Bel Air Sedan Sport était toujours équipée d'une fausse fenêtre arrière et d'une grande vitre arrière enveloppante. Les Bel Air (et Biscaynes) avaient deux feux arrière de chaque côté, l'Impala en avait trois ; une différence qui persista jusqu'en 1975. Bon nombre des mêmes options et d'accessoires qui étaient disponibles sur l'Impala l'étaient également pour les Bel Air. Les Bel Air possédaient plus de chromes, à l'intérieur comme à l'extérieur, que les Biscayne.

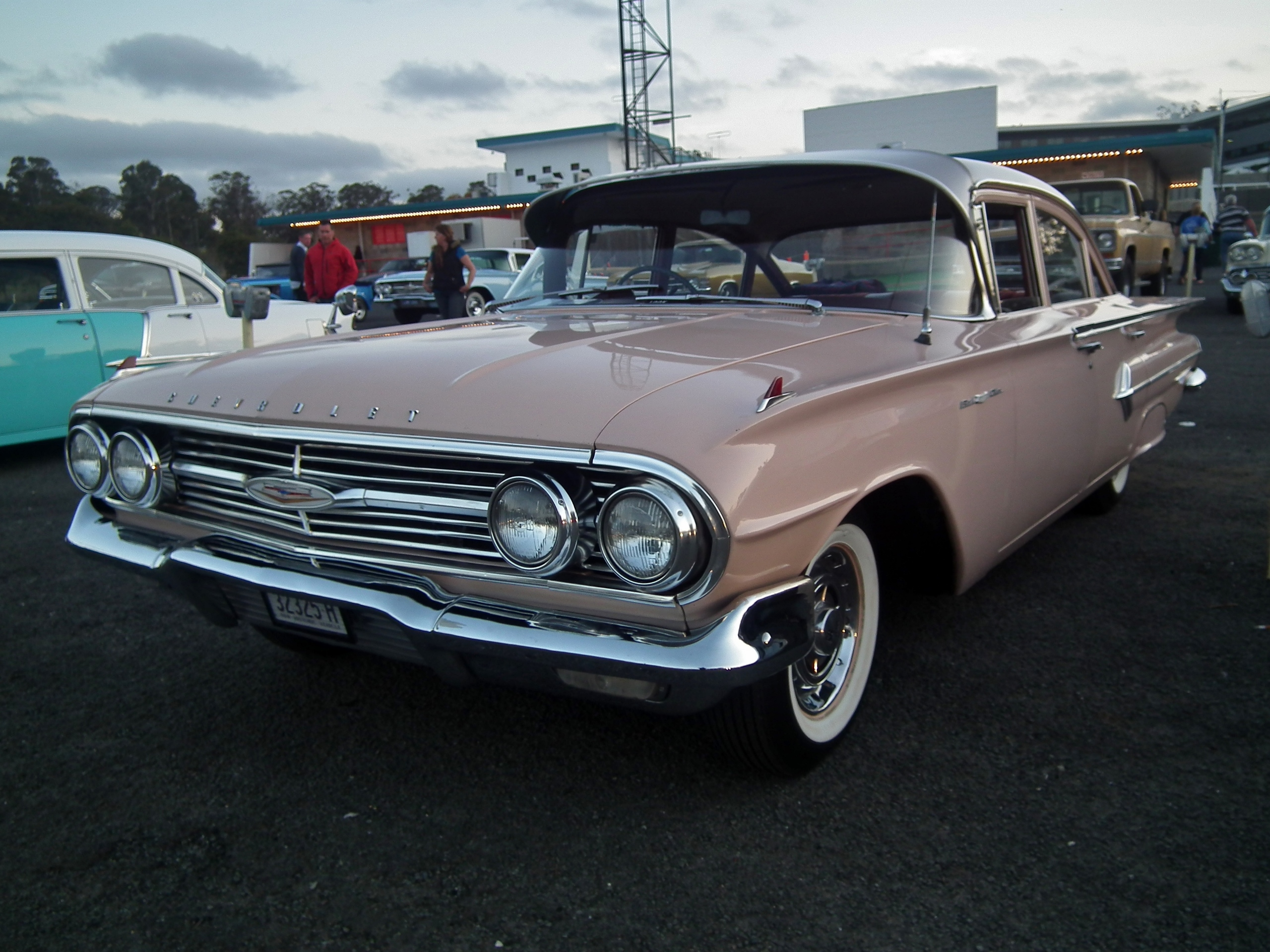
Bel Air 1960.
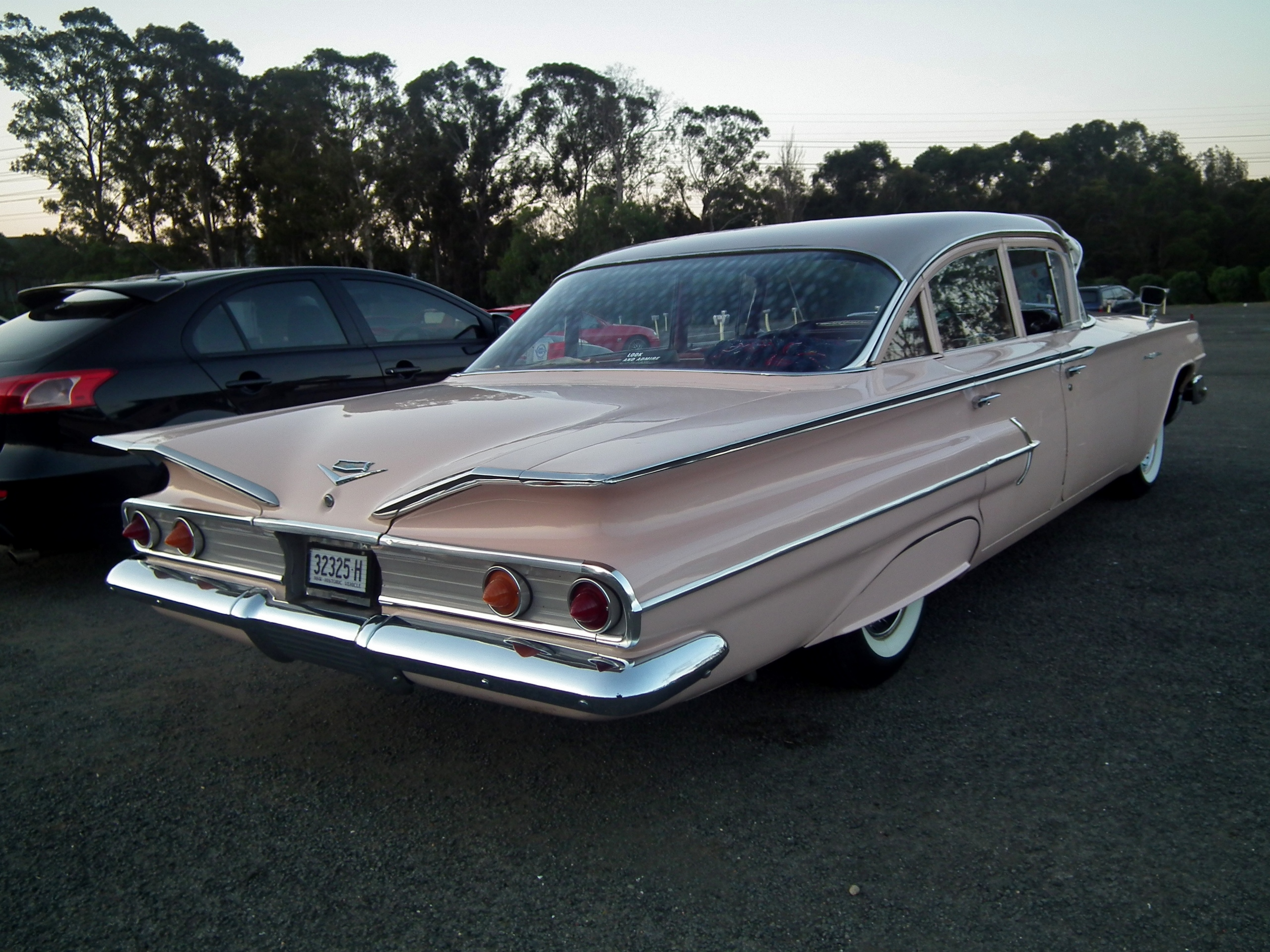
Bel Air 1960.
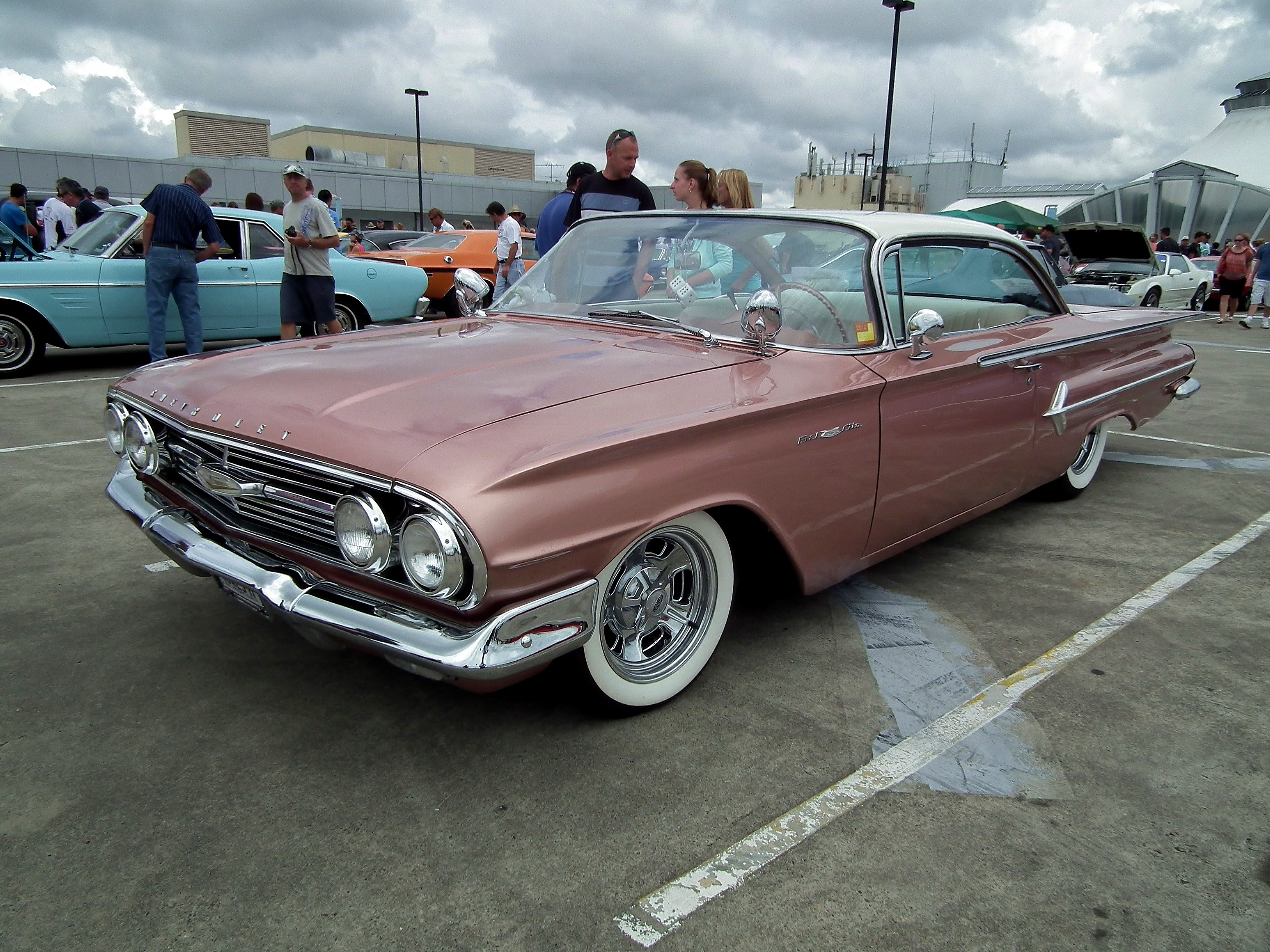
Bel Air 1960 Coupe.
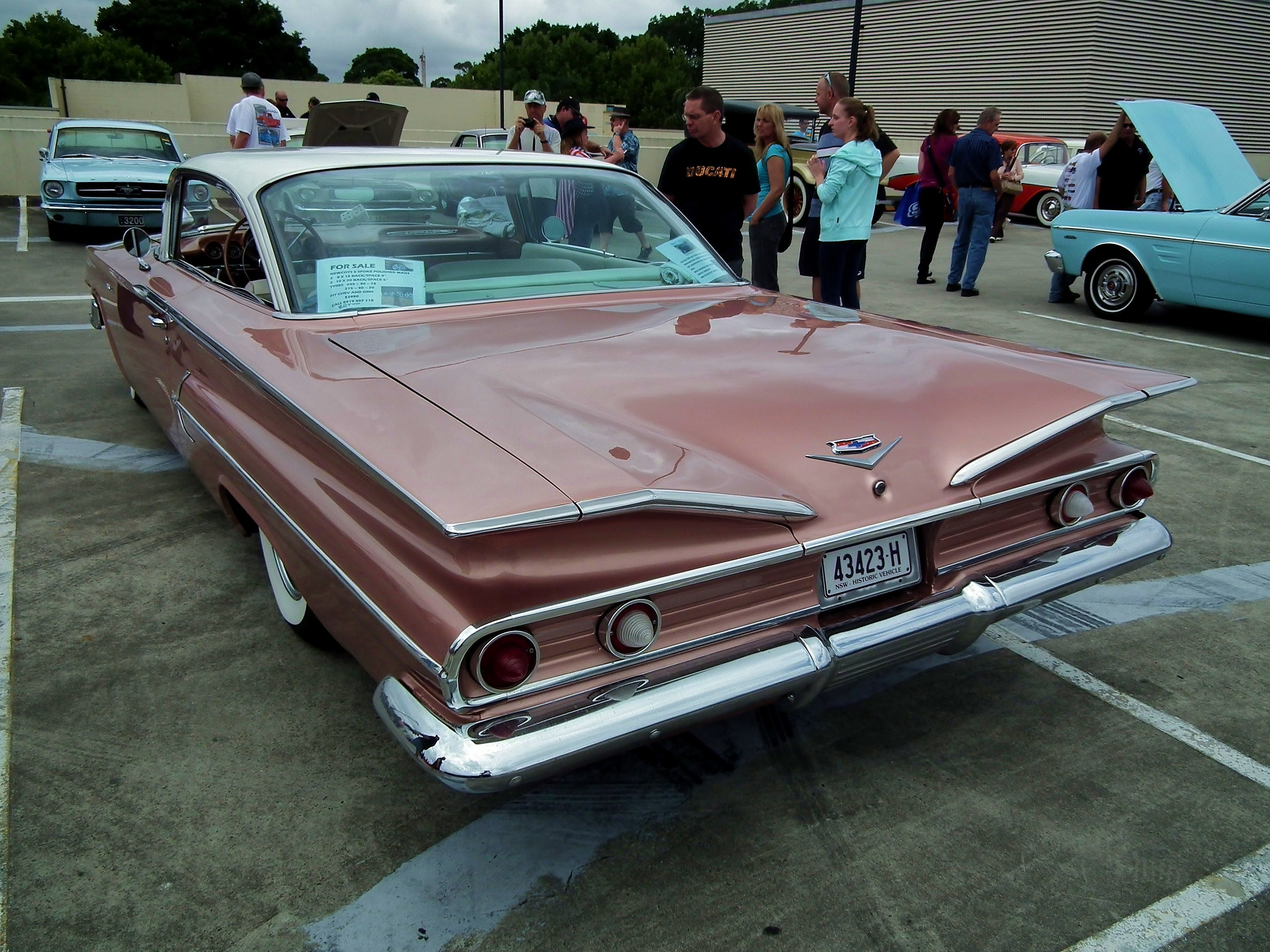
Bel Air 1960 Coupe.
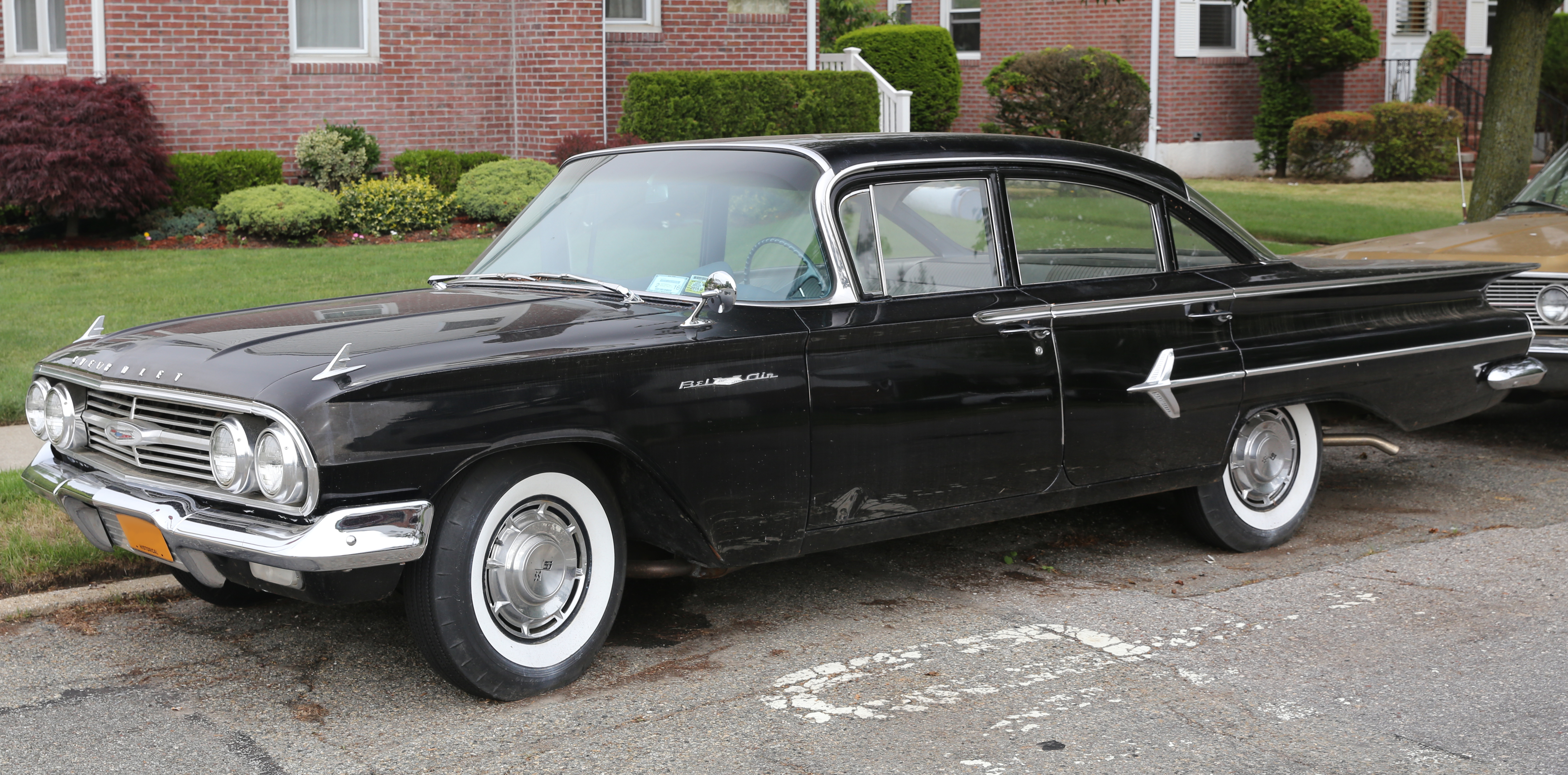
Bel Air 1960 Six Windows Sedan.
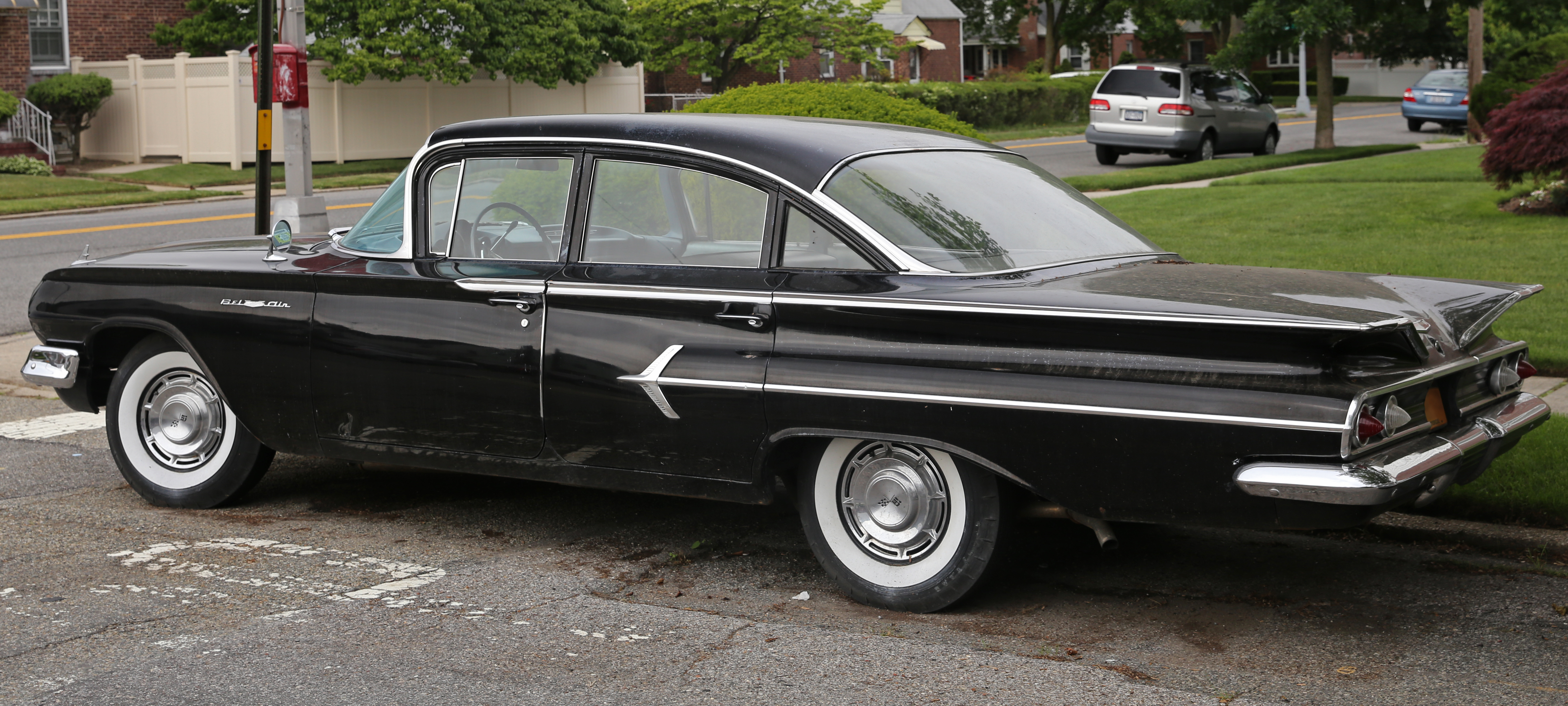
Bel Air 1960 Six Windows.

### Cinquième génération (1961 - 1964)

#### 1961
Pour 1961, la Bel Air a reçu une nouvelle carrosserie. Son empattement restait de 3 023 mm, mais sa longueur était maintenant légèrement réduite, à 5 316 mm.
Toutes les options moteurs de l'année précédente demeuraient inchangées avec les moteurs standard, soit le six cylindres en ligne 3,9 L de 137 ch (101 kW) ou le V8 4,6 L de 172 ch (127 kW). Le V8 coûtait 110 $ de plus que le six cylindres et pesait 2,3 kg de moins.
La Bel Air Sedan 2 portes arborait un style de toit carré avec de grandes fenêtres arrière enveloppantes, par opposition à celles en flèche de la version Hard-top. La Bel Air 4 portes Sport Hard-top utilisait encore une ligne de toit différente de celle de la Sedan 4 portes.

#### Galerie

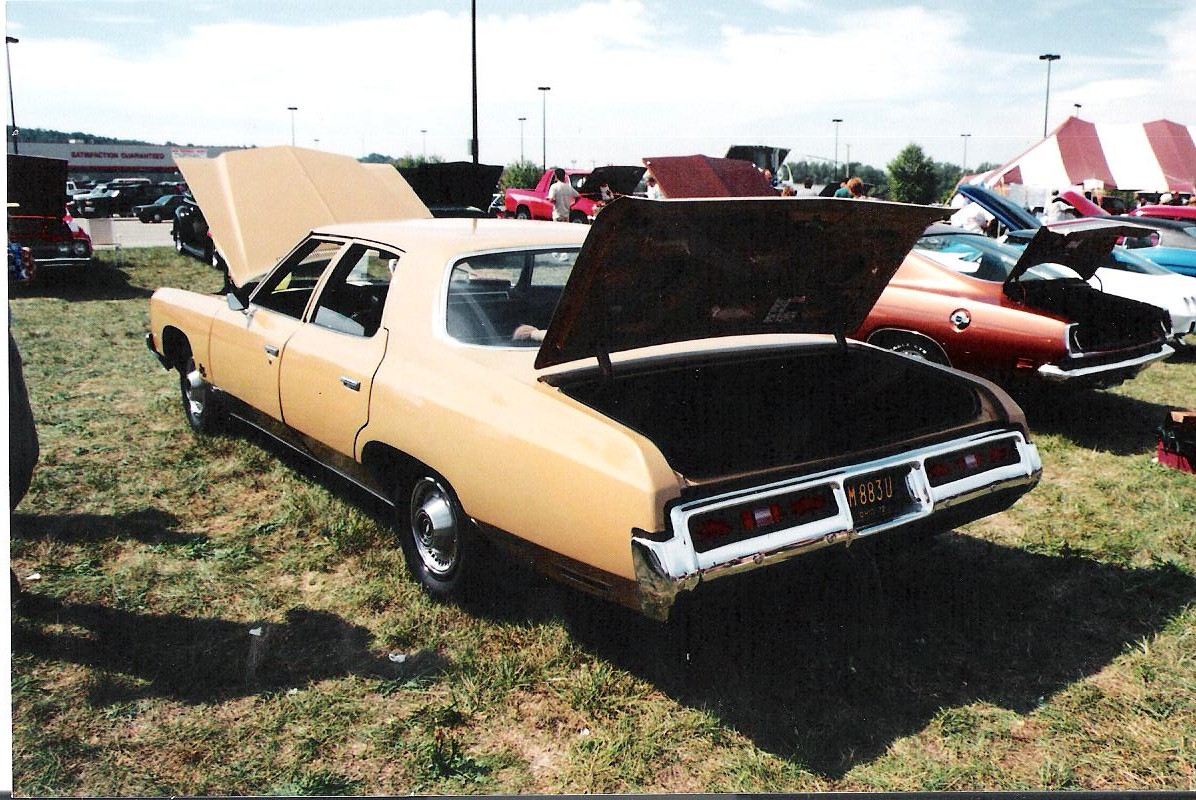
7e génération (1970-1975)

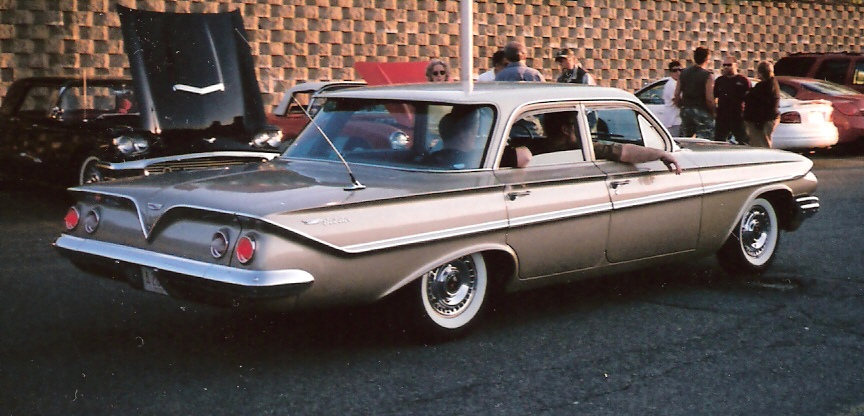
Bel Air 1961
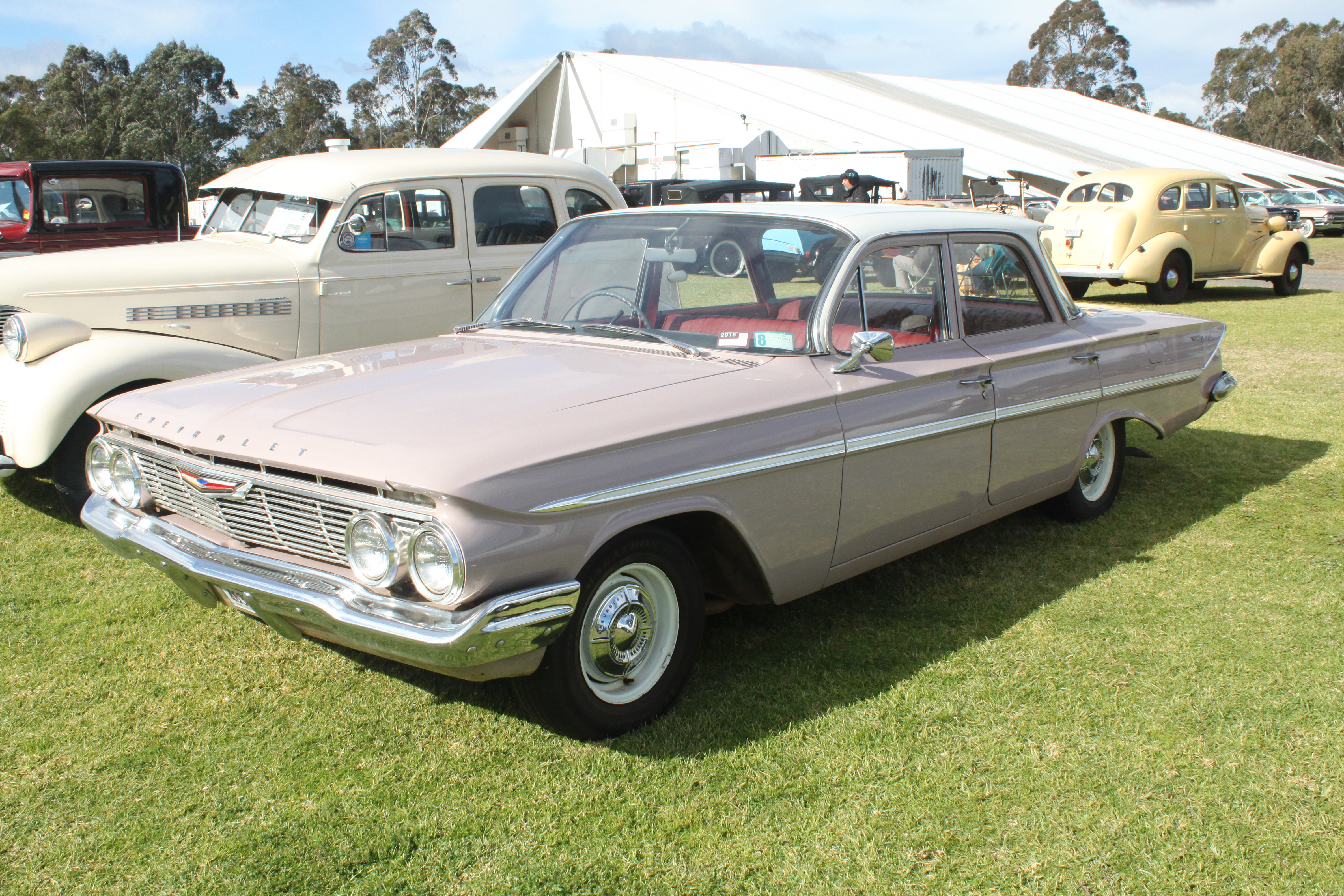
Bel Air 1961
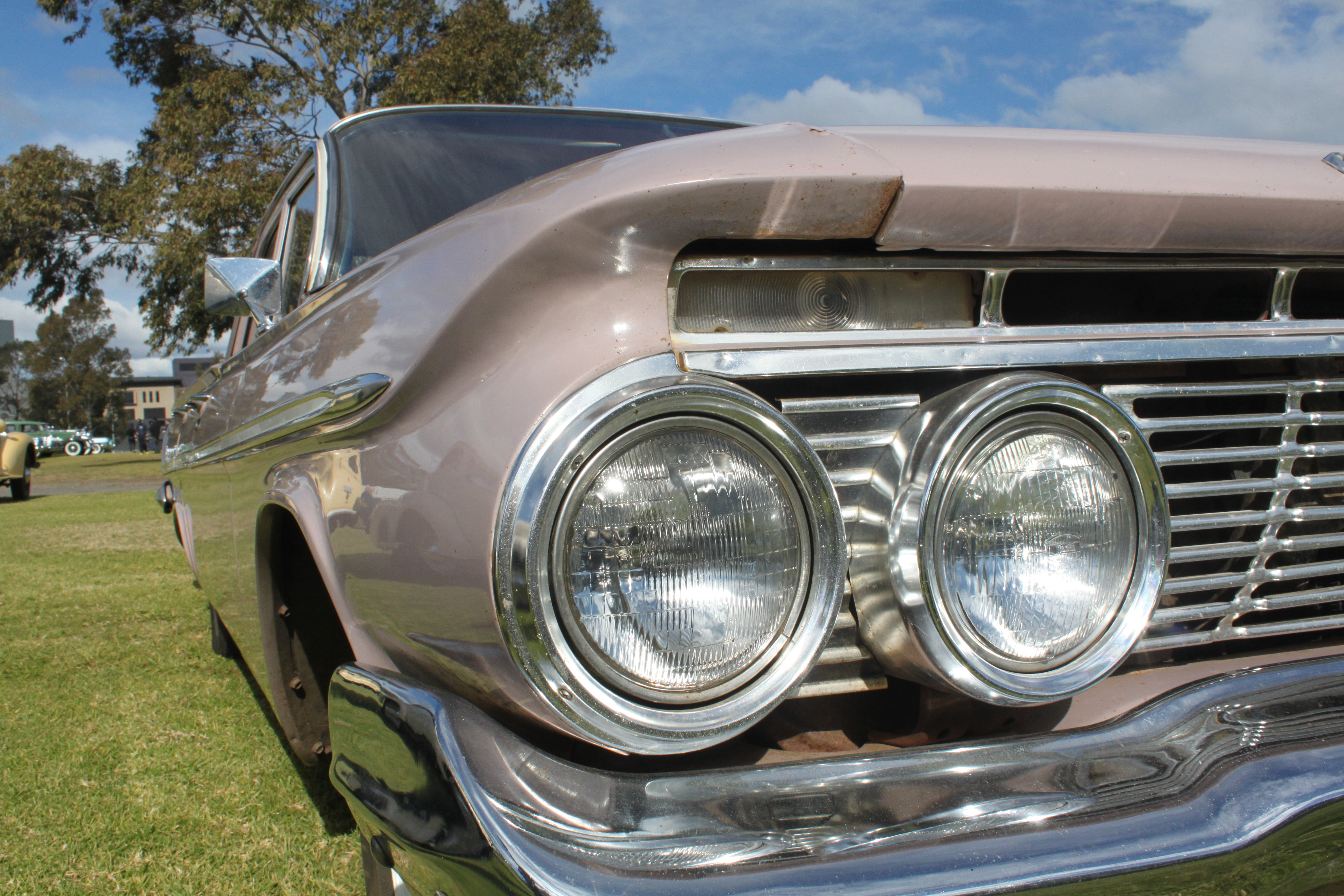
Bel Air 1961
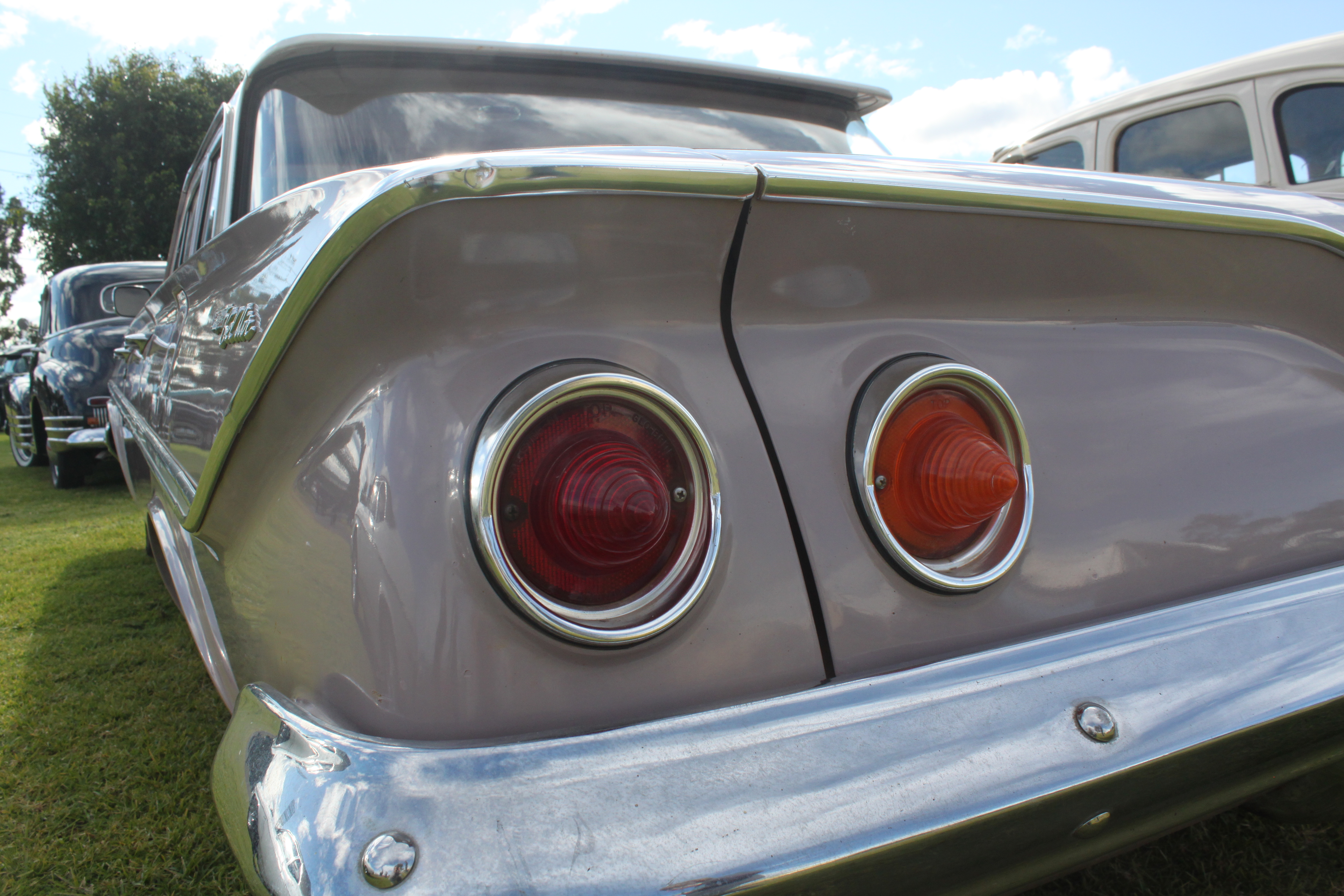
Bel Air 1961
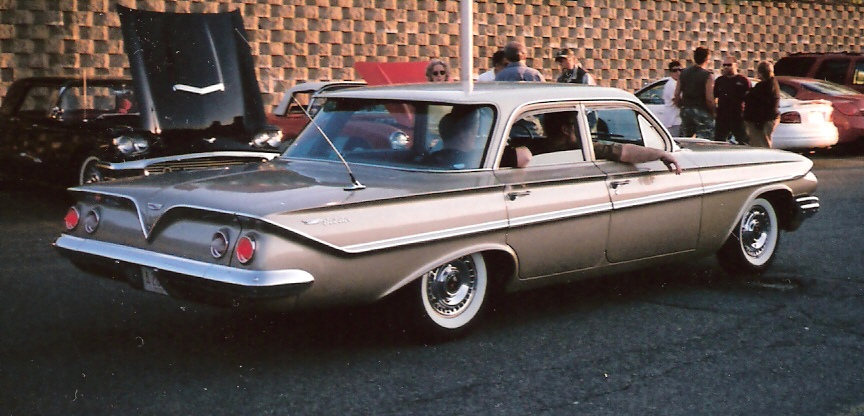
5e génération (4 portes) (1960-1964)

#### 1962
Pour 1962, tous les tôleries à l'exception des panneaux de portes furent changés. La longueur totale augmenta légèrement à 5,323 m (209,6 inch). La 4 portes Sport Hard-top fut la version la plus produite. Les moteurs standard restèrent les mêmes que l'année précédente. Un nouveau bloc V8 5,4 L de 253 ou 304 ch (186 ou 224 kW) était proposé en plus du gros V8 (pour l'époque) 6,7 L de 385 ch (283 kW), ou 415 ch (305 kW) avec la configuration carburateur double quatre corps. Tous les breaks de cette année étaient des modèles 4 portes et la différenciation avec le reste de la gamme fut abandonnée. Désormais, tous les modèles étaient soit des Biscayne, soit des Bel Air ou des Impala. La moquette intégrale était un équipement standard sur tous les modèles Bel Air 1962 pour la première fois depuis plusieurs années. La Bel Air Sport Coupé était dans sa dernière année de production aux États-Unis, et son toit était celui du coupé Hard-top de 1961.

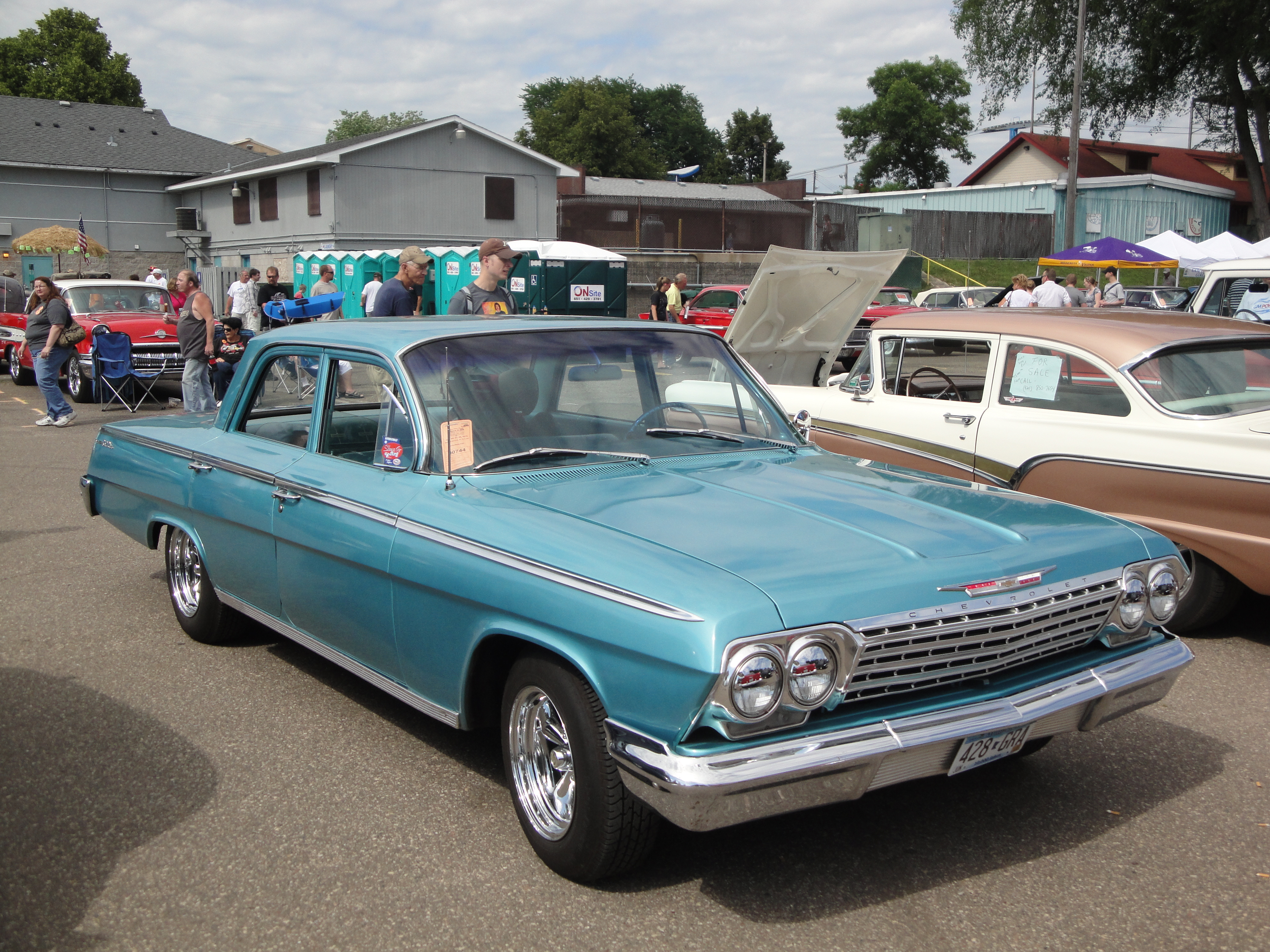
Bel Air 1962
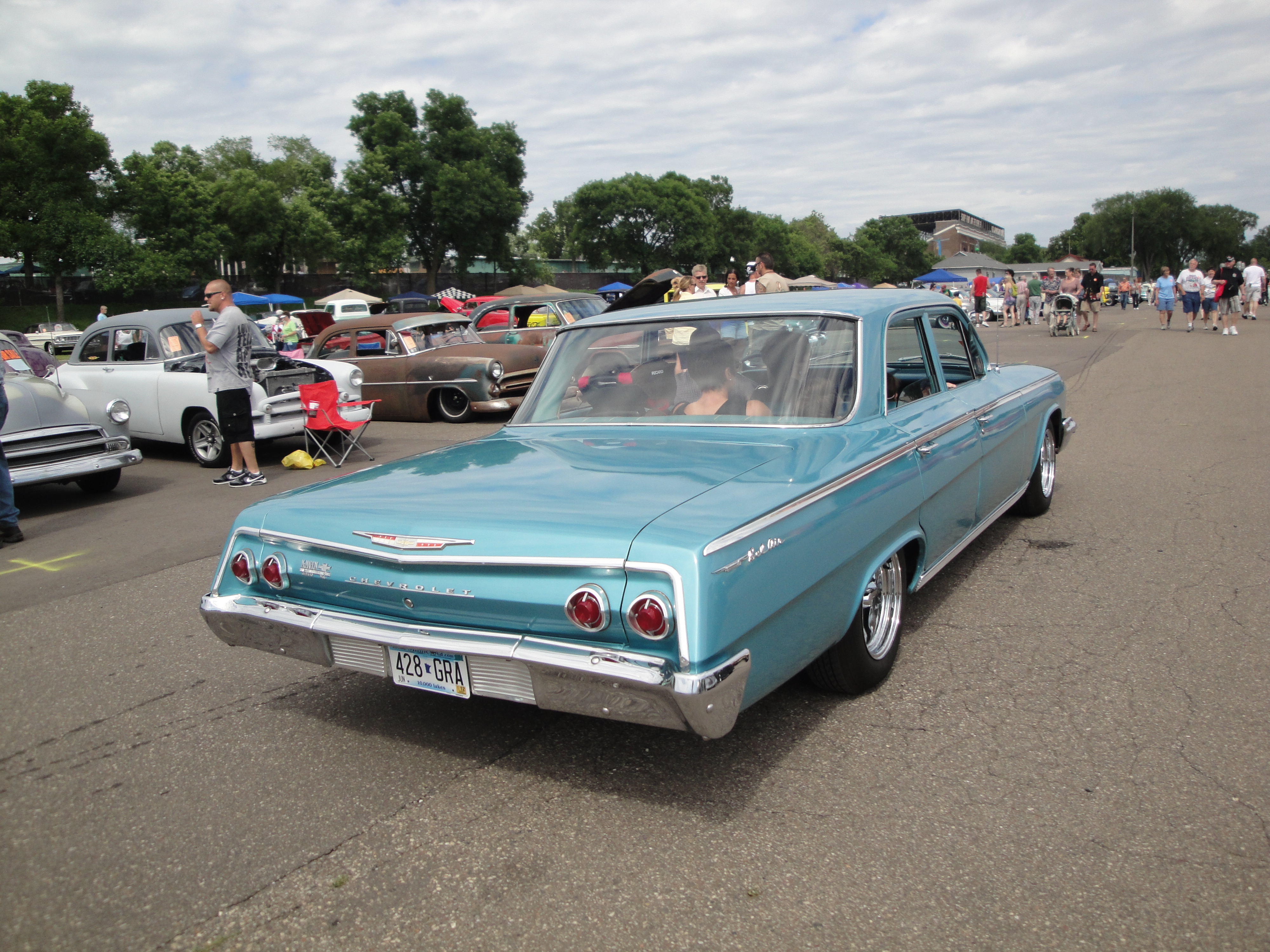
Bel Air 1962
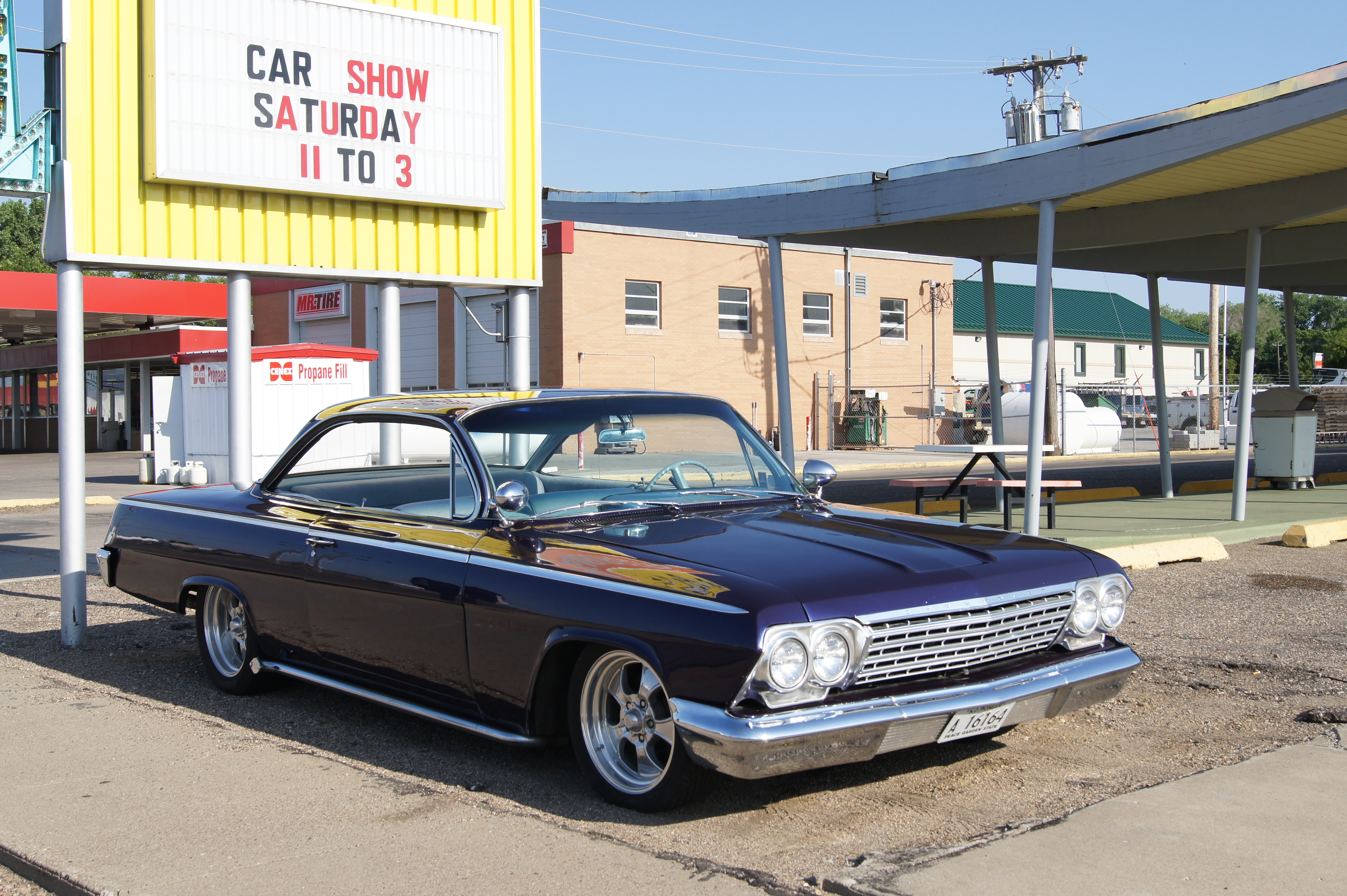
Bel Air 1962
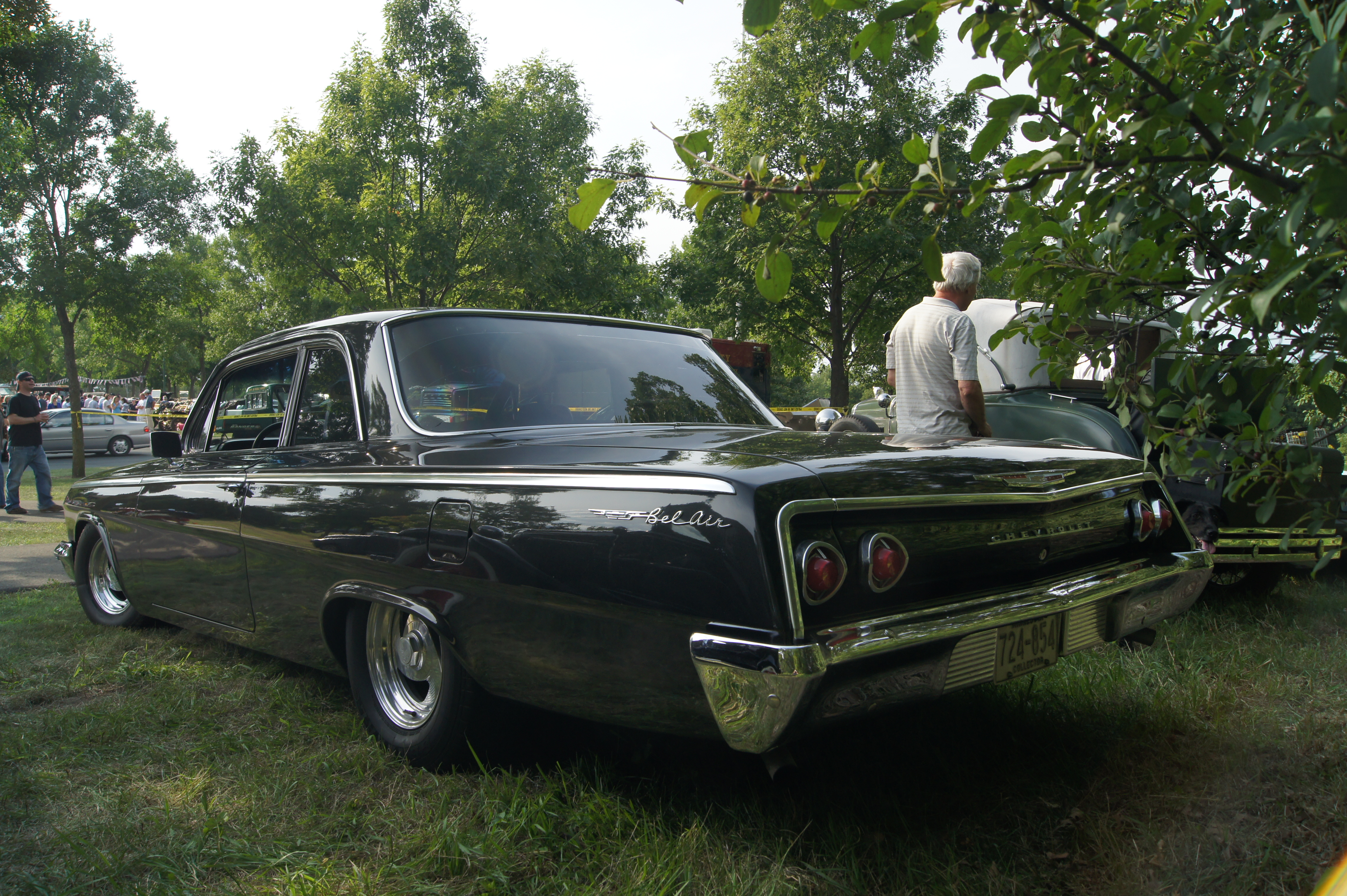
Bel Air 1962

#### 1963
La Bel Air a fait peau neuve en 1963. Sa longueur totale augmenta à 5 344 mm. Le vieux moteur standard six cylindres 3,9 L laissa sa place à un 3,8 L de conception plus moderne, avec une puissance de 140 chevaux. Celui-ci était basé sur le six cylindres 3,2 L introduit sur la nouvelle compacte Chevy II de l'année précédente. Le V8 de base restait le 4,6 L, mis à niveau pour produire 198 ch (145 kW). Le V8 6,7 L était maintenant proposé en 345,406 et 431 ch (254,298 ou 317 kW), tandis que le petit bloc V8 5,4 L était toujours proposé avec les options de 253 et 304 ch (186 ou 224 kW). La Bel Air continuait d’être le milieu de gamme de Chevrolet, mais avec désormais seulement deux modèles - la Sedan 2 portes et la Sedan 4 portes. Les breaks Bel Air 6 et 9 places furent de nouveau proposés.

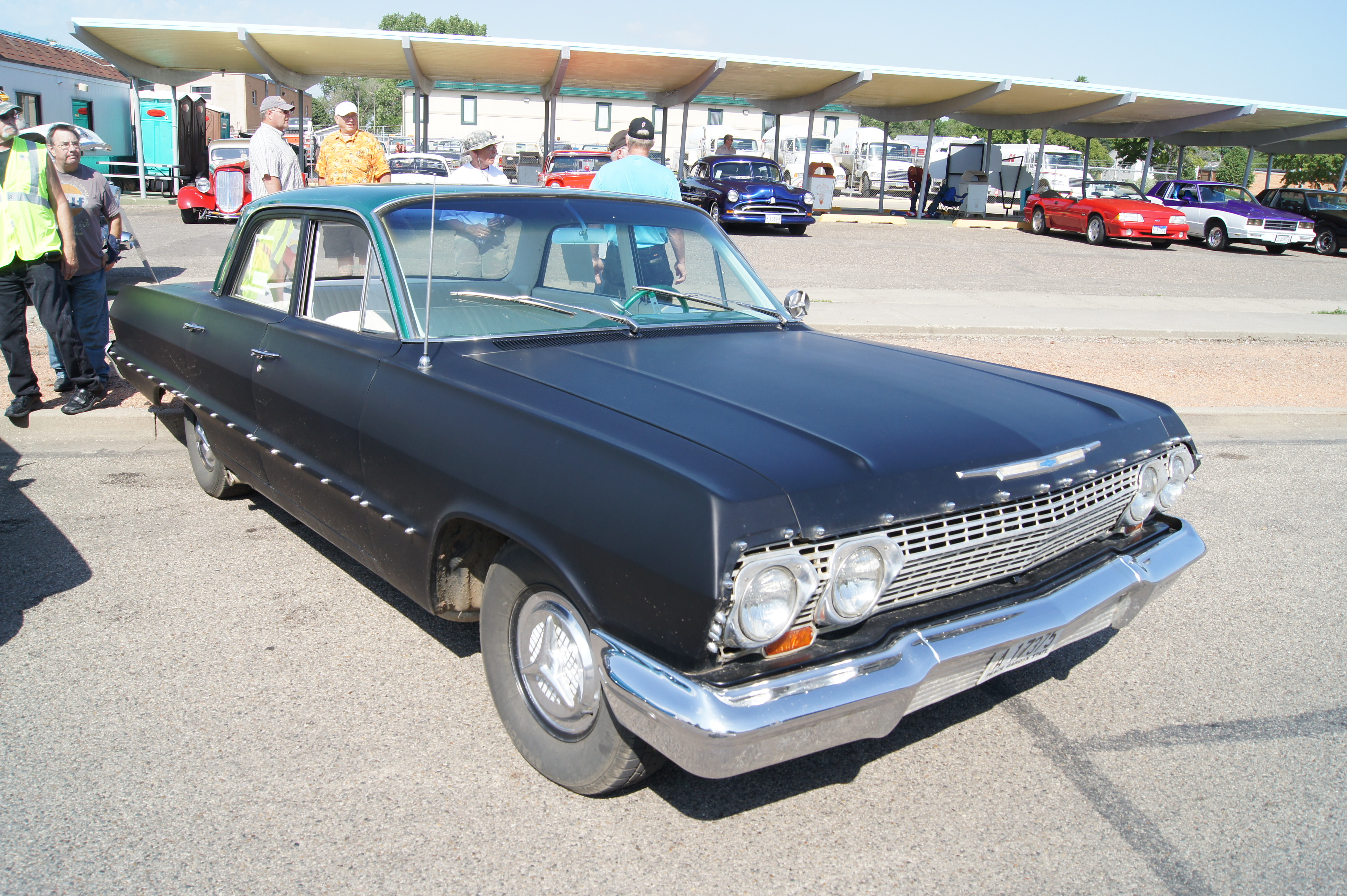
Bel Air 1963
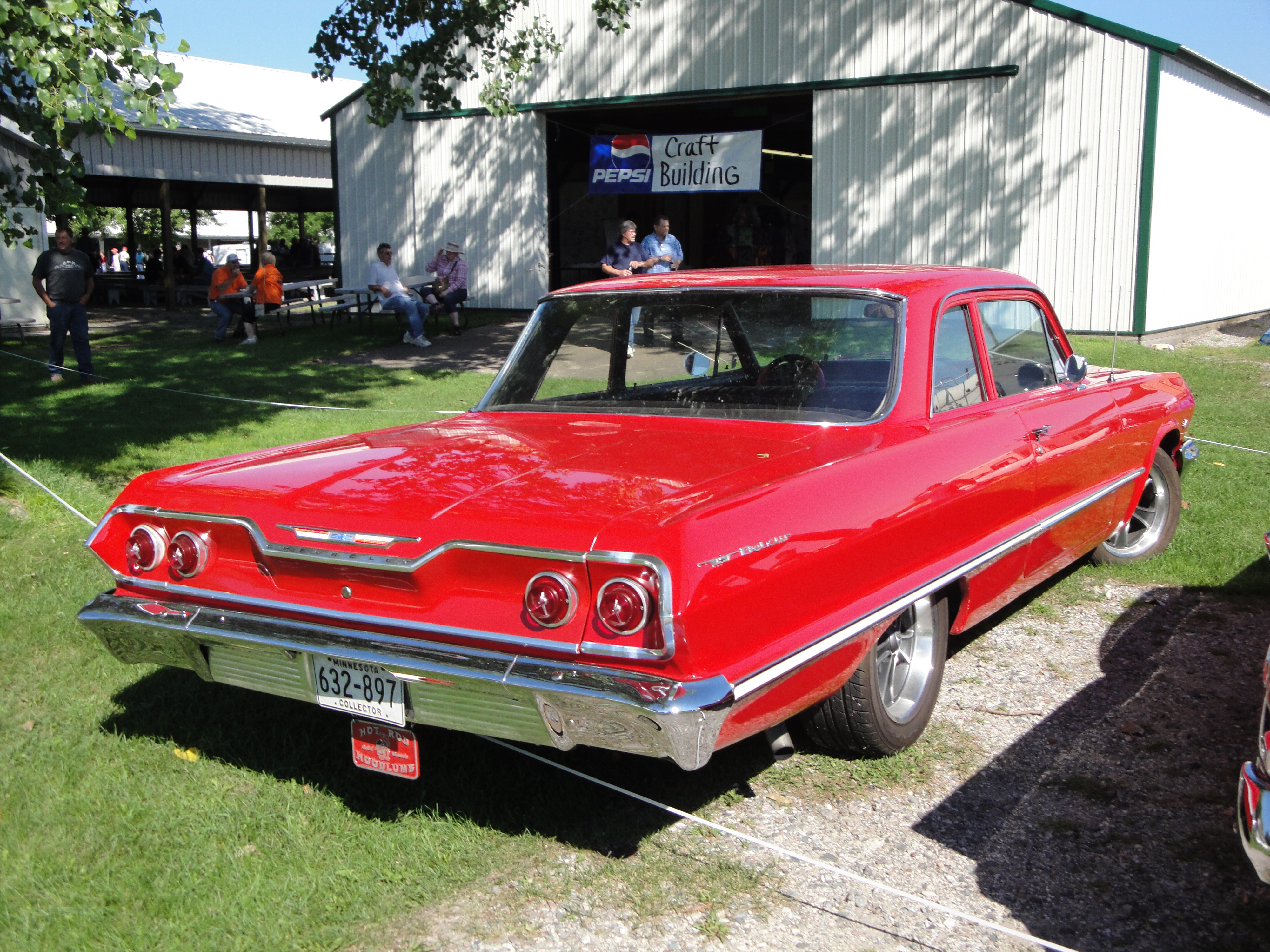
Bel Air 1963
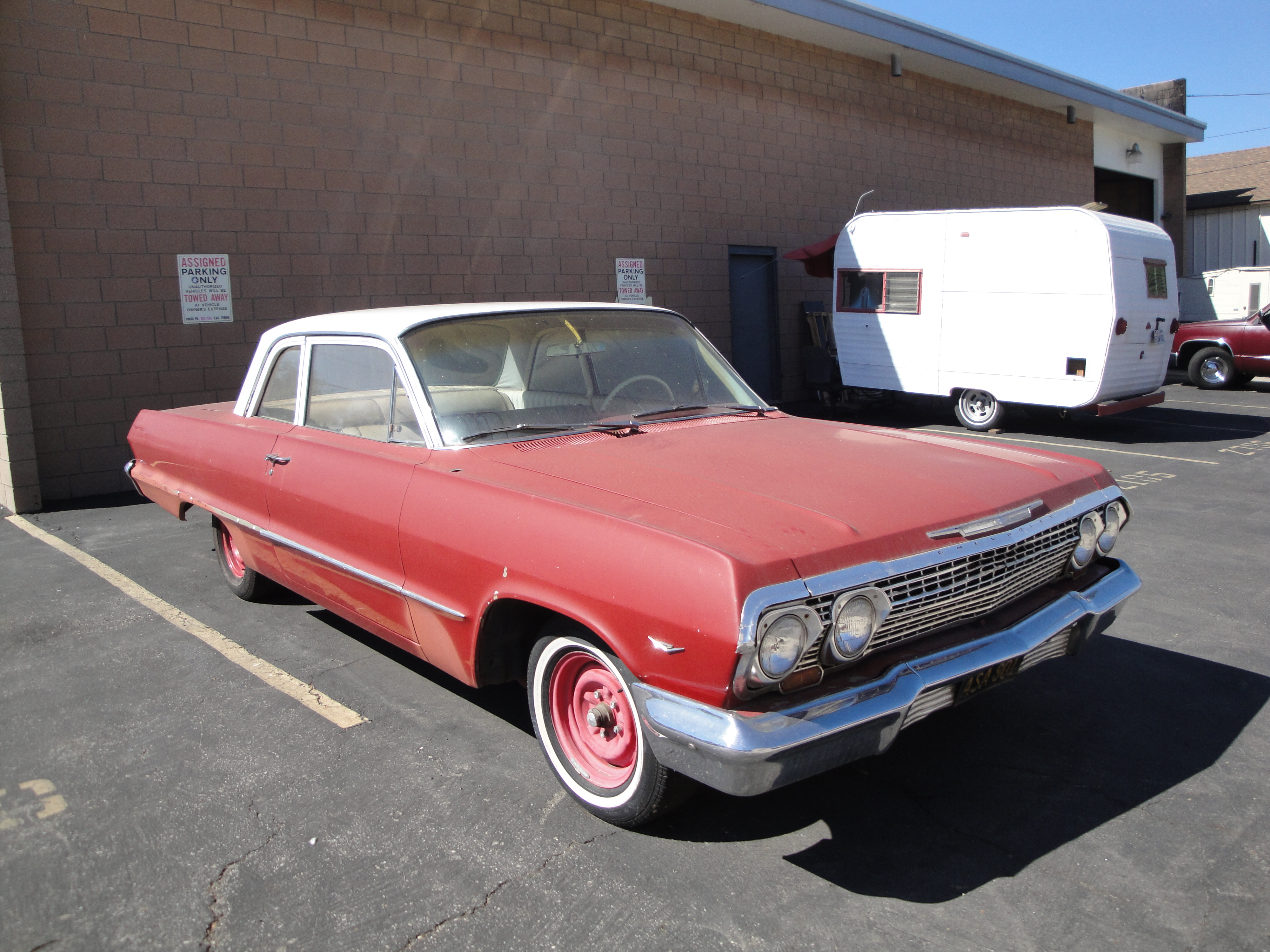
Bel Air 1963
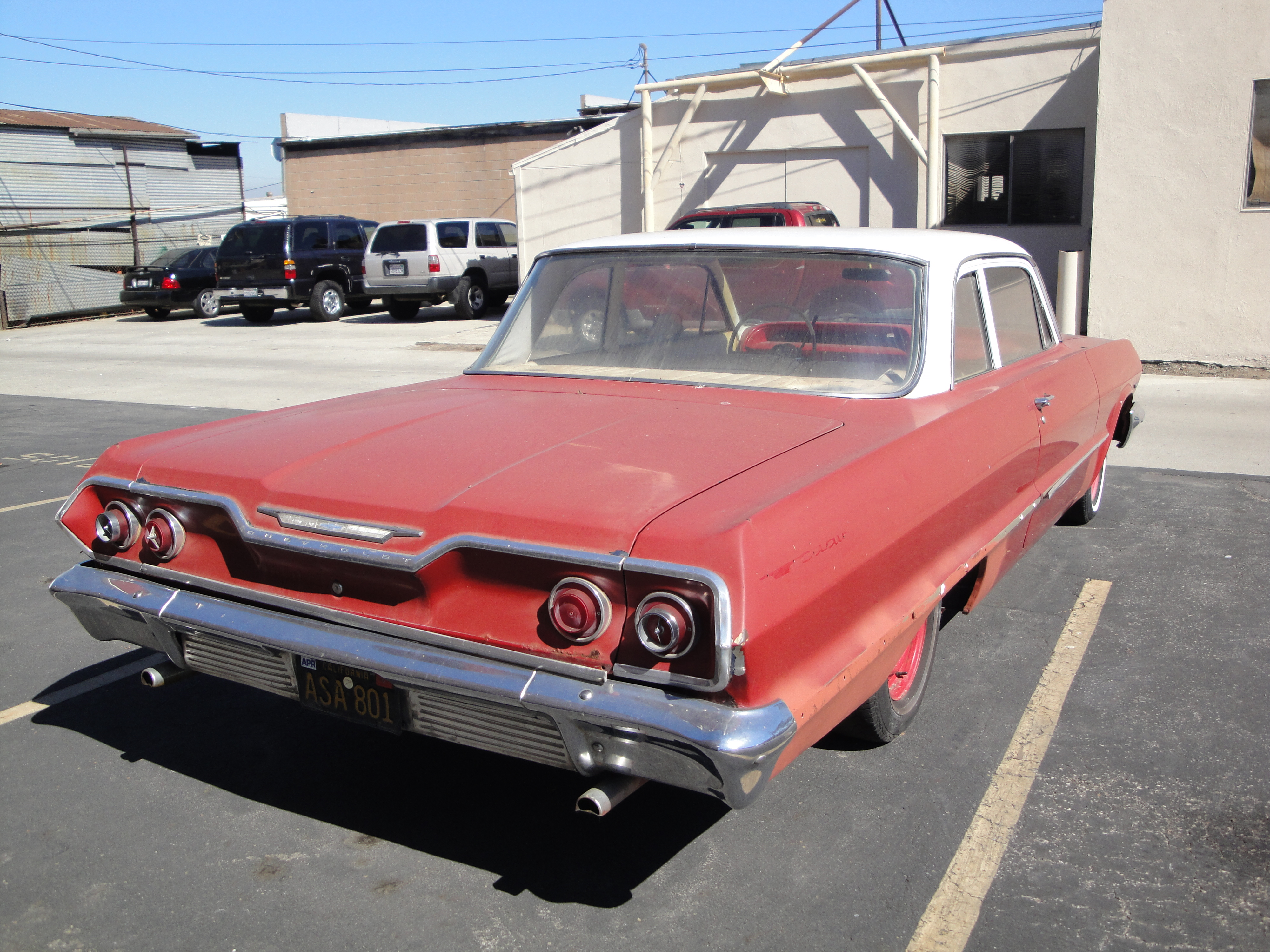
Bel Air 1963

#### 1964
Pour 1964, très peu de changements furent apportés, à l'exception des tôles et des finitions. Les Sedan mesuraient 5 331 m de long et les breaks 5 354 mm. Outre les moteurs standards inchangés, il y avait deux V8 5,4 L différents, développant 253 ch (186 kW) et 304 ch (224 kW), et trois V8 6,7 L allant de 345 ch (254 kW) à 431 ch (317 kW). Hormis la ligne de ceinture chromée et 100 $ de plus il y avait peu de différences extérieures entre les Bel Air et les Biscayne.
Des versions à conduite à droite des Bel Air continuèrent à être exportées vers l'Australie. Certaines de ces voitures présentaient un tableau de bord de Pontiac 1961 inversé, mais d'autres furent équipées d'une version en miroir du tableau de bord des Bel Air US, plus attrayant. Plus curieux encore, certaines de ces Bel Airs présentaient des feux arrière triples d'Impala. La partie centrale des feux était de couleur ambre, dans le respect des normes juridiques australiennes.

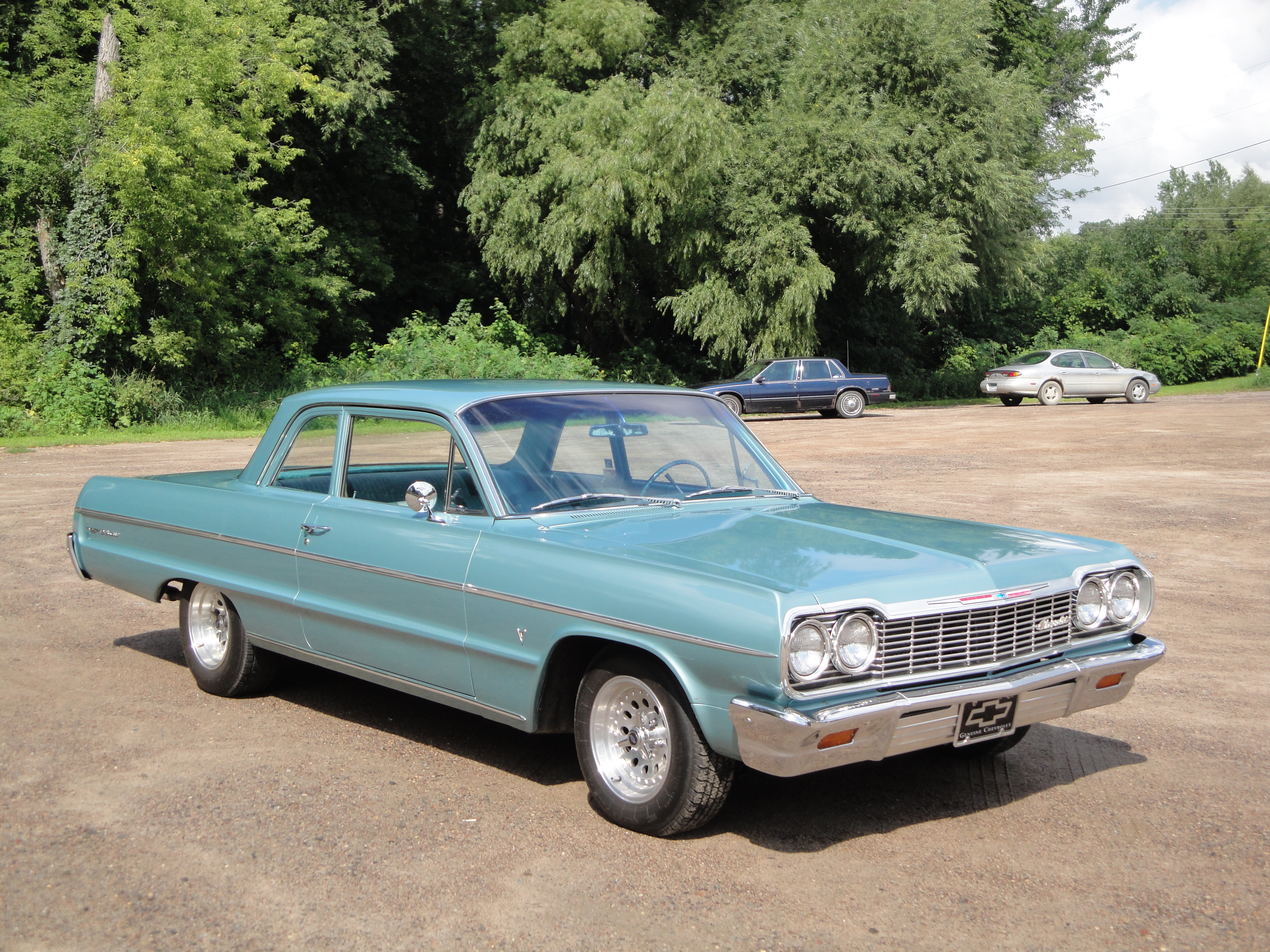
Bel Air 1964
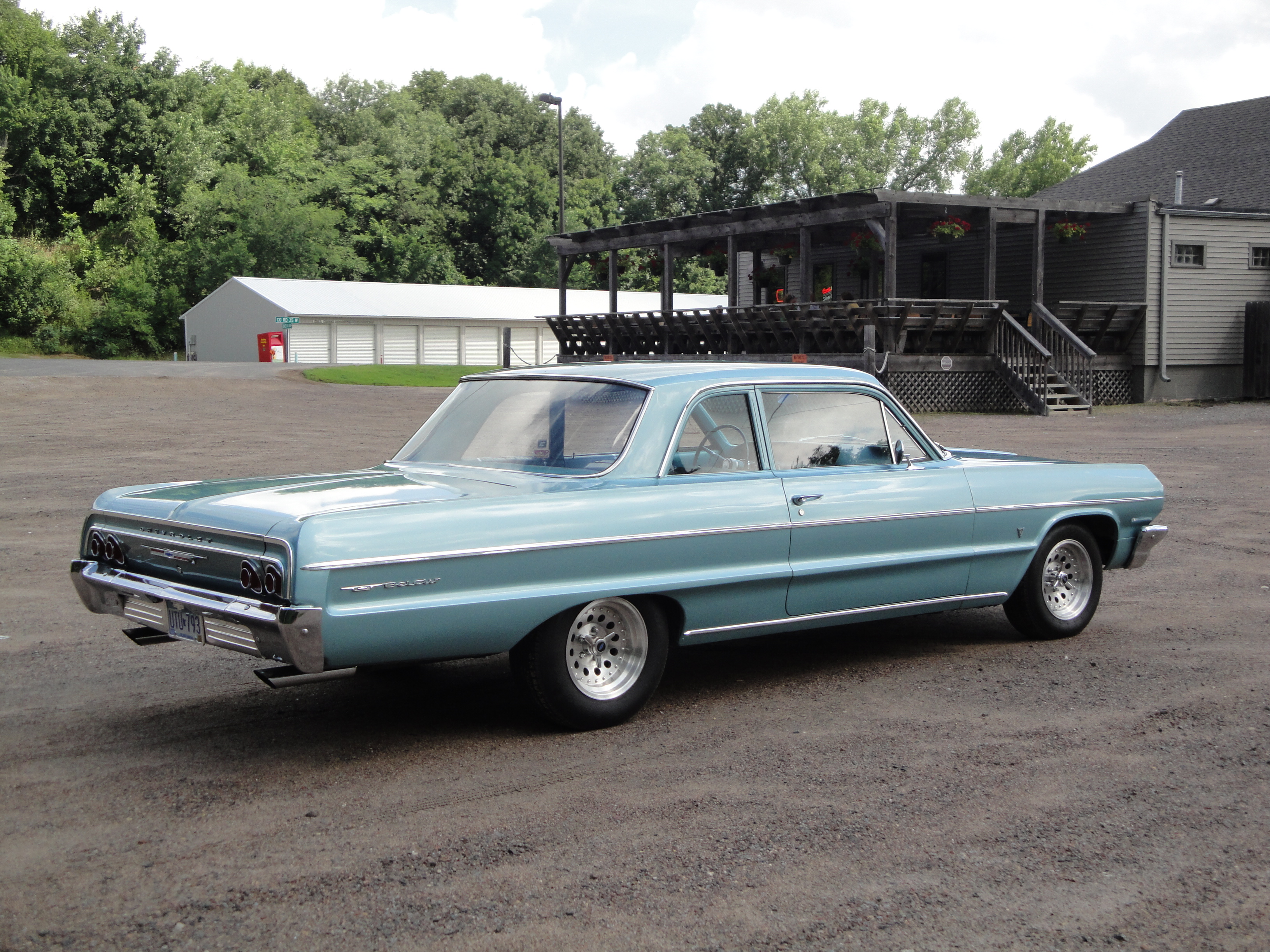
Bel Air 1964
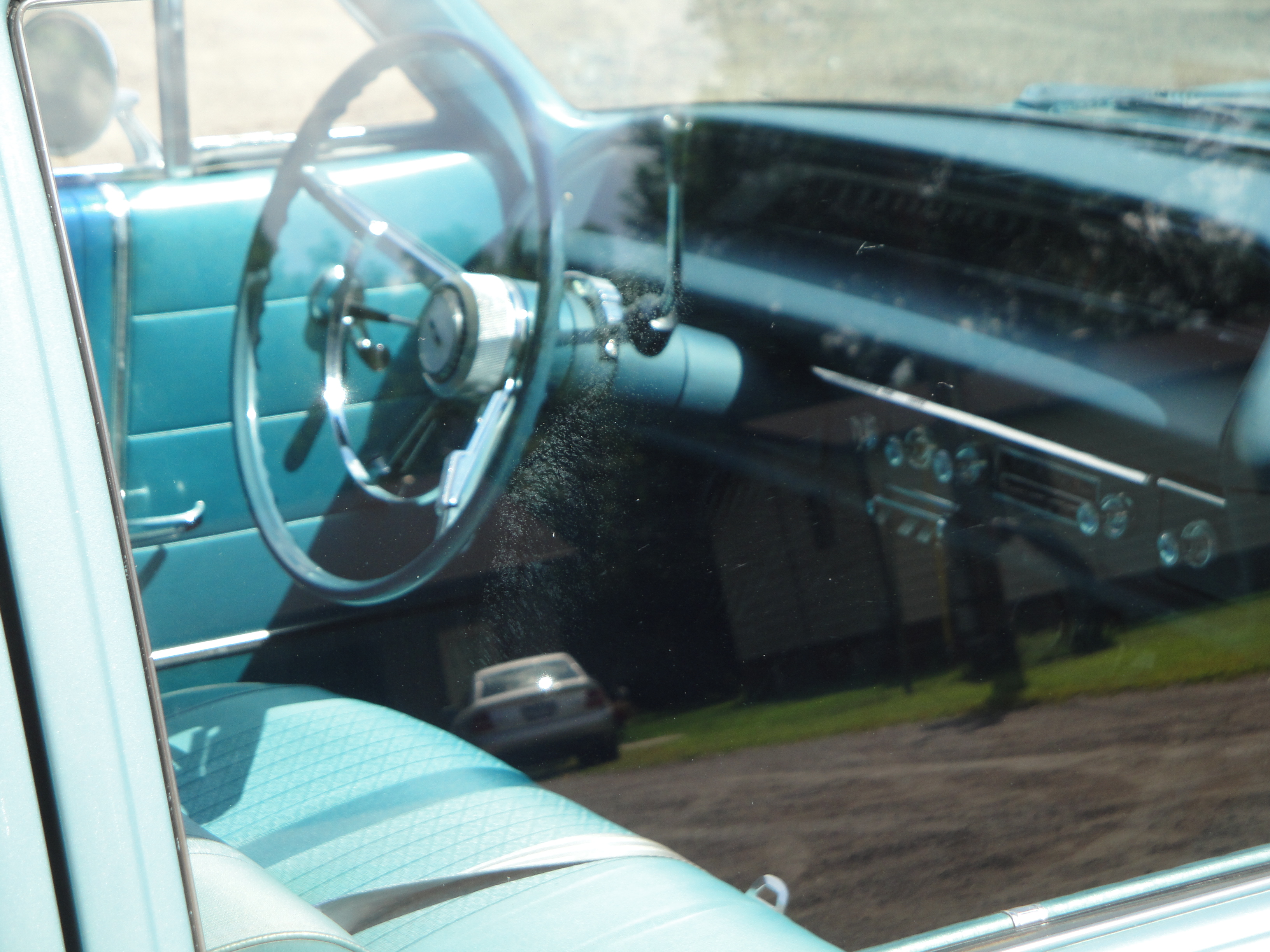
Bel Air 1964
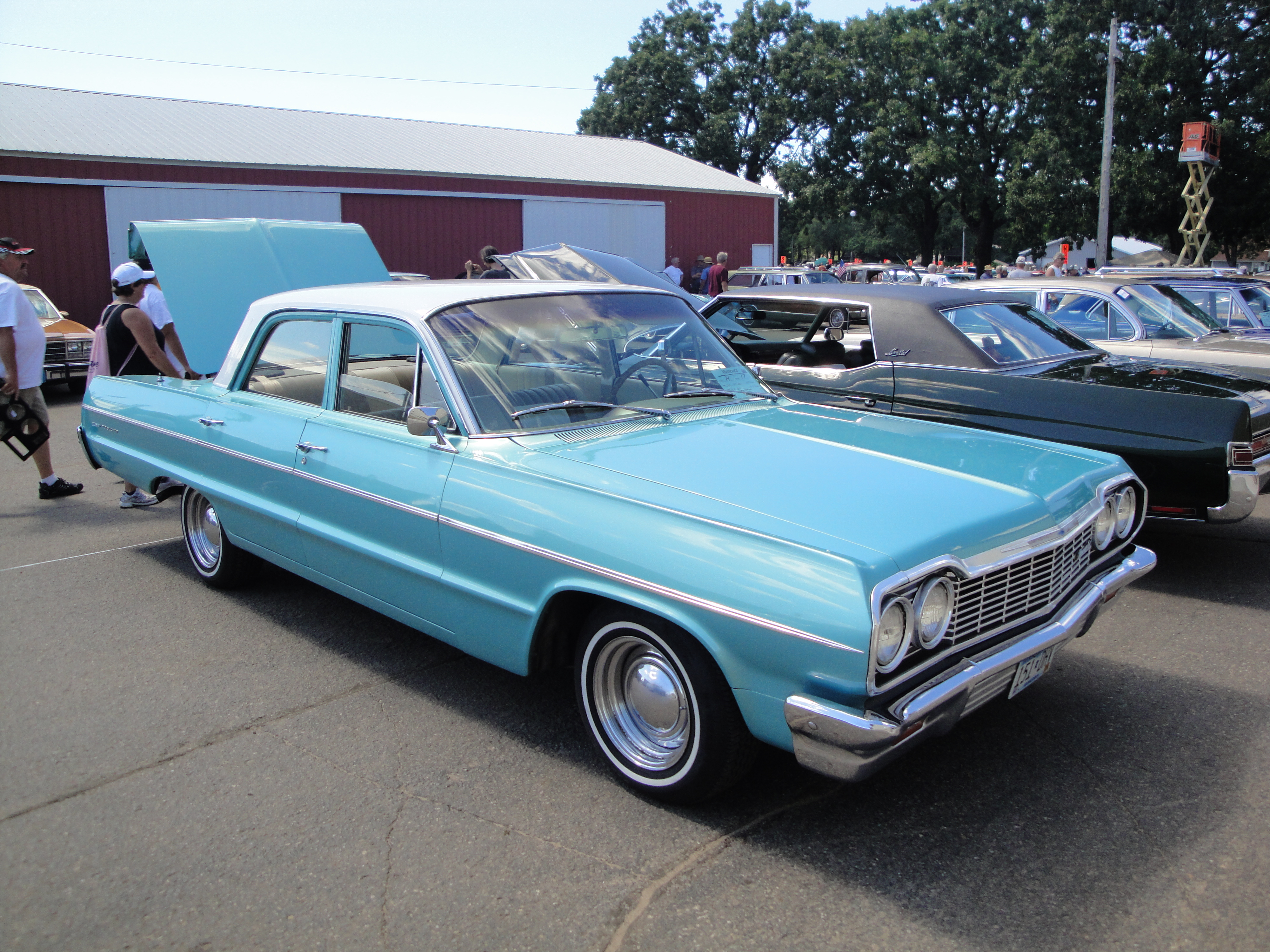
Bel Air 1964

### Sixième génération (1965 - 1970)

#### 1965
Pour 1965, la gamme full size Chevrolet fut totalement relookée, et les voitures furent allongées à 5 418 mm, même si l'empattement demeurait identique. La nouvelle calandre emboutie se prolongeait au-dessous du pare-chocs qui était légèrement ouvert. Les vitres incurvées et les feux arrière ronds montés en hauteur caractérisaient ce nouveau style. Les intérieurs furent également modifiés avec un tableau de bord très bien dessiné. Le V8 de base restait le modèle 4,6 L de 198 ch (145 kW), mais les options incluaient de nouveaux V8 : deux 6,5 L de 330 et 345 ch (242 et 254 kW) et deux 6,7 L de 406 et 431 ch (298 et 317 kW).
La Bel Air arborait des baguettes de ceinture de caisse et de passages de roues en acier inoxydable, une signature sur les ailes arrière, une boite à gants éclairée et un hayon motorisé sur les breaks 9 places, permettant de se distinguer de la série à bas prix Biscayne.

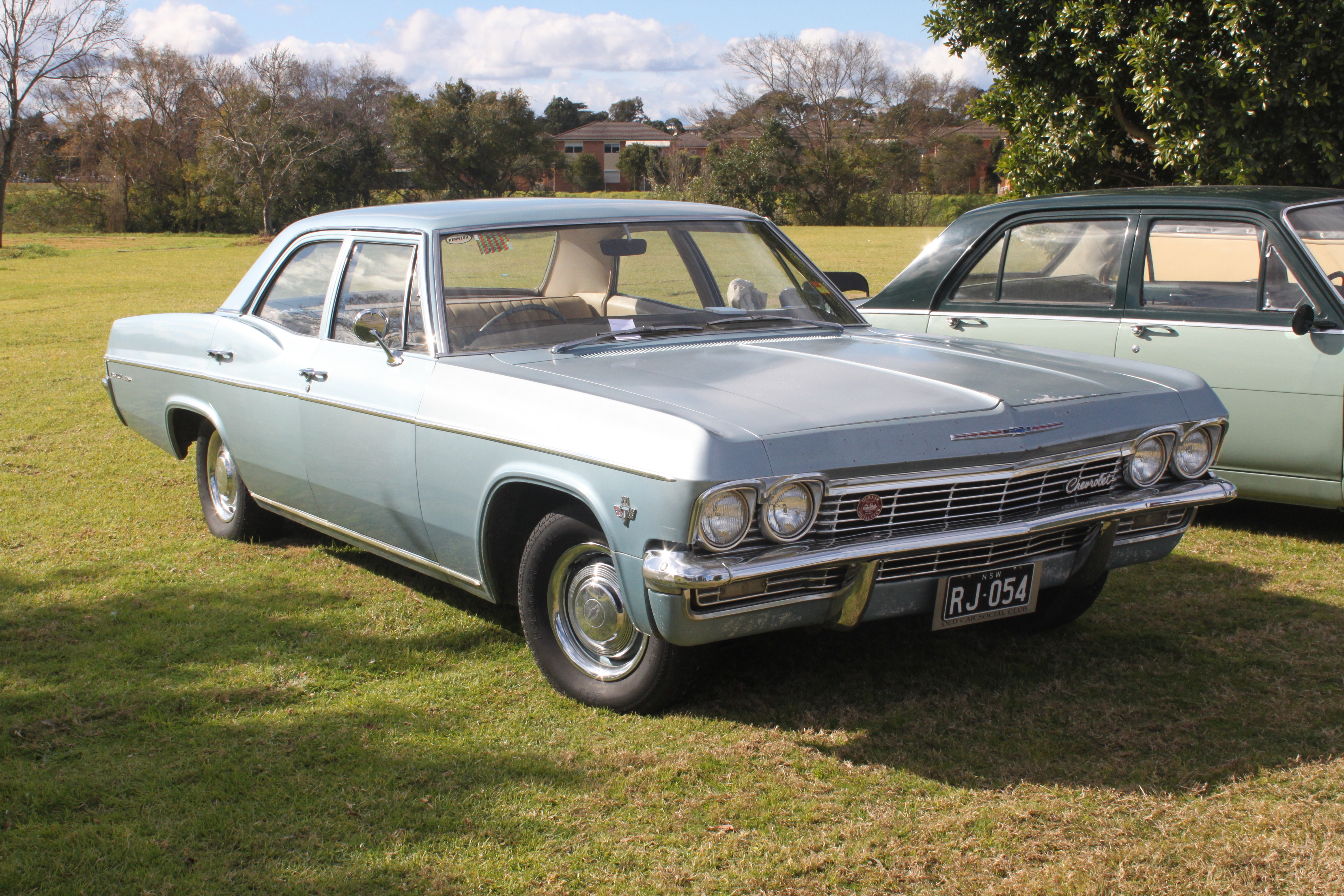
Bel Air 1965.
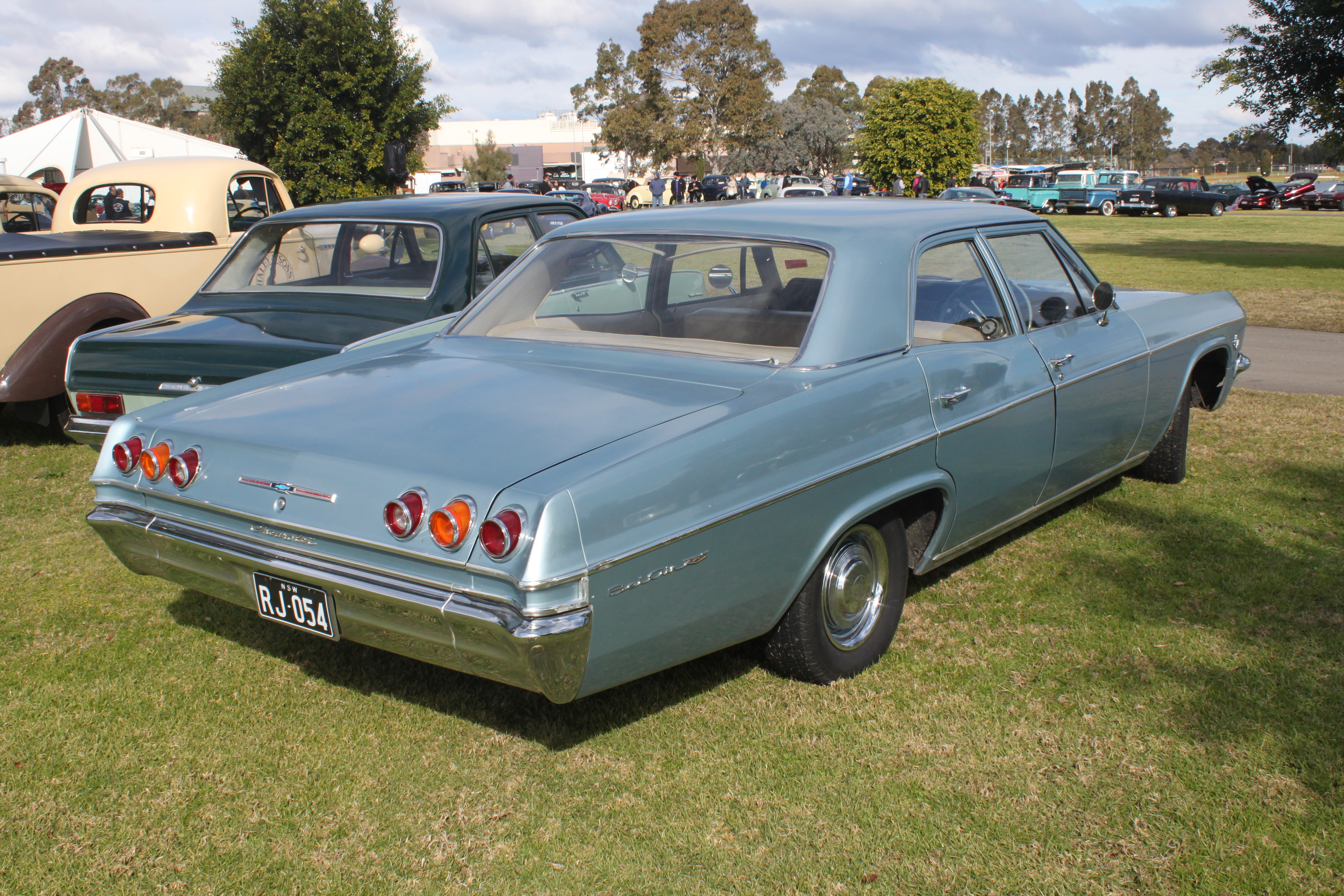
Bel Air 1965.
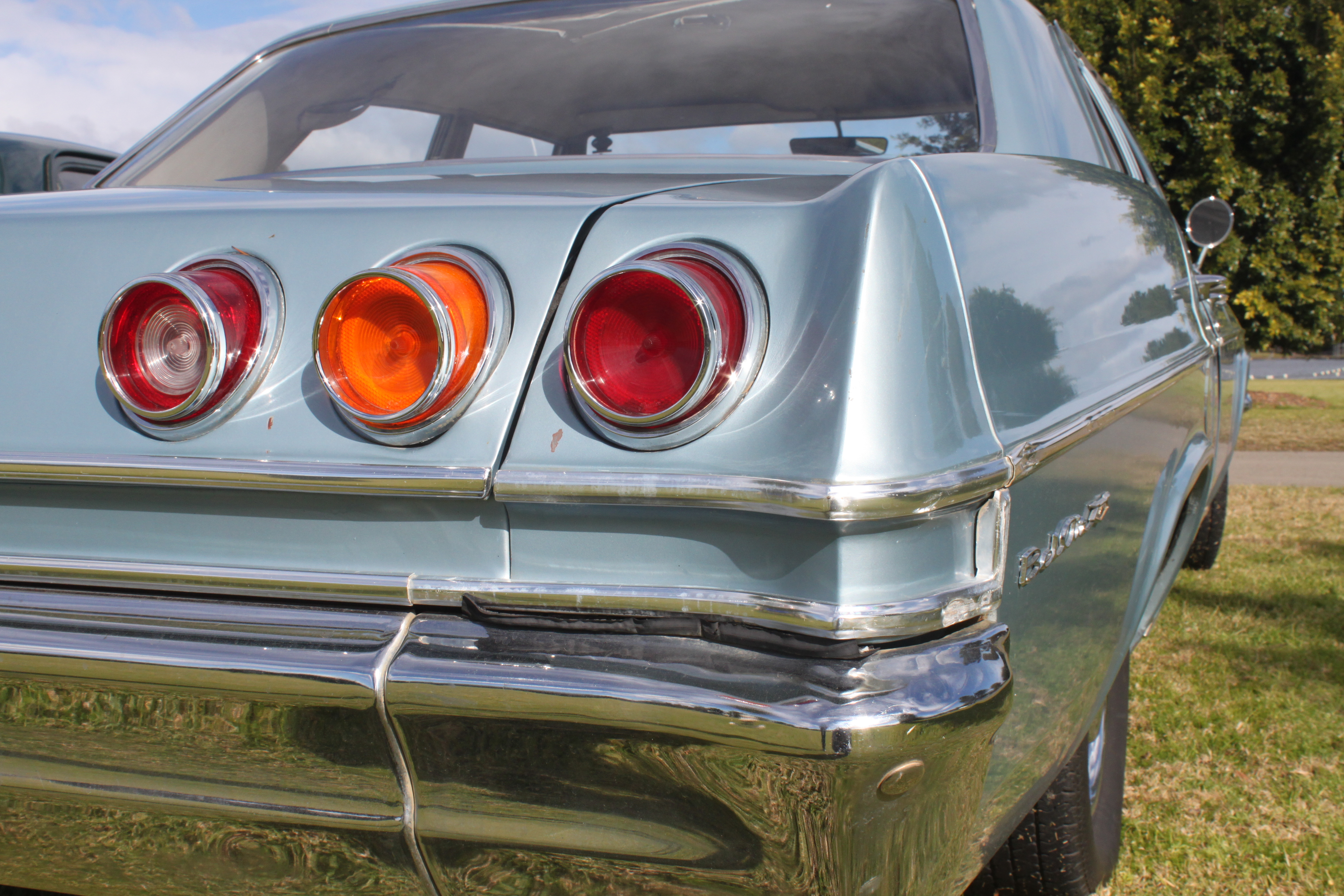
Bel Air 1965.
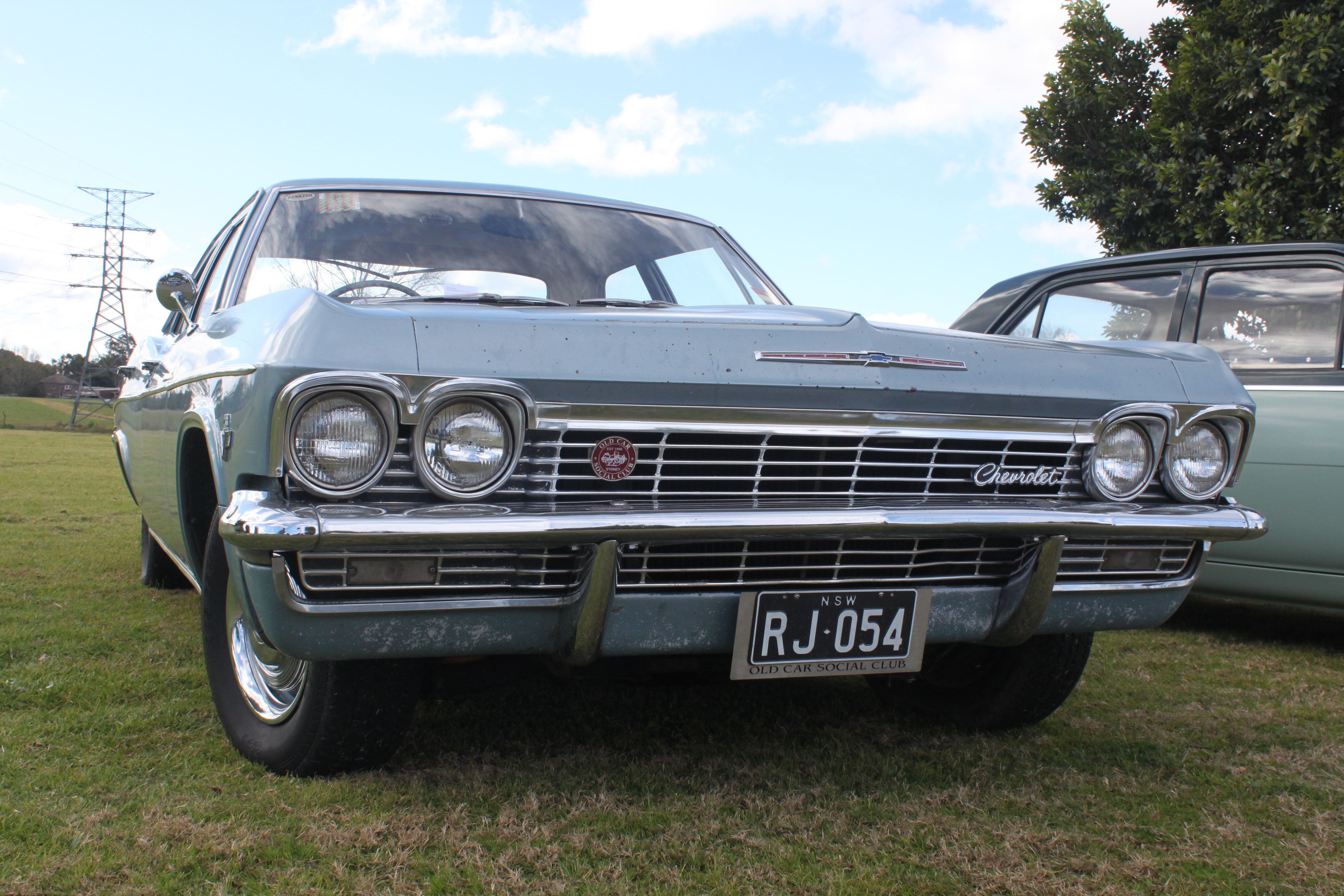
Bel Air 1965.
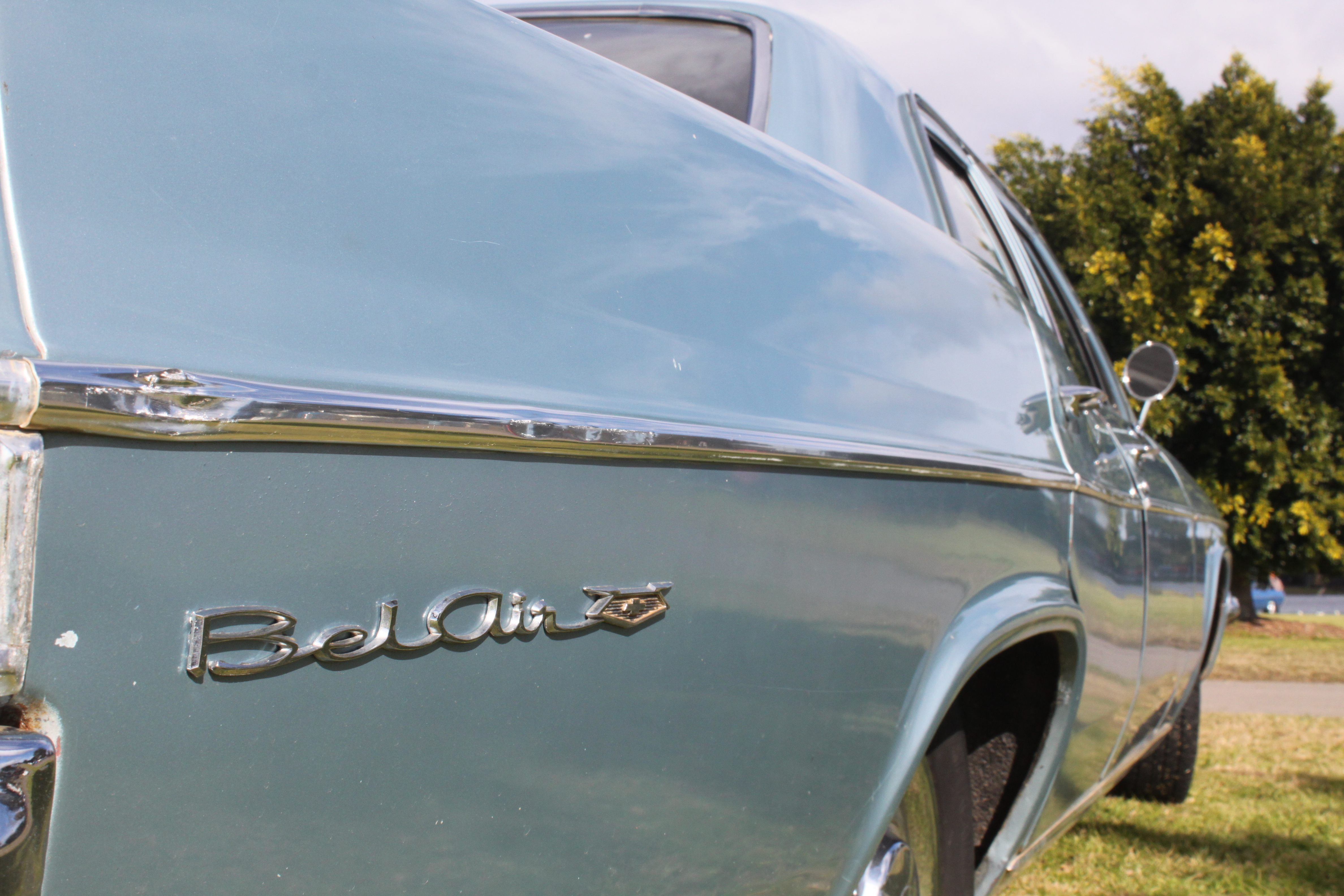
Bel Air 1965.
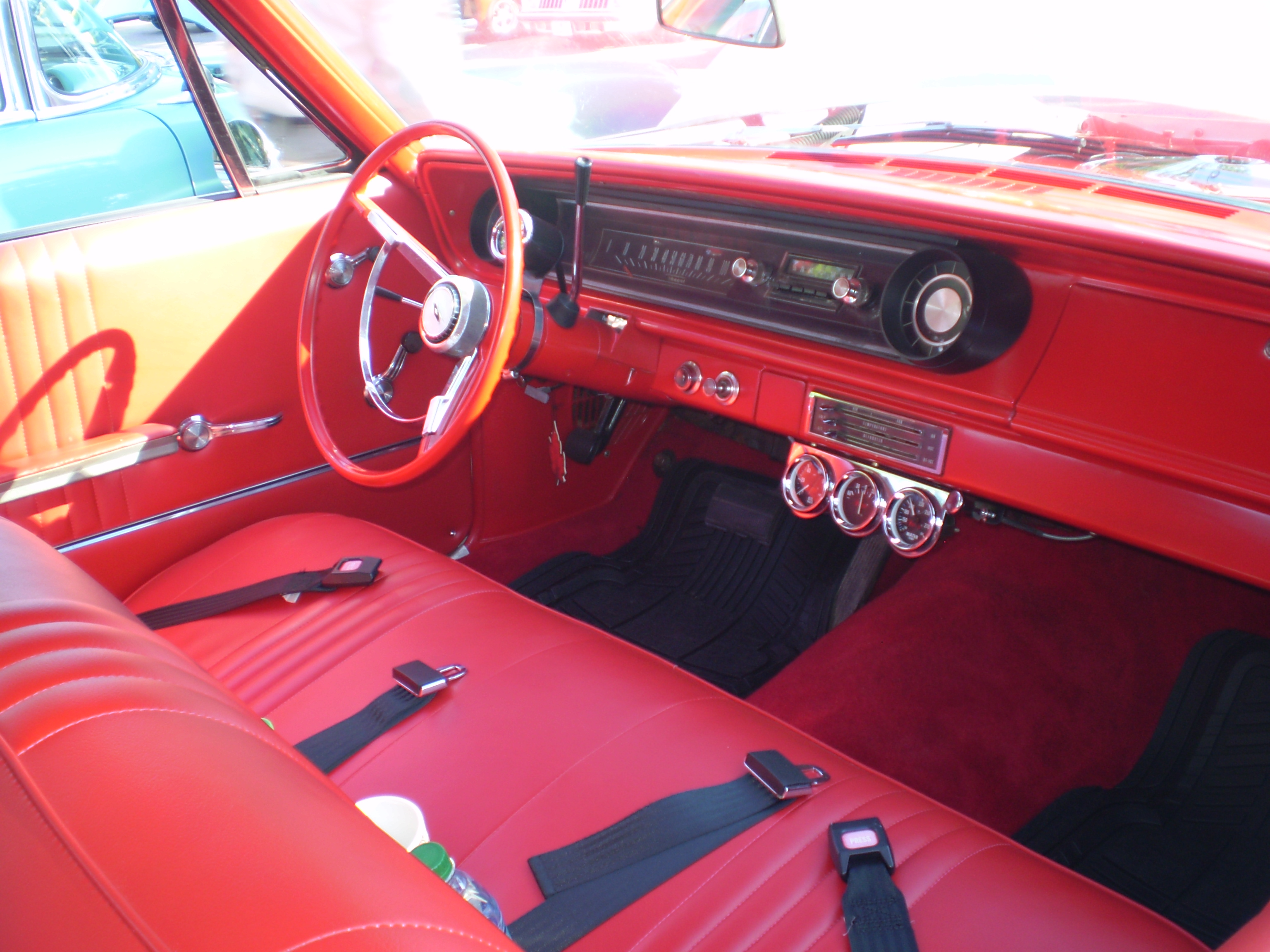
Habitacle avant d'une Bel Air 1965.

#### 1966
Pour 1966, Chevrolet en était seulement à sa deuxième année avec cette nouvelle carrosserie, de sorte qu'elle ne reçut qu'un lifting limité pour la face, les ailes avant et la calandre. À l'arrière, une rupture avec les feux arrière ronds traditionnels eut lieu. Les Bel Air et Biscayne utilisaient des feux rectangulaires doubles avec feux warning intégrés. La longueur totale était de 5 415 mm. Cette année-là il n'y eut qu'un seul moteur six cylindres, le 4,1 L de 157 ch (116 kW). La nouvelle option Power Pack proposait un V8 7,0 L de 395 ou 431 ch (291 ou 317 kW). Tous les intérieurs de série étaient désormais en vinyle sur les breaks. Les Sedan recevaient elles du tissu et des garnitures en vinyle.

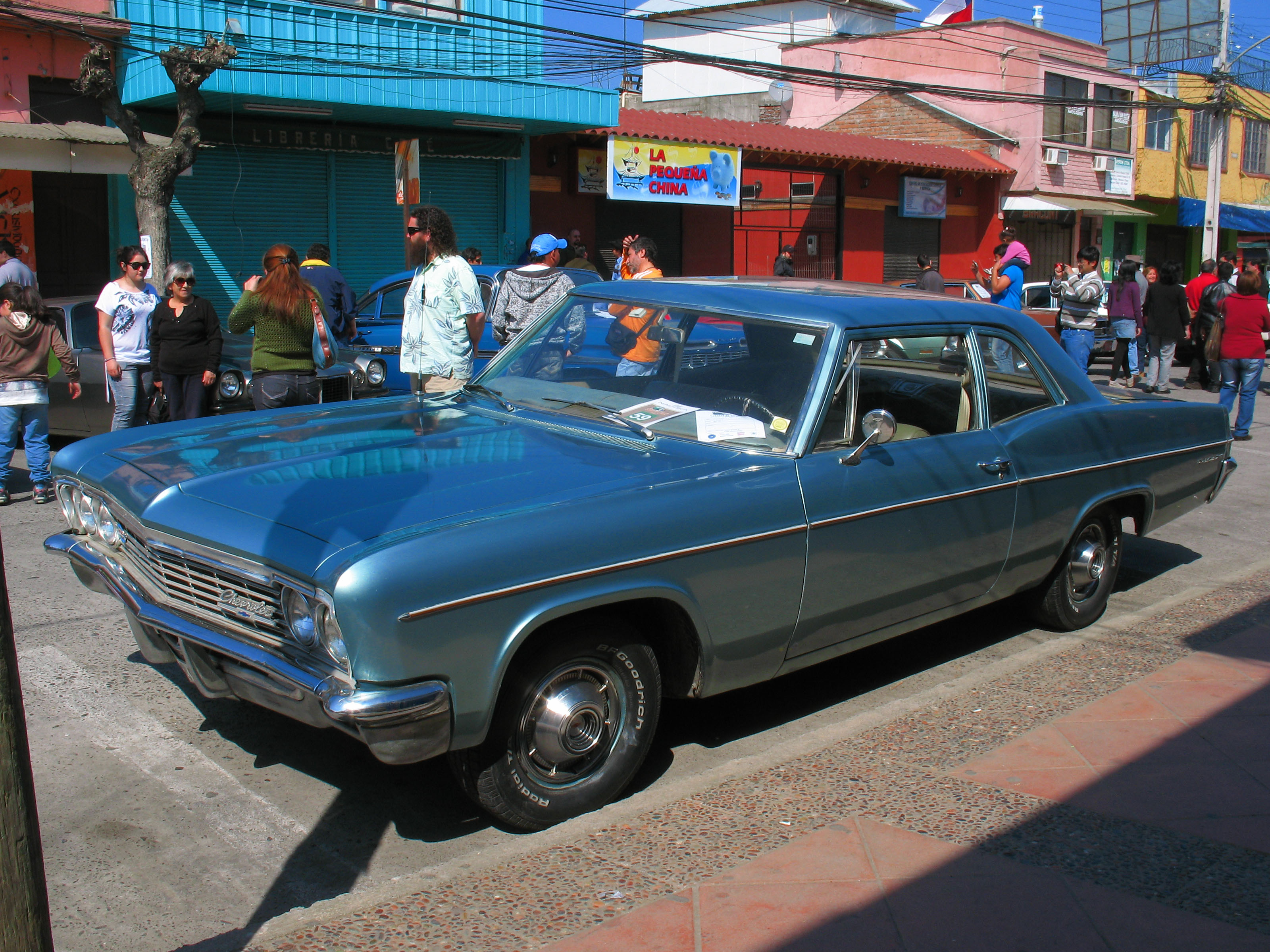
Bel Air 1966.
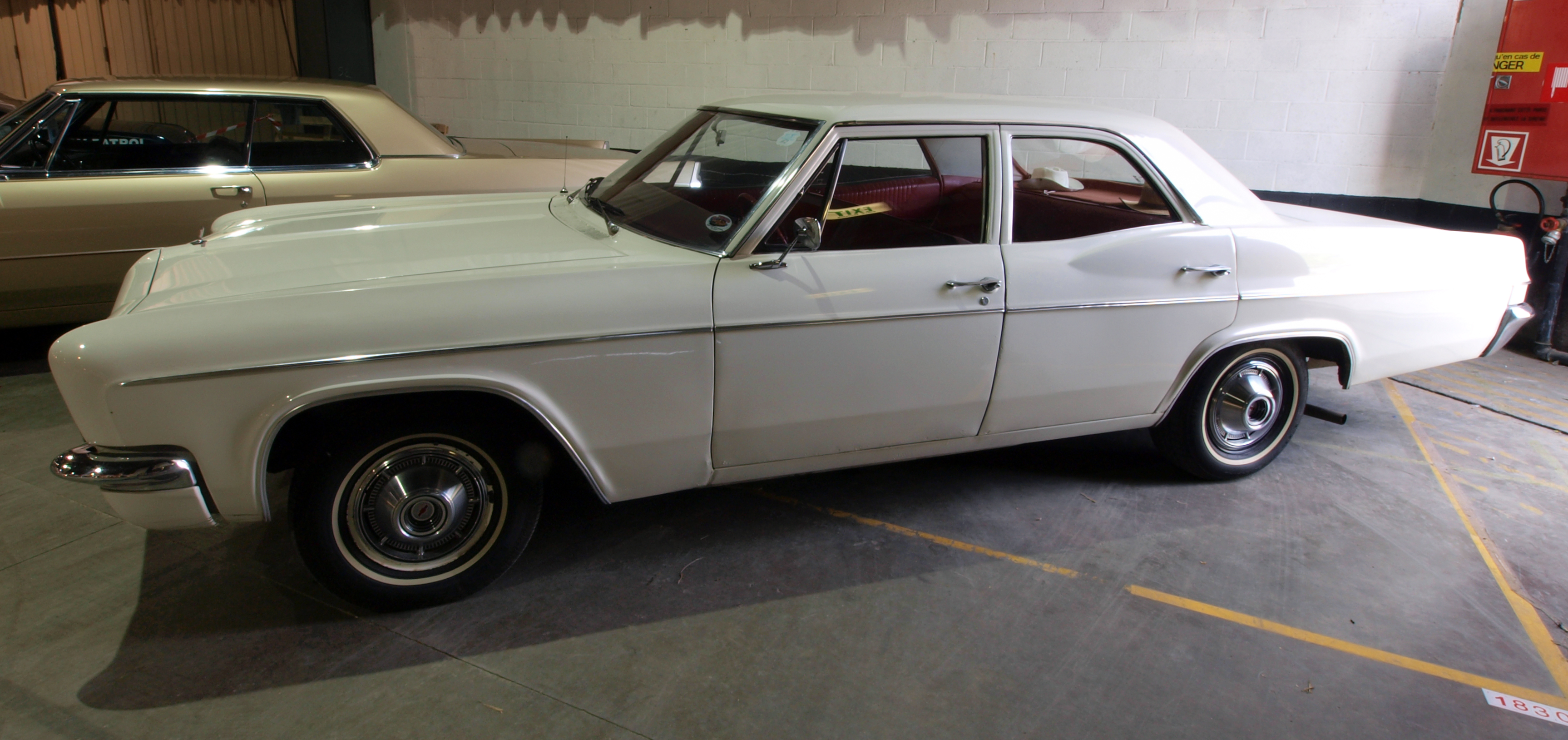
Bel Air 1965 4 doors.
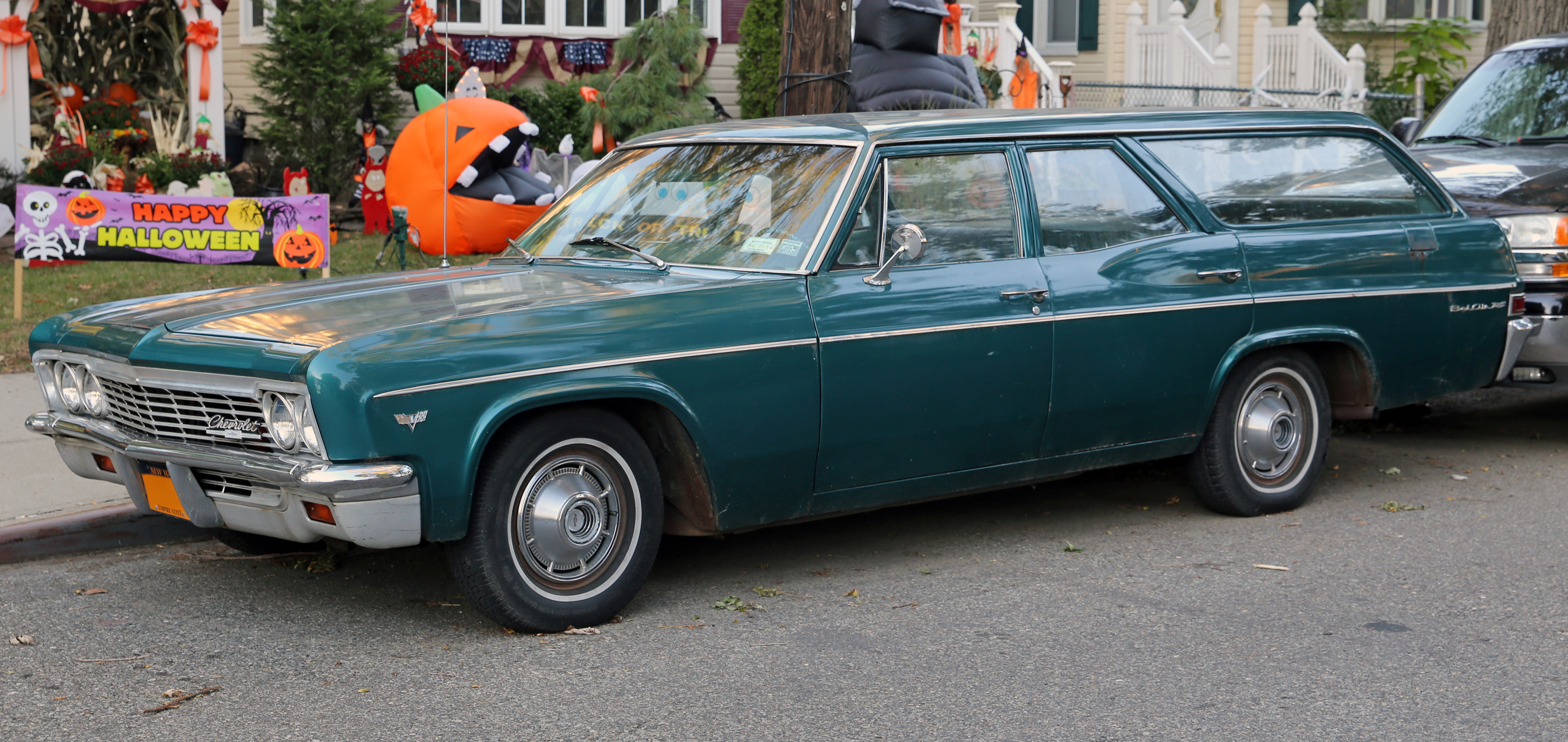
Bel Air 1965 Wagon.
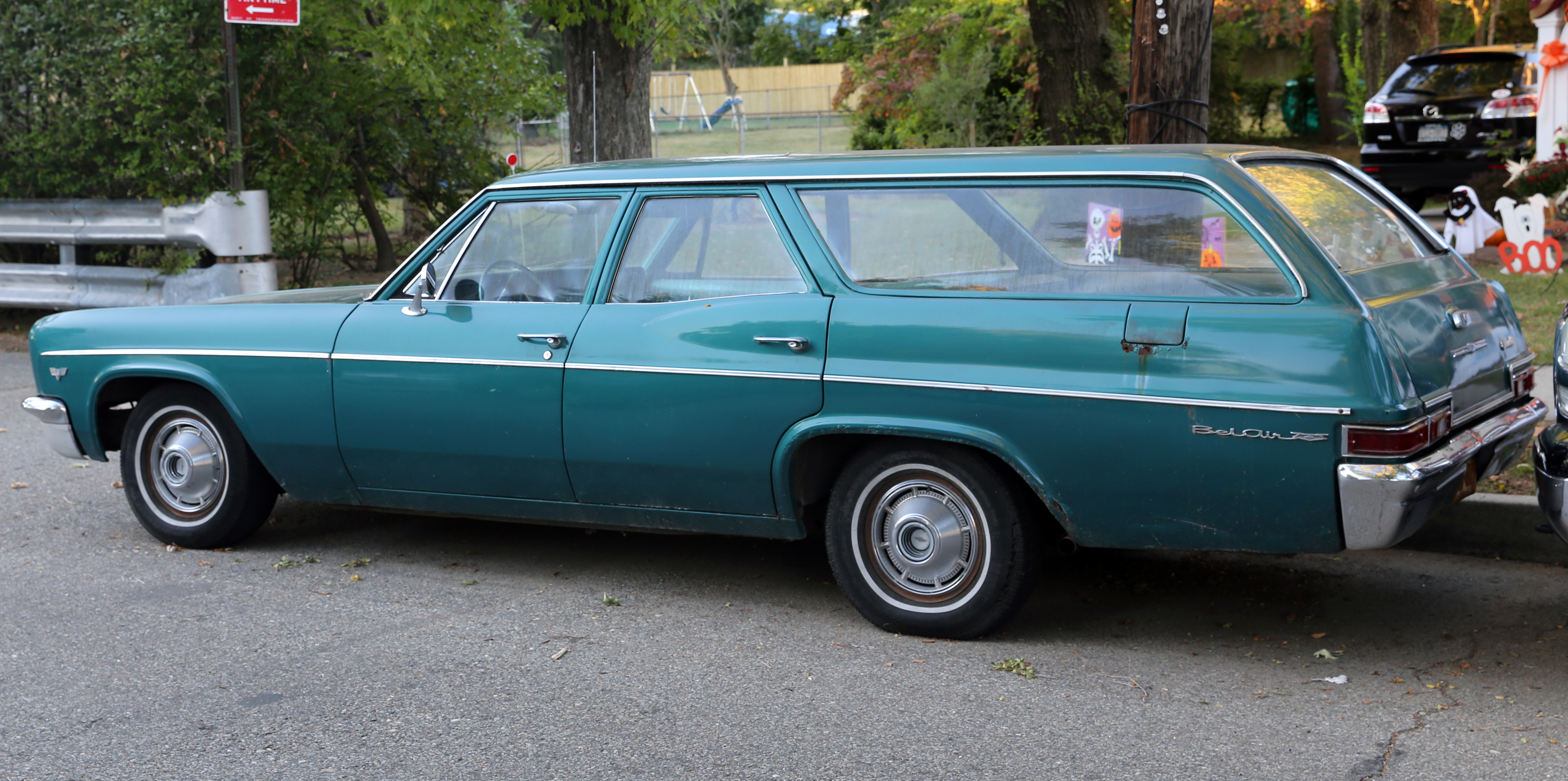
Bel Air 1965 Wagon.

#### 1967
Pour 1967, la grande berline vedette de Chevrolet étrennait une nouvelle carrosserie avec des ailes arrière bombées, une des tendances de style de cette année, pas vraiment appréciée par tous. Les Bel Air Sedan 2 et 4 portes continuèrent à être produites en plus des breaks 6 et 9 places. Cette année-là, les Bel Air reçurent des feux arrière en trois parties, contrairement aux Biscayne qui n'en recevaient que deux. Les moteurs standard restaient les mêmes que l'année précédente. Les moteurs V8 optionnels étaient un 5,4 L de 279 ch (205 kW), un 6,5 L de 355 ch (261 kW) ou un 7,0 L de 390 ch (287 kW), ainsi que divers packs performances.

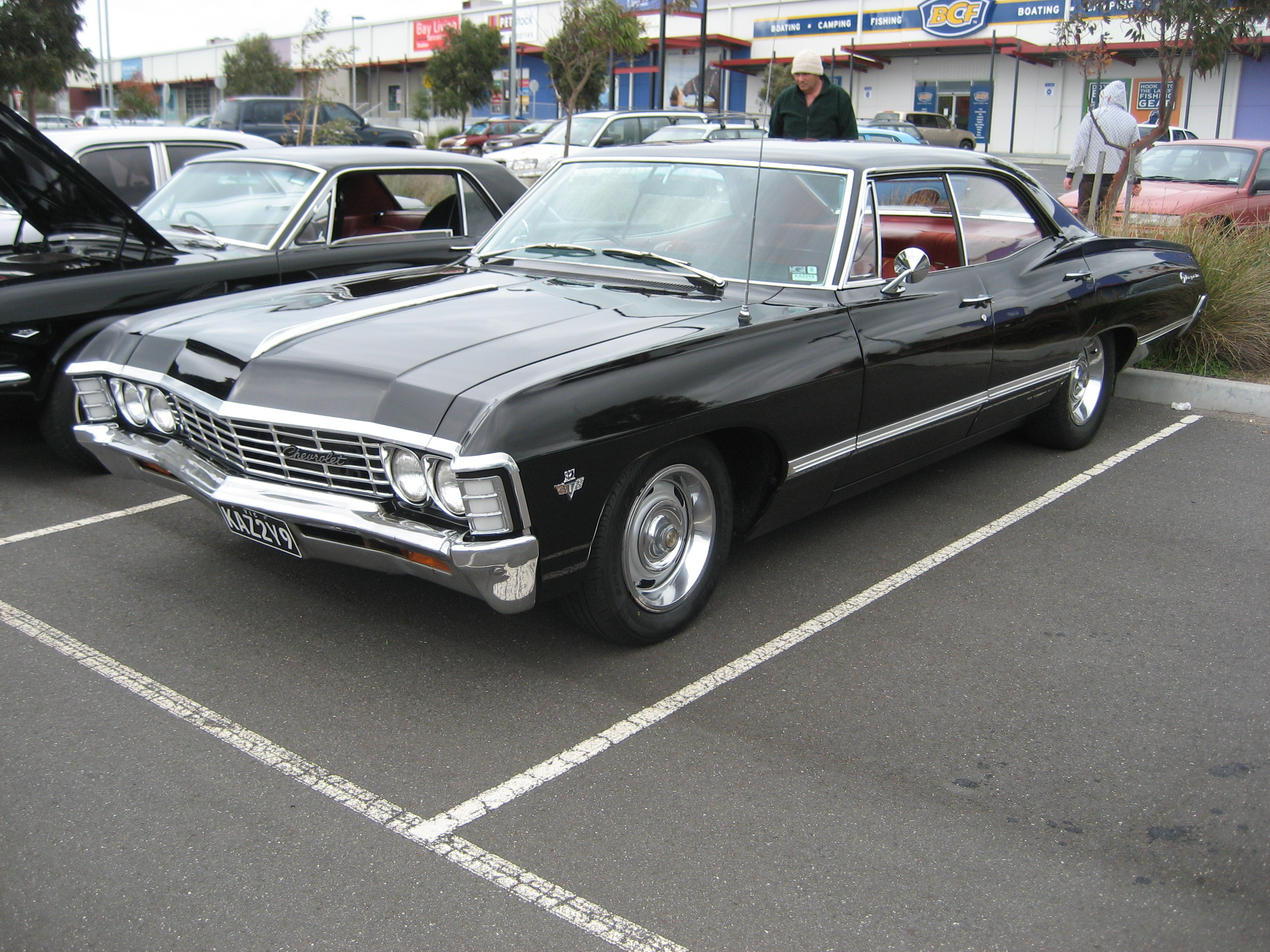
Bel Air 1967 Impala 4 door Hardtop.
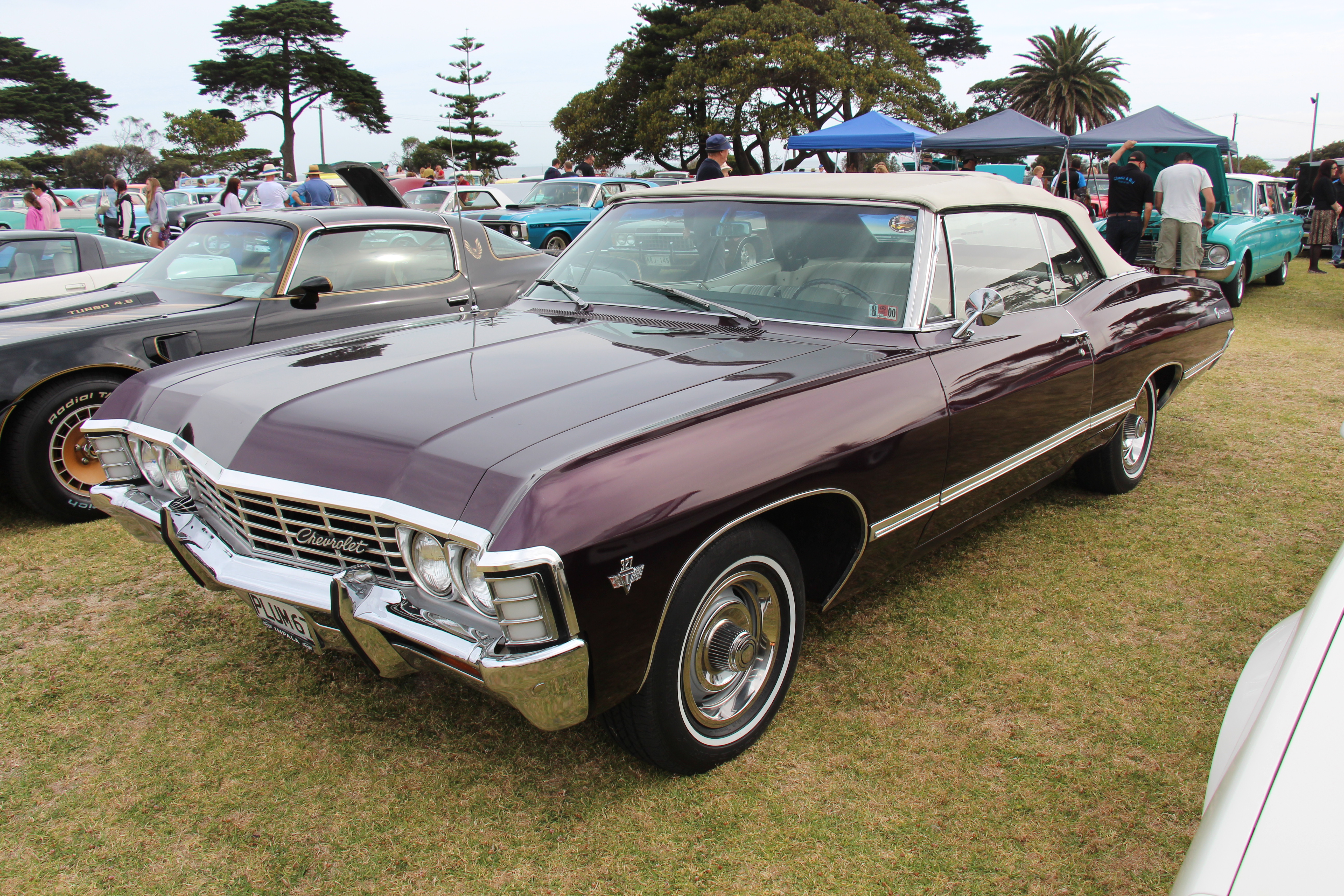
Bel Air 1967 Impala Convertible.

#### 1968
Pour 1968, la Bel Air reçut quelques changements, mais la voiture restait tout à fait semblable aux modèles 67, elle s'allongeait seulement de 25 mm à 5 453 mm. Le nouveau design de calandre Chevrolet ressemblait beaucoup à celui de Cadillac, mais le dessin des feux arrière à double tour des Bel Air était particulier à Chevrolet. De façon étrange, cette année-là les feux arrière furent montés dans le pare-chocs.
En plus du six cylindres 4,1 L de 157 ch (116 kW), les moteurs standard comprenaient les nouveaux V8 5,0 L de 203 ch (149 kW). La Bel Air équipée du six cylindres en ligne 4,1 L était capable d'une vitesse de pointe de 145 km/h pour une consommation de 12,8 L/100 km en vitesse de croisière. Équipée du nouveau V8 5,0 L, la Bel Air de série avait une vitesse de pointe de 169 km/h pour une consommation de 13,8 L/100 km en vitesse de croisière.

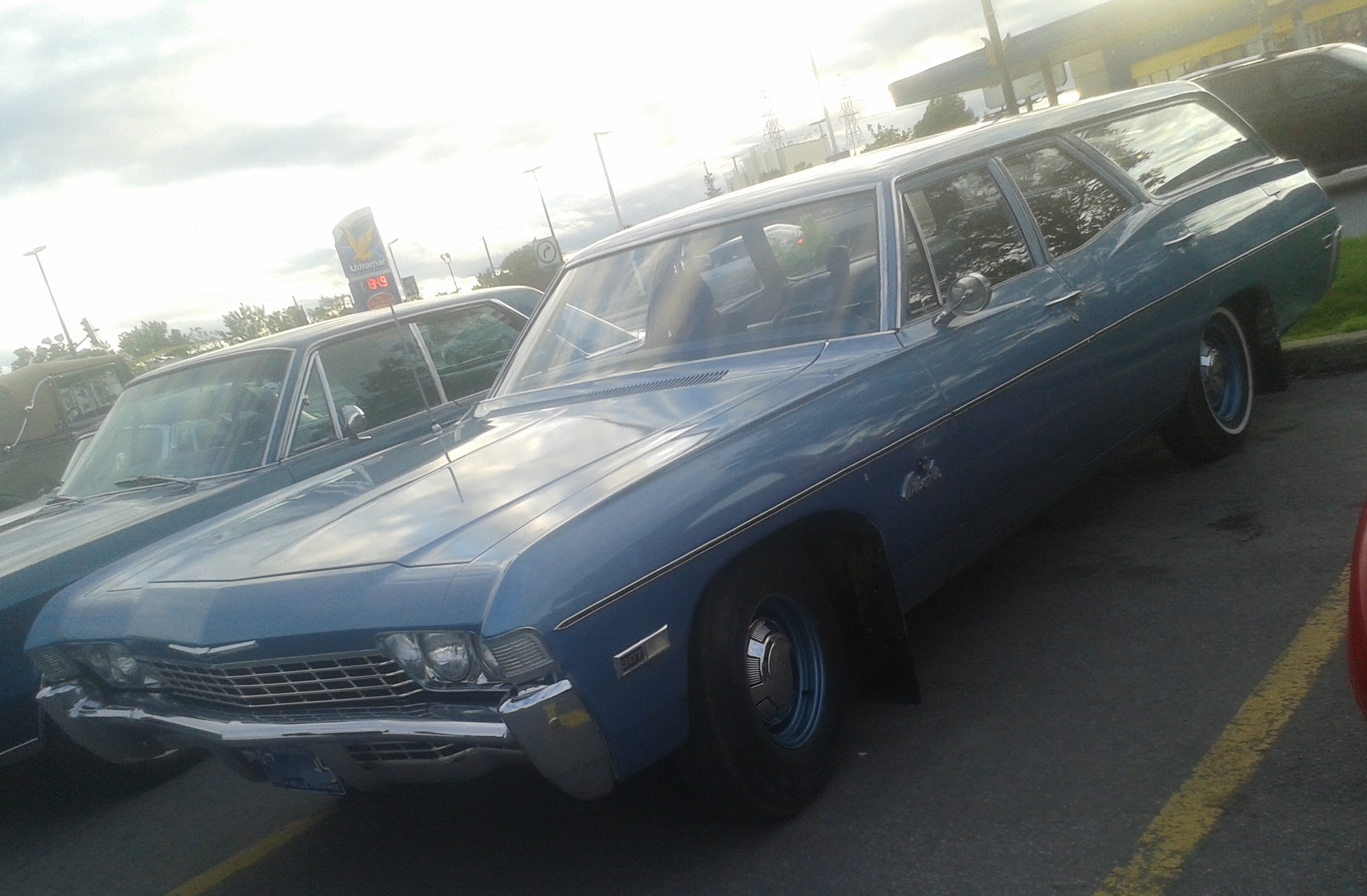
Bel Air 1968 Wagon.
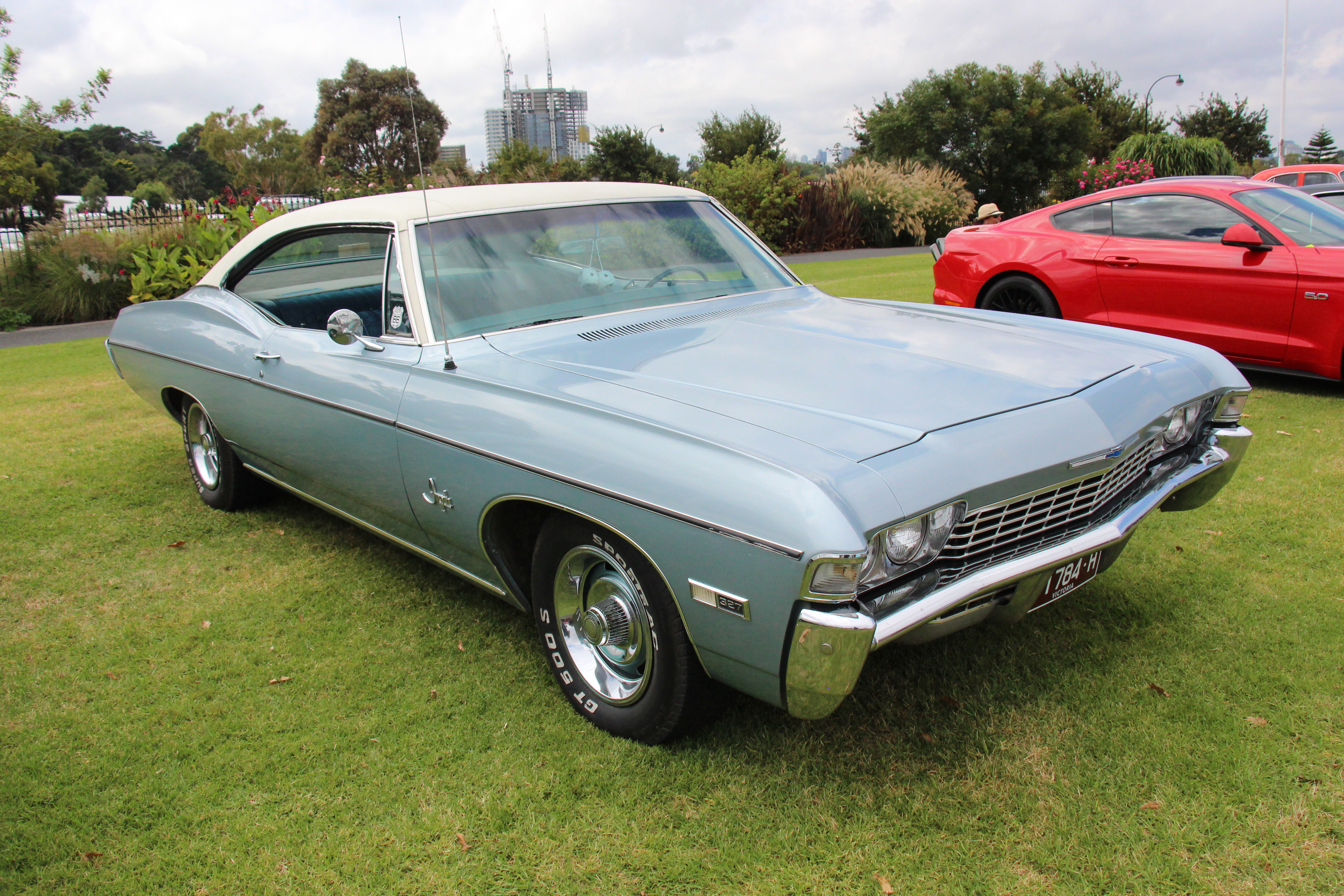
Chevrolet Bel Air à toit rigide 2 portes de 1968.

#### 1969
Pour l'année modèle 1969, la Bel Air a été repensée, avec une nouvelle longueur, de nouveaux pare-chocs, une nouvelle carrosserie et de nouvelles faces avant et arrière ; mais toujours en utilisant le châssis de base de 1965, les mêmes intérieurs, ainsi que les pavillons des Sedan 2 et 4 portes. Les voitures gardèrent un empattement de 3 023 mm, pour une longueur totale augmentée à 5 585 mm. Les breaks s'allongèrent, eux, de 109 mm, pour atteindre une longueur totale de 5 530 mm. Les moteurs disponibles de série étaient un six cylindres classique de 4,1 L (235 ch) et un V8 5,4 L. En option on retrouvait des moteurs V8, dont deux 5,7 L de 255 et 300 chevaux, un 6,5 L évalué à 265 chevaux et trois V8 7,0 L de 340 ch (250 kW), 395 ch (291 kW) et 431 ch (317 kW). Ce fut la dernière année pour la Bel Air Sedan 2 portes. Le break Bel Air fut rebaptisé Citadin. Cette nouvelle politique de désignation des modèles Chevrolet revenait à celle avant 1962 qui utilisait des signalétiques différentes pour les breaks par rapport aux autres modèles. Les boites manuelles trois et quatre vitesses étaient de nouveau proposées, ainsi que la boite auto Powerglide à deux vitesses pour le six cylindres et les V8 5,4 L et 5,7 L ; la boite automatique trois-vitesse Turbo Hydramatic qui n'était proposée qu'avec les gros bloc V8 depuis son introduction en 1965 était maintenant disponible avec tous les moteurs.

#### 1970
Pour 1970, la ligne de la Bel Air évolua peu, avec pour principale différence une extrémité avant redessinée. Le classique six cylindres de base demeurait encore le 4,1 L de 155 ch. Le V8 standard Chevrolet était maintenant le 5,7 L de 253 ch (186 kW). Les V8 en option incluaient un 5,7 L de 304 ch (224 kW et un 6,6 L de 269 ch (198 kW). Tout en haut de la gamme culminait le V8 7,4 L de 350 ch (257 kW). La série Bel Air comprenait désormais un unique modèle Sedan 4 portes tandis que le break fut de nouveau vendu sous la plaque signalétique Townsman.
La plate-forme B (en) 1965-1970 de General Motors est la quatrième meilleure plate-forme de vente de l'automobile dans l'histoire après la Volkswagen Beetle, la Ford Model T et la Lada Riva.

### Septième génération (1971 - 1975)
À la fin des années 1960 (avec l'introduction de la Caprice), la Bel Air et sa sœur Biscayne furent principalement distribuées à des flottes automobiles. Cependant, la Bel Air restait accessible aux particuliers qui cherchaient une grande voiture mieux équipée que le modèle d'entrée de gamme Biscayne. Lorsque la Biscayne fut abandonnée après 1972, la Bel Air fut rétrogradée en entrée de gamme. Les Bel Air utilisèrent de nouveau des feux arrière à quatre segments par opposition aux triples segments des modèles haut de gamme Impala et Caprice, sauf à partir de 1972, lorsque tous les modèles partagèrent les mêmes feux triples montés dans le pare-chocs.
L'Impala Sedan de 1972 partageait la même carrosserie que la Bel Air Sedan.
Un moteur six cylindres de 4,1 L avec transmission manuelle à trois vitesses et levier sur la colonne de direction était l'équipement standard pour l'année modèle 1973. Les Sedan et break V8 5,7 L recevaient une transmission Turbo Hydramatic qui était le seul choix de transmission pour les Bel Air V8 depuis le printemps de 1971. L'ancienne boite Powerglide à deux vitesses équipait les moteurs six cylindres pour 1972. Seules 1 400 voitures environ furent produites avec le six cylindres en ligne en 1973. Les moteurs avec transmission manuelle furent abandonnés à la fin de ce millésime, faisant d'elles les dernières voiture américaines full size avec « carrosserie sur châssis » à offrir une boîte manuelle.
Tous les berlines Bel Air construites en 1974 et 1975 étaient équipées de série d'un V8 5,7 L avec transmission Turbo-Hydramatic, comme pour les breaks, et pouvaient être équipées d'un V8 6,6 L avec la nouvelle boite Turbo-Hydramatic. Le V8 6,6 L était une option uniquement sur les Sedan et le 7,4 L était disponible sur les deux modèles.
Avec l'abandon de la Bel Air Sedan deux portes après l'année modèle 1969, toutes les Bel Air vendues aux États-Unis entre 1970 et 1975 étaient des Sedan ou Breaks 4 portes — ces derniers portant la plaque signalétique Townsman de 1969 à 1972 et Bel Air de 1973 à 1975. Cependant des Bel Air HardTop avec carrosserie d'Impala Coupé Sport furent vendus au Canada de 1970 à 1975. Pour 1974-1975, ces voitures avaient une ligne de toit semblable à la Caprice Coupe 1966-1967.

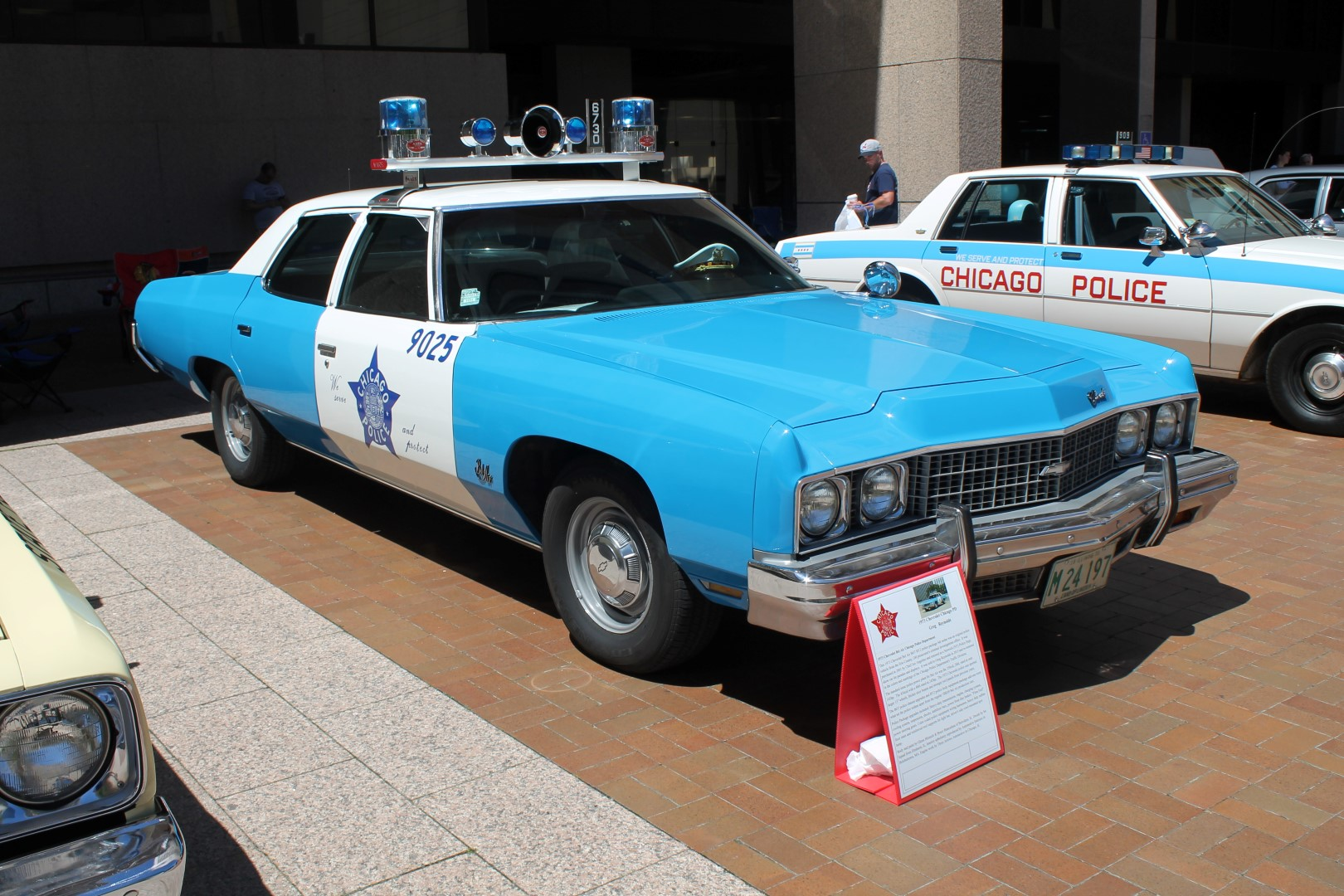
Chevrolet Bel Air berline de 1973 avec inscriptions du service de police de Chicago

La plupart des autres modifications apportées aux Bel Air au cours de leurs dernières années étaient identiques aux modèles plus couteux Caprice et Impala, dont certaines ont été modifiées par des règles de sécurité émanent du gouvernement des États-Unis et qui incluaient des pare-chocs absorbant les chocs inférieurs à 8,0 km/h à l'avant en 1973 et à l'arrière en 1974. Les modèles 1975 reçurent une nouvelle ligne de toit et (avec l'Impala) une grille de calandre qui était la copie parfaite de celle de la Caprice 1974. À l'intérieur, il y avait un nouveau combiné d'instruments, une radio et des graphiques de contrôle de climatisation ainsi qu'un compteur de vitesse jusqu'à 160 km/h. Les clients pouvaient acheter leur Bel Air 1975 avec deux nouvelles options : un pack de jauges Econominder — comprenant une jauge pour surveiller l'économie en carburant (qui devenait une demande importante) ainsi qu'un indicateur de température — et des essuie-glaces intermittents.
En 1975, Consumer Reports testa une Bel Air Sedan quatre portes équipée du V8 5,7 L et boite Turbo Hydramatic avec d'autres voitures américaine de cette période, y compris la Pontiac Catalina, la Ford LTD et la Plymouth Gran Fury. Bien que la voiture ait été bien réussie, cet essai avec une deuxième place derrière la Pontiac, Consumer Reports souligna que la Bel Air avait une isolation au bruit moins performante et des sièges arrière moins confortables que ses concurrentes plus chères, et que par rapport à une Chevrolet Impala équipée de façon comparable (avec une isolation sonore meilleure, une sellerie de meilleure qualité et des sièges mieux rembourrés, soit un surcoût de 203 $) « La Bel Air serait encore plus proche de la Pontiac en qualité globale ». Ainsi, le magazine déclara même que, par exemple, la Bel-Air était « seulement un peu plus bruyante que la Pontiac ».Consumer Reports conclut dans son article que les acheteurs potentiels devaient soit payer un supplément de 200 $ ou bien passer à l'Impala, plus coûteuse, notant des avantages tel qu'une valeur de revente supérieure avec des équipements comparables aux autres véhicules de ce standing.
Les dernières Bel Air pour les États-Unis furent fabriquées en 1975. Pour 1976, une version « S » de l'Impala Sedan quatre portes fut proposée pendant un an. Elle était moins bien équipée que l'Impala de base et prenait la place laissée libre par la Bel Air.

#### Galerie
- 7e génération
(1970-1975)

## Modèles au Canada seulement

### Pontiac à base de Bel Air
De 1954 à 1969, GM Canada a produit une Pontiac unique sur base de Bel Air, commercialisé sous le nom de Laurentian. Alors que les panneaux de carrosserie ressemblaient aux Pontiac américaines contemporaines, la Pontiac Laurentien canadienne avait le châssis, le groupe motopropulseur, l'empattement, et même l'intérieur (à l'exception du tableau de bord) de la Chevrolet Bel Air. Ces modèles ont été exportés sous forme de kit SKD en conduite à droite en usine vers les marchés pour la conduite à droite, tels que l'Australie, la Nouvelle-Zélande et l'Afrique du Sud, et assemblés localement sous la marque Pontiac. Toutes les exportations de conduite à droite ont cessé après 1968 à la demande de GM aux États-Unis.

### Anciennes générations (1970-1976)
Alors que la dernière Bel Air berline 2 portes était disponible aux États-Unis en 1969, Chevrolet a présenté un toit rigide à deux portes pour le marché canadien, la Bel Air Sport Coupe, de 1970 à 1975. Basé sur l'Impala Sport Coupe, ce nouveau modèle comportait des garnitures de Bel Air à un prix inférieur à l'Impala. Chaque année jusqu'en 1975, la carrosserie de ce modèle suit le design de l'Impala Sport Coupe contemporaine. Les berline et break 4 portes ont poursuivi leurs productions, identiques aux modèles américains. Pour 1976, la Bel Air Coupe Canadienne présentait la même carrosserie que l'Impala Custom Coupe, avec la grande lunette arrière fixe et la vitre de porte avant sans cadre.
Contrairement aux États-Unis, toutes les Chevrolet full-size de 1976 du Canada (y compris la Bel Air) étaient équipées de pneus radiaux à ceinture en acier et d'un dégivreur de lunette arrière électrique en équipement standard.
Bien que la dernière Bel Air ait été produite en 1975 aux États-Unis, la grande gamme canadienne de Chevrolet a continué à inclure la Bel Air pour 1976 et au-delà dans les styles de carrosserie à deux portes, quatre portes et break. La gamme Impala américaine de 1976 comprenait une gamme de modèles « S », composée d'une berline à 4 portes, qui devait remplacer la Bel Air.

### Huitième génération (1977-1981)
Au Canada, Chevrolet a conservé la Bel Air comme voiture full-size la moins chère pendant l'année modèle 1981. Pour 1977, les Bel Air canadiennes ont reçu les mêmes réductions de taille que ses homologues Impala / Caprice des États-Unis. Reflétant la taille plus petite de ces grosses voitures de taille réduite, il y avait une gamme de moteurs généralement plus petits pour une économie de carburant améliorée avec le six cylindres de 4,1 L de Chevrolet rétabli comme puissance standard dans les berlines pour la première fois depuis 1973, avec les V8 305 de 142 ch (104 kW) disponible en option dans les berlines et de série sur les breaks. Le V8 350 de 172 ch (127 kW), disponible dans les deux modèles, était désormais la meilleure option, car les V8 6,6 L petits blocs et 7,4 L gros blocs n'étaient plus disponibles. Au cours de cette période, l'équipement standard des Bel Air comprenait de petits enjoliveurs, des garnitures en tissu et en vinyle dans les berlines ou tout en vinyle dans les breaks, un allume-cigare, un cendrier, un plafonnier automatique pour les portes avant, une moquette complète, l'Astro Ventilation, une batterie Delco Freedom, une direction assistée à rapport variable, des freins à disque avant assistés et une transmission automatique Turbo Hydramatic. Contrairement à la plupart des années modèle précédentes et aux styles de carrosserie où seuls deux feux arrière étaient utilisés par côté, la Bel Air partageait la configuration des trois feux arrière de l'Impala.
La Bel Air de 1980, avec d'autres Chevrolet full-size, a été révisée avec une toute nouvelle tôle extérieure, ce qui a aidé à améliorer l'aérodynamique et donc l'économie de carburant ; la voiture était également équipée d'une nouvelle calandre, identique à celle de l'Impala plus chère ; la configuration du triple feu arrière a également continué d'être partagée avec l'Impala. Cette même année, la gamme de moteurs a été révisée, avec le six en ligne remplacé par un nouveau V6 de 3,8 litres, basé sur le V8 petit bloc, comme moteur de base dans les berlines. Le nouveau V8 de base (de série sur les breaks, en option sur les berlines) était un petit bloc de 4,4 L plus petit avec un carburateur à deux cylindres, tandis que le 305 petit bloc (en option sur tous les modèles) a obtenu une augmentation de 15 ch (11 kW) à 157 ch (116 kW) grâce au passage d'un carburateur de deux cylindres à quatre cylindres. Le V8 5,7 L était désormais réservé aux véhicules de police. Une autre nouvelle option pour 1980-81 était le 5,7 L Diesel construit par Oldsmobile.
Avec un ralentissement spectaculaire des ventes de voitures full-size, la Bel Air a été abandonnée après l'année modèle 1981, tout comme un certain nombre d'autres voitures full-size à faible gabarit sur le marché canadien, dont la Pontiac Laurentian, la Mercury Marquis Meteor et la Ford LTD Custom 500.

## Concept de 2002
En 2002, un concept Bel Air cabriolet a été présenté au North American International Auto Show. Elle présente quelques éléments de style et de design des trois modèles les plus connus (1955-1957), tels que le cadre de pare-brise chromé, le viseur des feux de circulation et un bouchon de remplissage d'essence derrière le feu arrière, semblable au bouchon d'essence des Chevrolet de 1956-1957 qui était derrière la garniture chromée à l'arrière de l'aileron arrière, mais qui rappelle davantage le bouchon de remplissage des Cadillac de 1948-1958. Elle comprend également la même technologie d'hydroformage de châssis (utilisée dans les rails de châssis des véhicules de sport de taille moyenne de chez GM comme la Corvette) et une carrosserie en tôle, sur un empattement de 2 819 mm et une voie de 1 651 mm. La suspension est un bras long court à l'avant et une transmission Hotchkiss à l'arrière. Elle roule sur des roues en aluminium à cinq branches avec des pneus rouges de 18 pouces et ABS. L'intérieur élégant mais simple comprend un tableau de bord à deux éléments, un levier de vitesses monté sur colonne et des sièges de recouverts de tissus doux de haute technologie, colorés en rouge pour correspondre à l'extérieur, qui sont intelligemment conçus pour glisser vers l'avant pour une entrée plus facile sur la banquette arrière. Elle a également servi de vitrine pour leur nouveau moteur cinq cylindres en ligne turbocompressé basé sur le moteur de pick-up L52 (Vortec 3500), à 5 cylindres en ligne. Selon un communiqué de presse de GM de septembre 2002, elle dispose d'un moteur tout aluminium de 3,5 L DOHC 20 soupapes, avec un alésage de 93 mm et une course de 102 mm, qui délivre jusqu'à 319 ch (235 kW) et 427 N m de couple, couplé à une boîte automatique Hydra-Matic 4L60-E à quatre vitesses à commande électronique. Un bouton virtuel « turbo boost » sur le volant active le module de commande du groupe motopropulseur pour déclencher une étincelle plus agressive et un étalonnage d'alimentation pour une puissance maximale. Elle a également dirigé le 13e rendez-vous annuel de la Route 66 des frères Stater en tant que véhicule officiel en septembre 2002. General Motors n'a montré aucun intérêt à produire la voiture.

## Course de dragsters
La Bel Air Sport Coupe de 1962 est d'une importance notable, la dernière année ou une Bel Air à toit rigide sans pilier était disponible aux États-Unis. Ce modèle comportait le toit « bubbletop » de 1961 plutôt que le toit plus droit de l'Impala Sport Coupe de 1962, et était populaire auprès des coureurs de dragsters qui ont commandé la voiture avec le nouveau « W-block » V8 409 de 415 ch (305 kW); un ensemble spécial comprenant des panneaux de carrosserie en aluminium, la suppression du chauffage et une transmission manuelle à quatre vitesses. Une voiture avec cette configuration est un véhicule de collection précieux qui bénéficie d'une grande prime par rapport aux autres modèles de 1962, y compris la Super Sport.

## Bel Air australienne
Au cours des années 1960, les berlines Bel Air étaient disponibles sur les marchés d'exportation tels que l'Australie, où elles comportaient la conduite à droite. En raison de la réglementation australienne exigeant des clignotants arrière ambrés, ces berlines Bel Air comportaient des triples feux arrière de style Impala dans les années 1960. La lampe centrale était la lampe de clignotant orange et les lumières les plus internes étaient des lampes de recul. La plupart de ces Bel Air à conduite à droite utilisaient un tableau de bord des Pontiac de 1961.